# Liste von Luftfahrzeugen der Luftwaffe (Wehrmacht)
Die Luftwaffe der Wehrmacht setzte während ihres Bestehens von 1935 bis 1945 eine Vielzahl von Flugzeugtypen ein. Die meisten davon finden sich im Folgenden aufgelistet.
In die Liste aufgenommen sind die Flugzeugtypen, die – selbst wenn veraltet – 1935 vorhanden waren, zwischen 1935 und 1945 entstanden, oder vor Kriegsende zumindest ihren Erstflug absolvierten. Die Flugzeuge sind generell unter ihrer ursprünglichen Verwendung eingereiht, auch wenn ältere Typen später in minderen Diensten, z. B. als Schul- oder Zielschleppflugzeuge, aufgebraucht wurden. Flugzeugmuster, die in größerer Anzahl auch für verschiedene Aufgaben eingesetzt wurden, sind gegebenenfalls mehrfach erwähnt, zumeist unter Angabe der jeweiligen Variante. Typen, die nicht zum regulären Einsatz kamen und nur zu Versuchs- oder Vergleichszwecken gebaut wurden, finden sich gesammelt in einem eigenen Absatz. Unrealisierte Projekte sind ebenso wie unbemannte Flugkörper in der Liste nicht enthalten.
Die einzelnen Flugzeugtypen innerhalb einer Verwendungsgruppe sind chronologisch nach dem Zeitpunkt ihres Erstflugs sortiert. Das Jahr des Erstflugs ist in Klammern mit angegeben; Einsatzreife war in der Regel ein bis drei Jahre nach dem Erstflug erreicht. Die Reihung der Bilder folgt dem gleichen Sortierprinzip. 

## Jagdflugzeuge

### Einmotorige Jäger
- Arado Ar 64 (1929)
- Arado Ar 65 (1931)
- Heinkel He 51 (1933)
- Arado Ar 68 (1934)
- Messerschmitt Bf 109 (1935) – meistgebautes deutsches Militärflugzeug
- Heinkel He 112 (1935) – unterlegenes Konkurrenzmuster der Bf 109, nur für den Export in Serie gebaut
- Focke-Wulf Fw 190 »Würger« (1939) – Jägervarianten A (mit BMW 801) und D (mit Jumo 213)
- Focke-Wulf Ta 152 (1944)

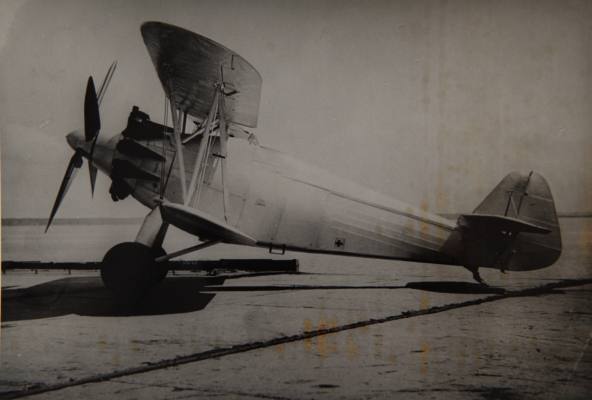
Arado Ar 64
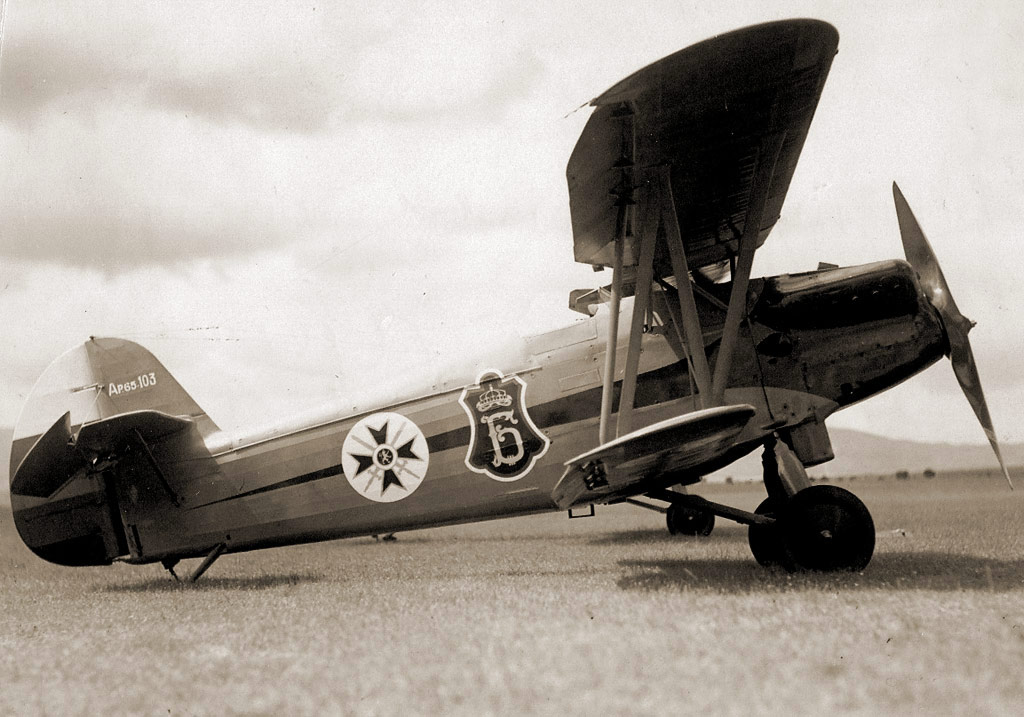
Arado Ar 65 in bulgarischem Dienst
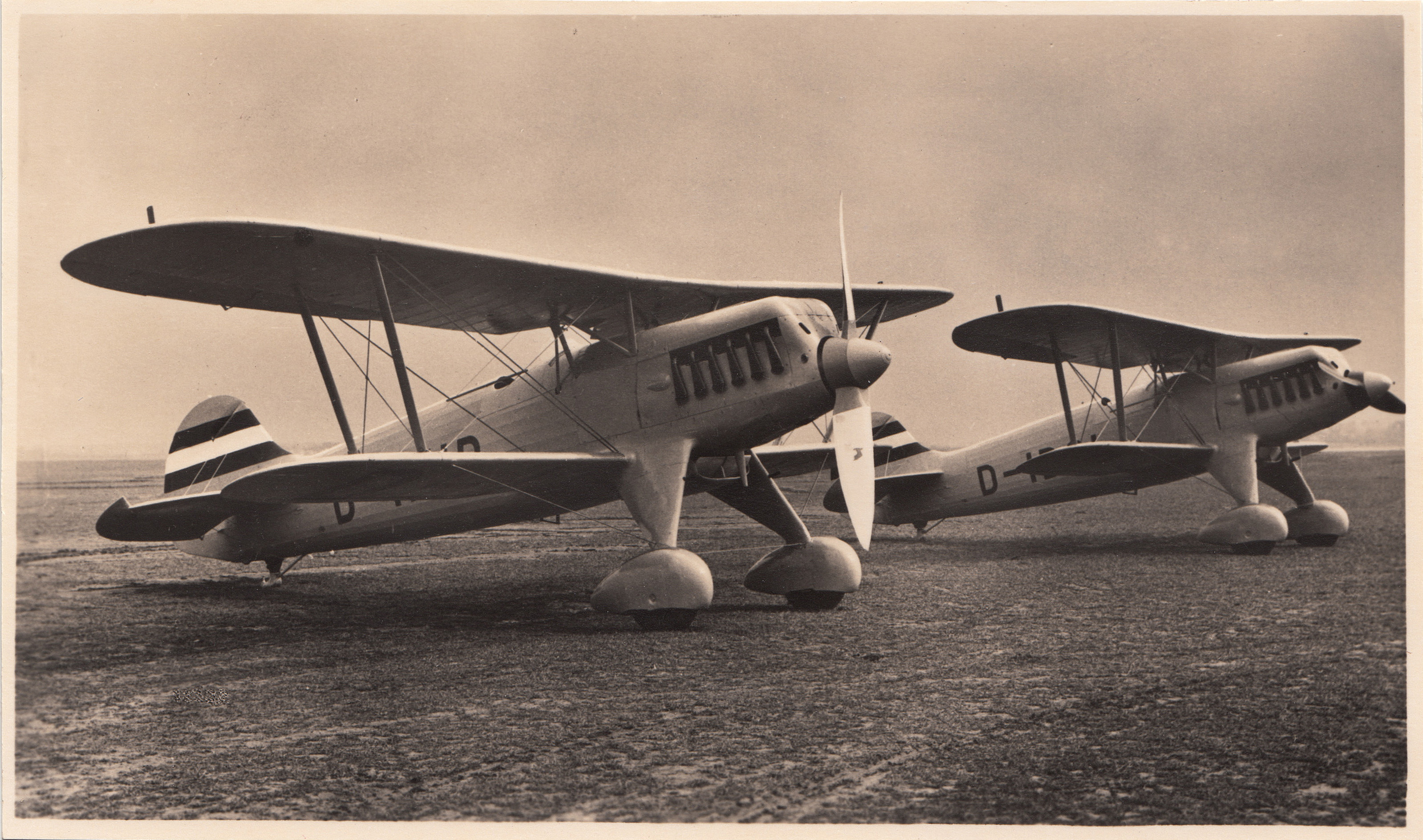
Heinkel He 51
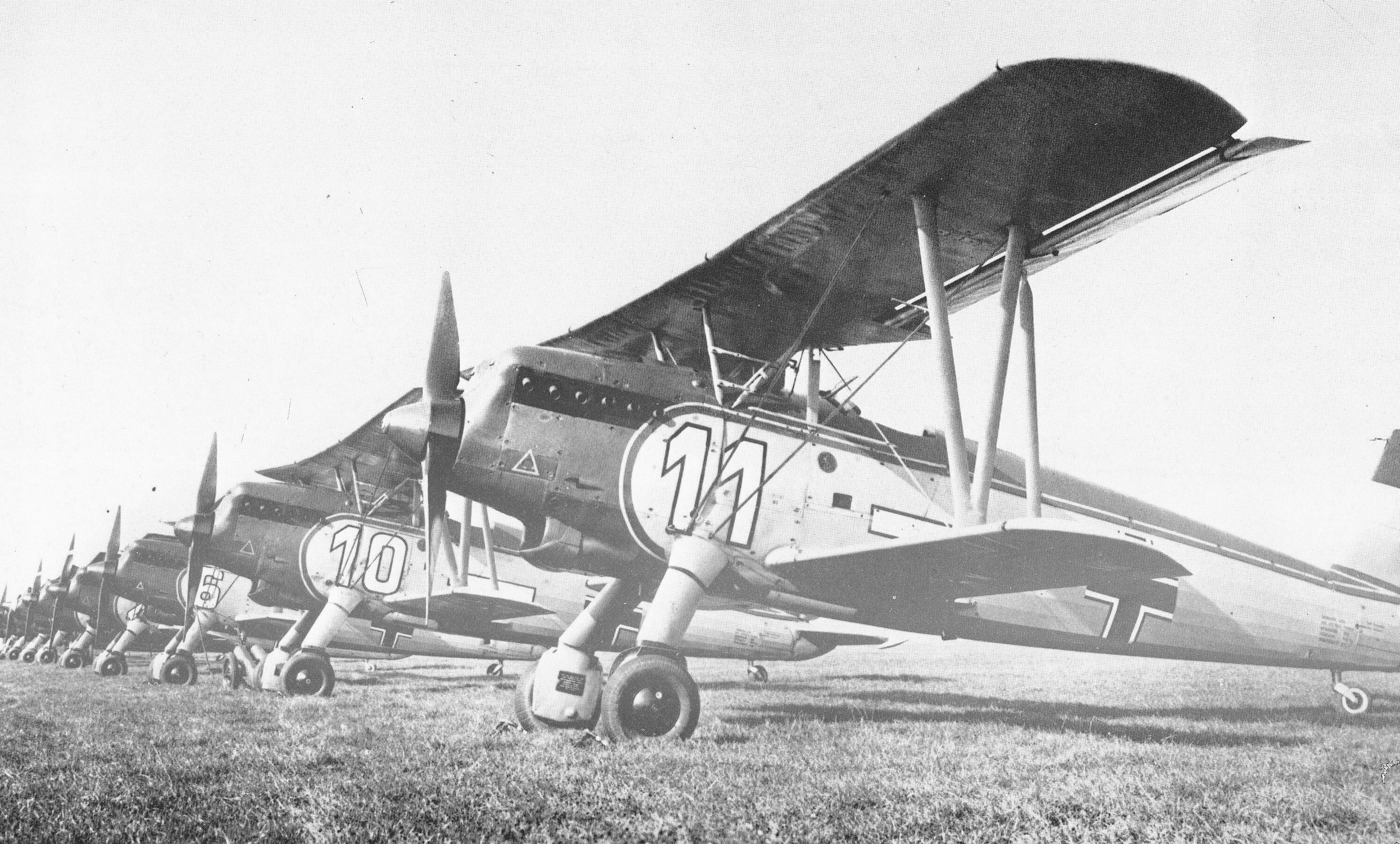
Arado Ar 68 F
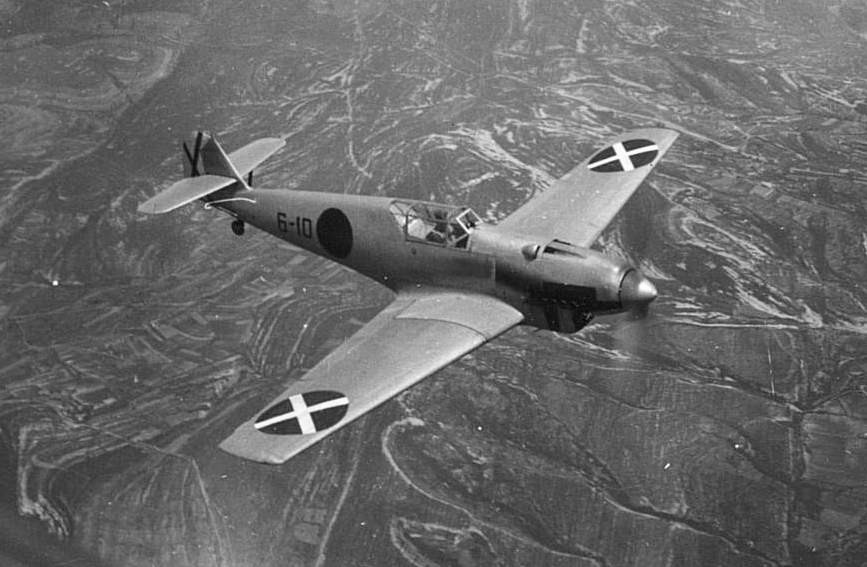
Messerschmitt Bf 109 A bei der Legion Condor
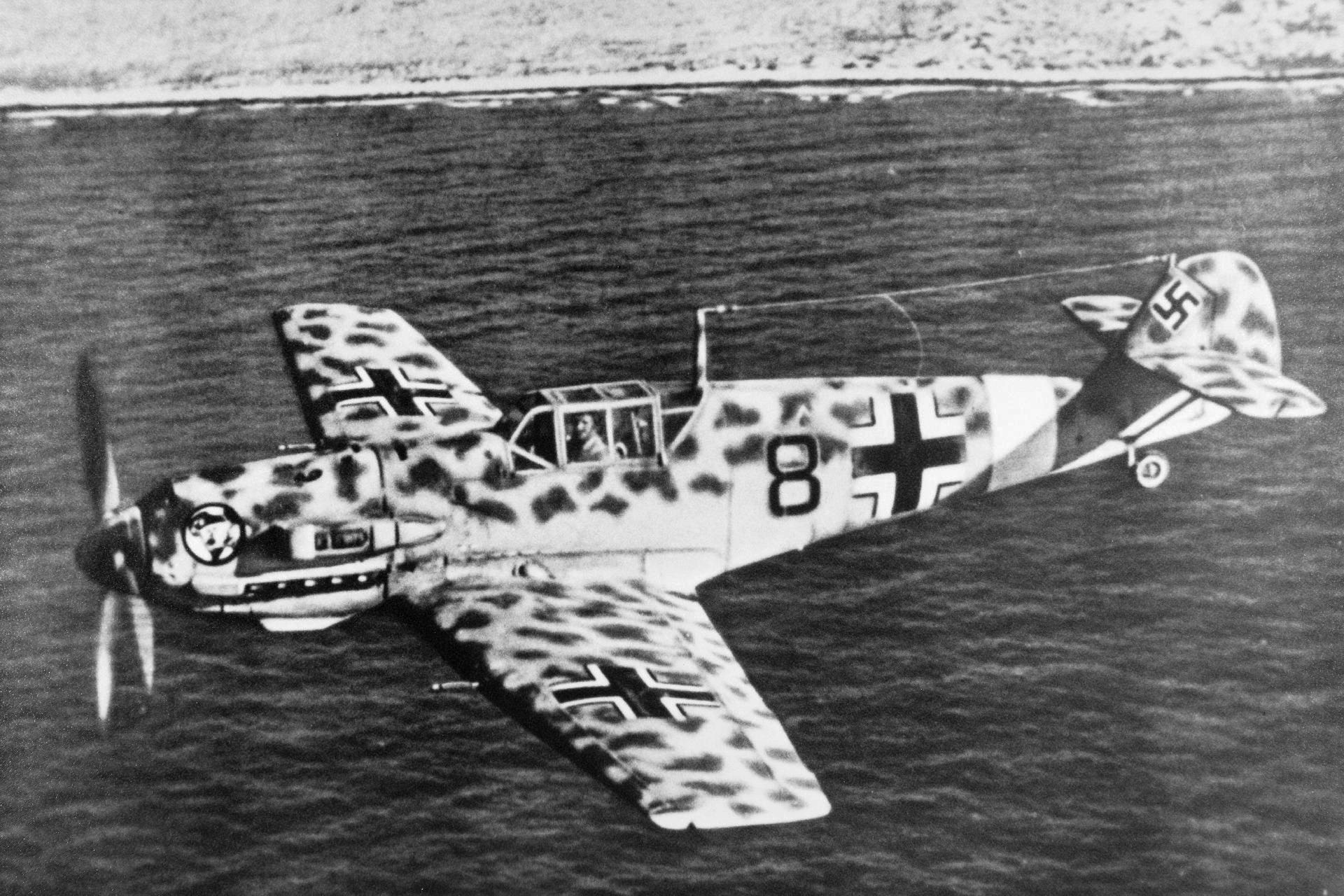
Messerschmitt Bf 109 E-4/Trop
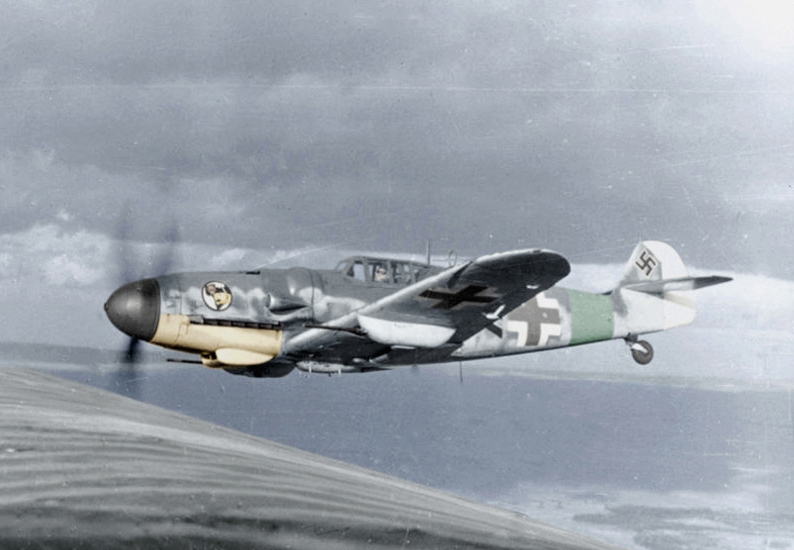
Messerschmitt Bf 109 G-6
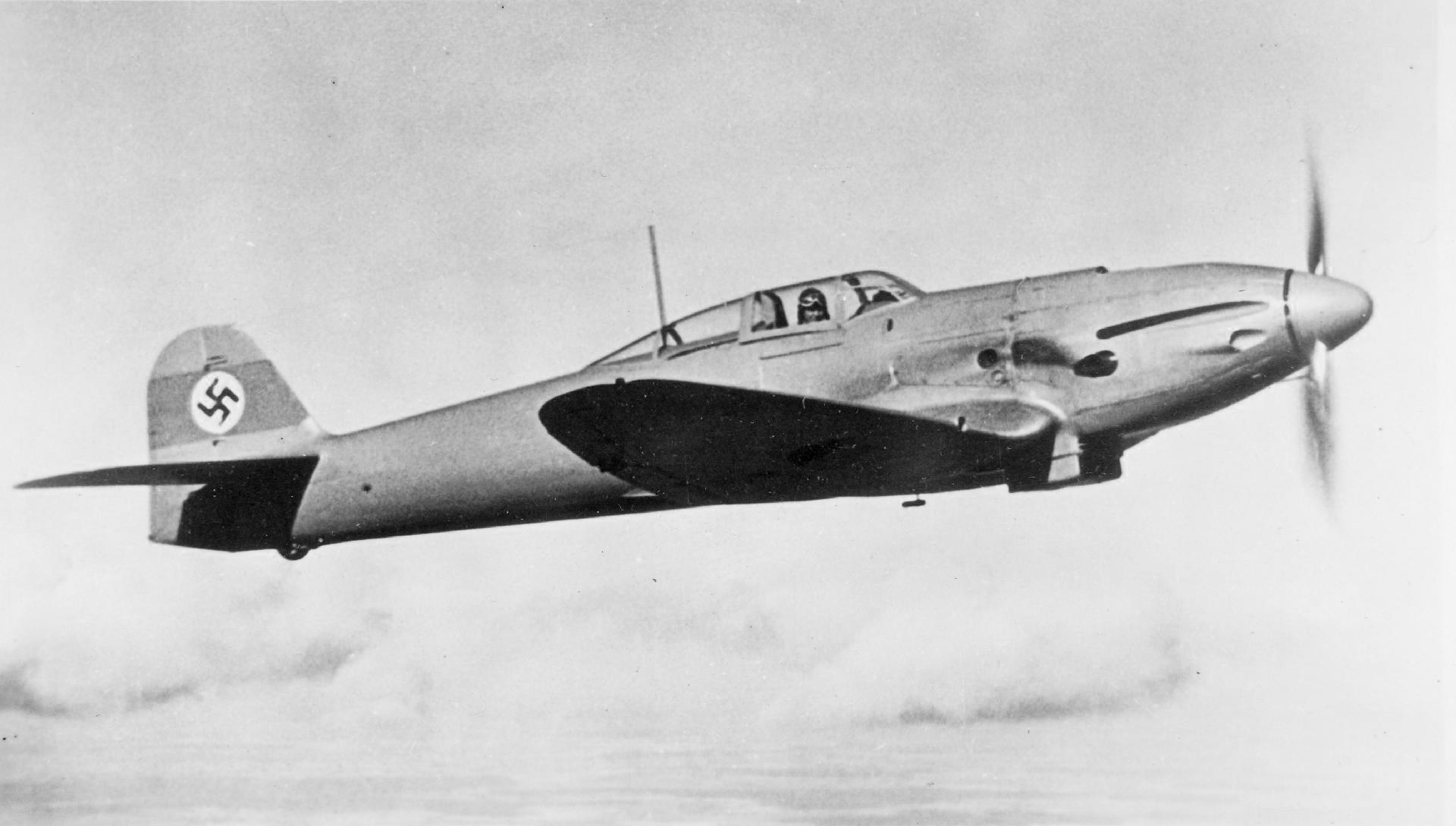
Heinkel He 112
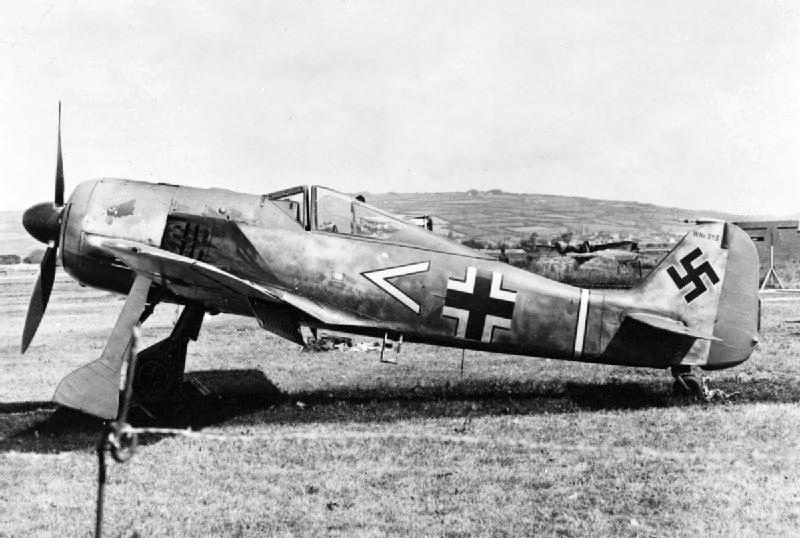
Focke-Wulf Fw 190 A-3
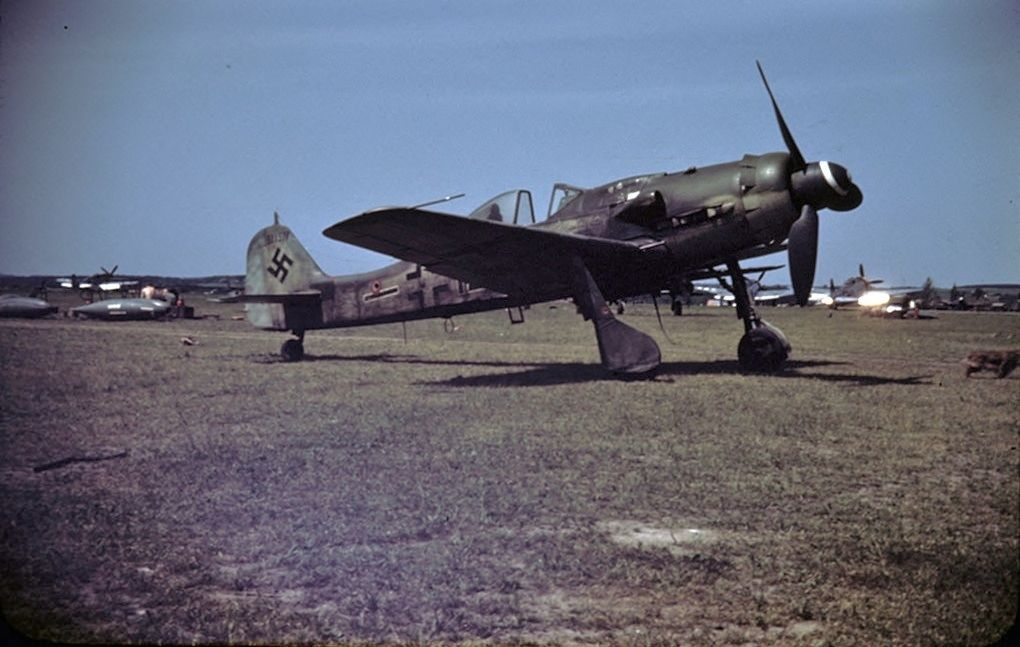
Focke-Wulf Fw 190 D-9
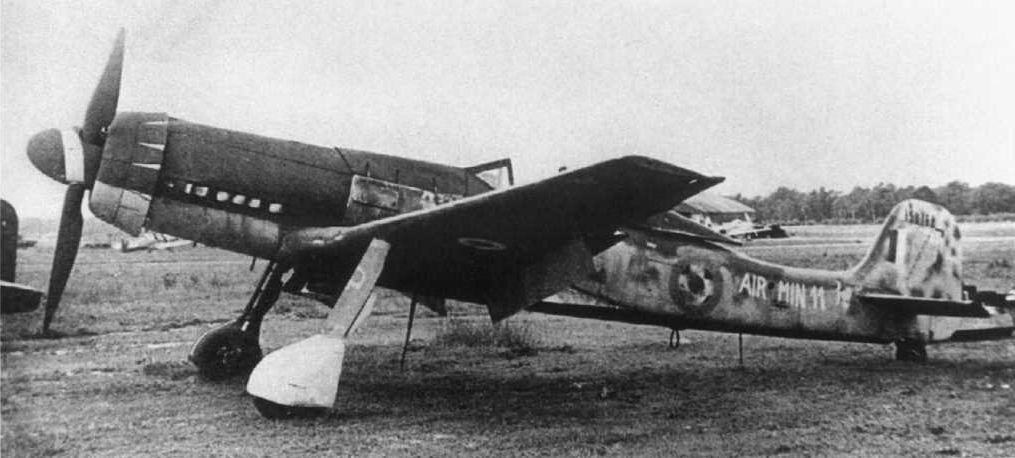
Focke-Wulf Ta 152

### Zweimotorige Jäger
- Messerschmitt Bf 110 (1936)
- Junkers Ju 88 (1936) – Zerstörer- und Nachtjägervarianten C, R und G
- Dornier Do 217 (1938) – Nachtjägervarianten J und N
- Messerschmitt Me 210 (1939)
- Messerschmitt Me 410 »Hornisse« (1942)
- Heinkel He 219 »Uhu« (1942) – Nachtjäger
- Focke-Wulf Ta 154 »Moskito« (1943) – Holzkonstruktion, Serienbau wegen technischer Schwierigkeiten abgebrochen
- Dornier Do 335 »Pfeil« (1943) – nicht mehr zum Kampfeinsatz gekommen

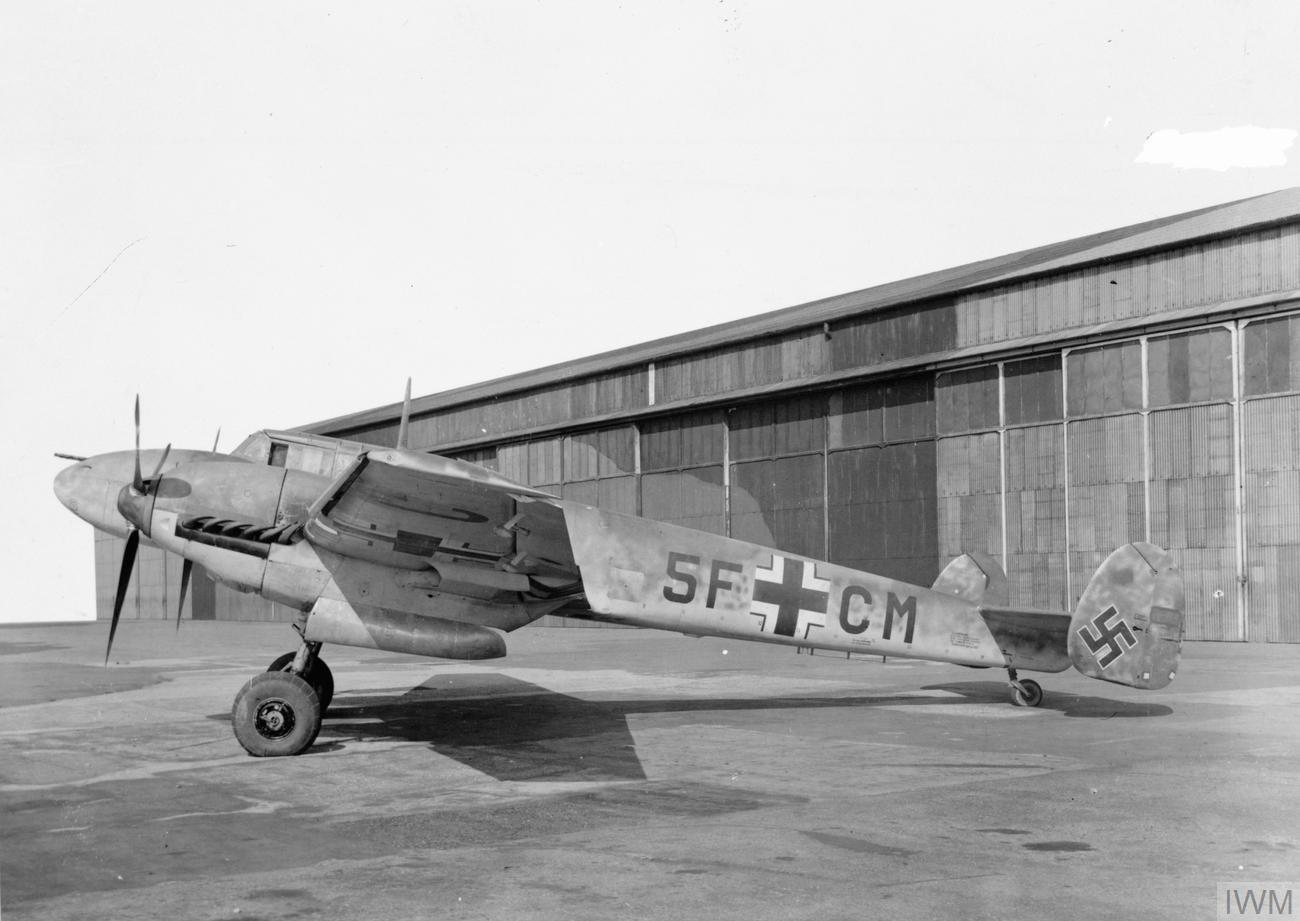
Messerschmitt Bf 110 C
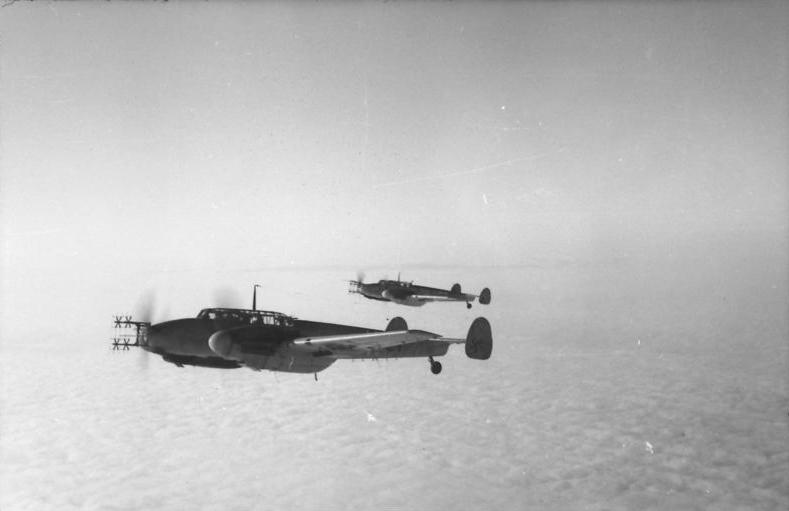
Messerschmitt Bf 110 G-4
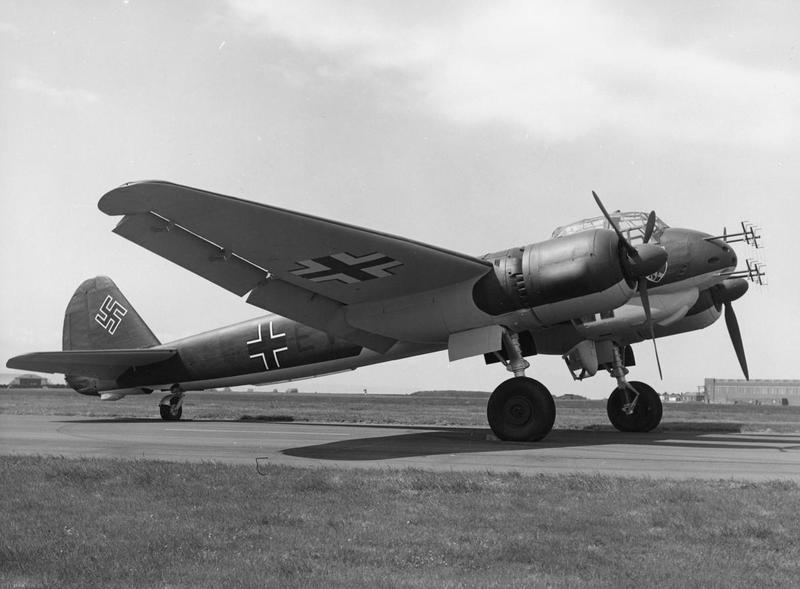
Junkers Ju 88 R-1
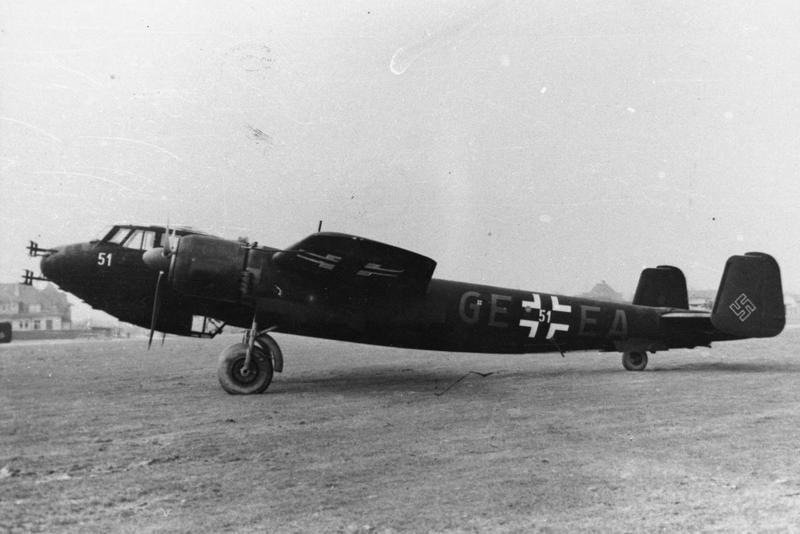
Dornier Do 217 J-1
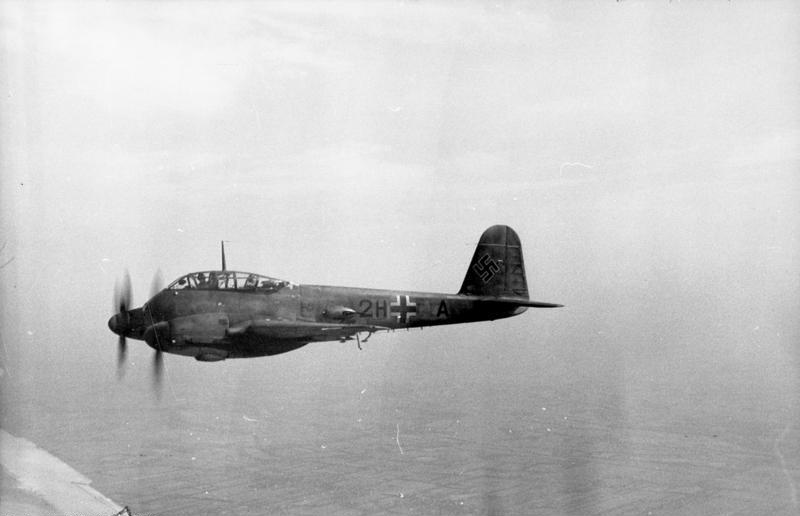
Messerschmitt Me 210 A-1
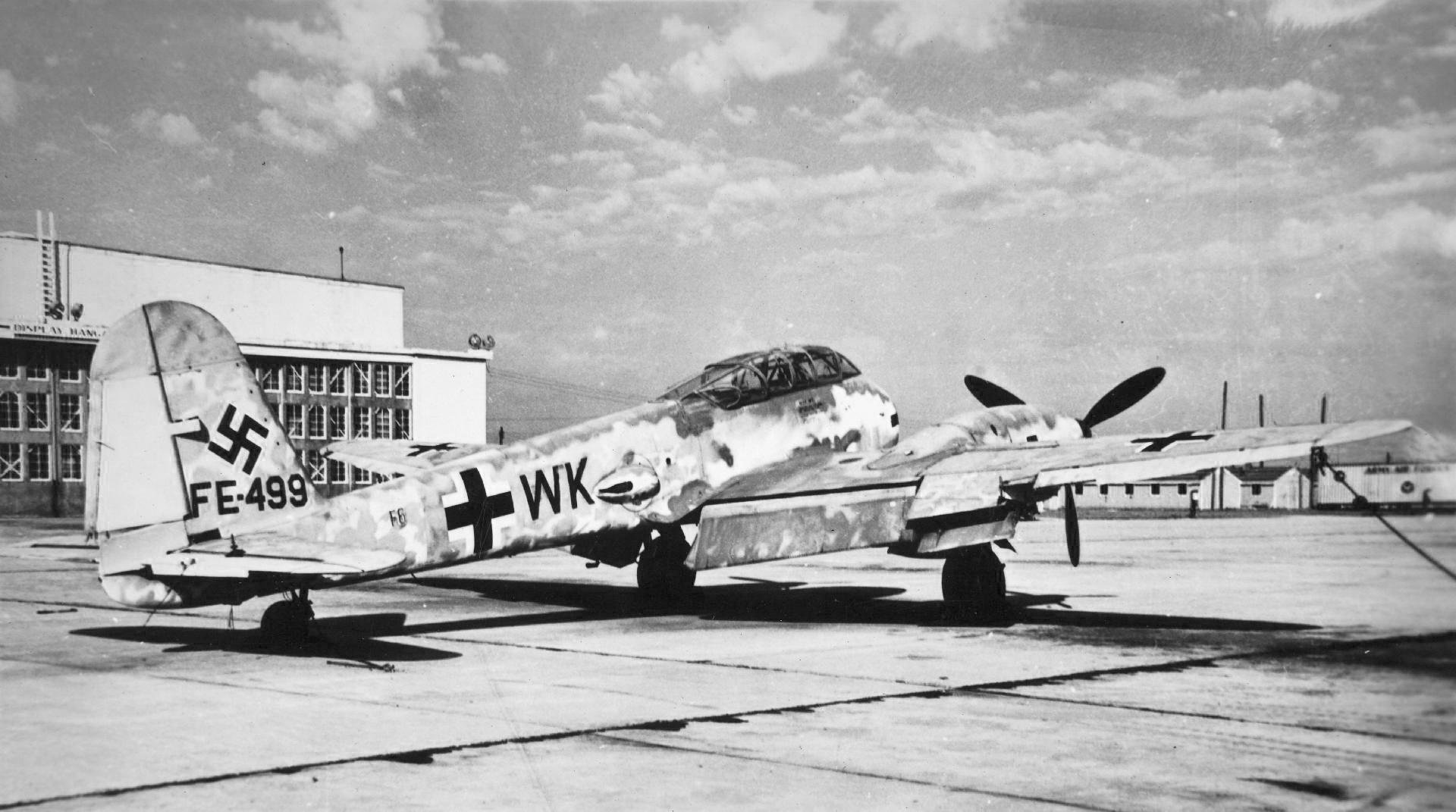
Messerschmitt Me 410
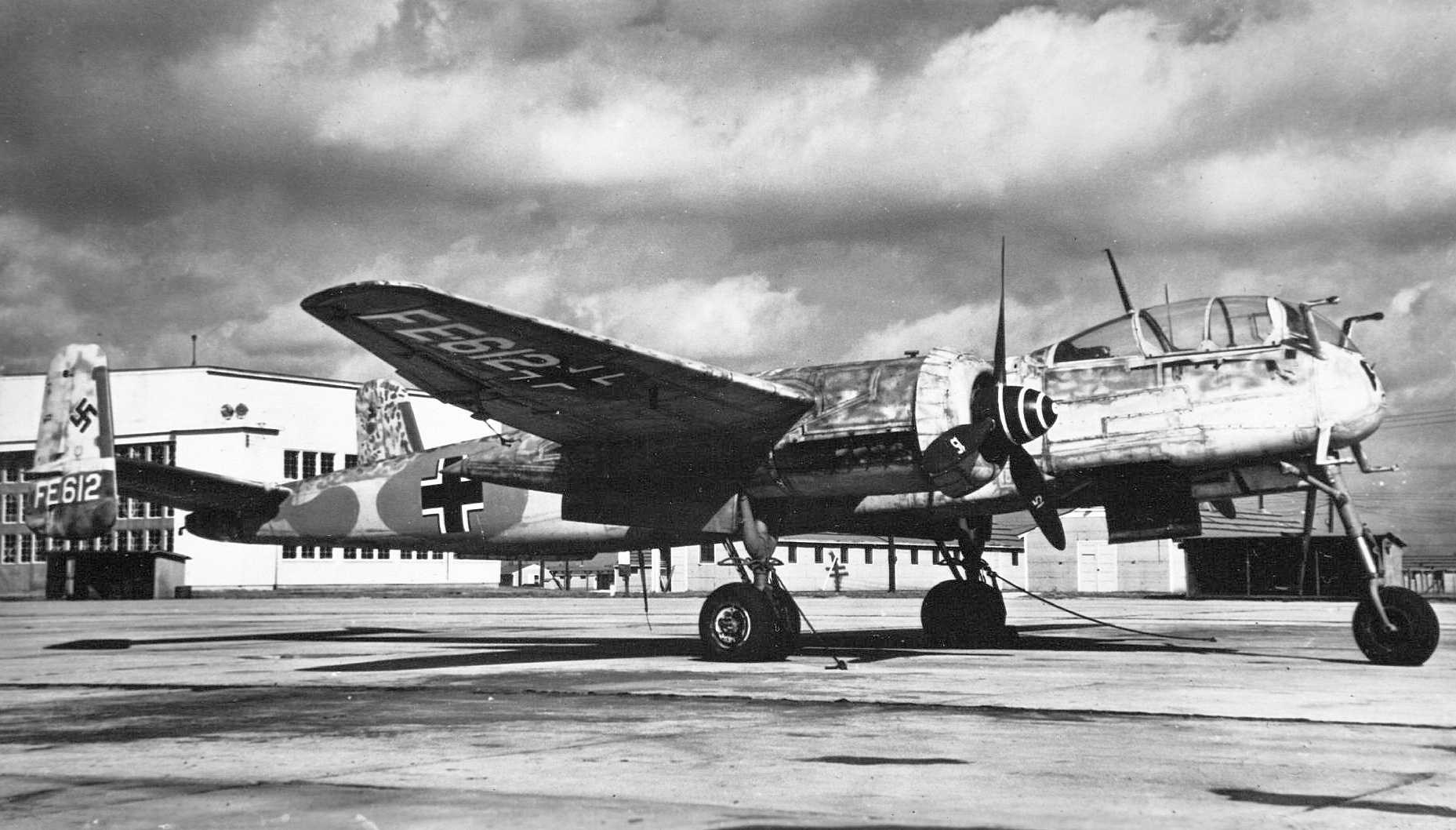
Heinkel He 219
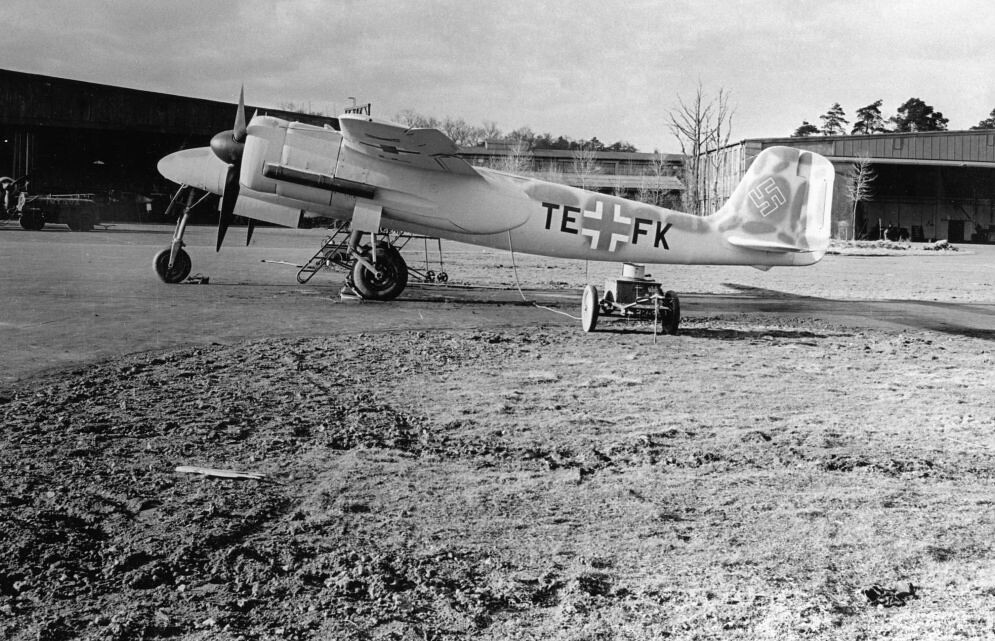
Focke-Wulf Ta 154 V7
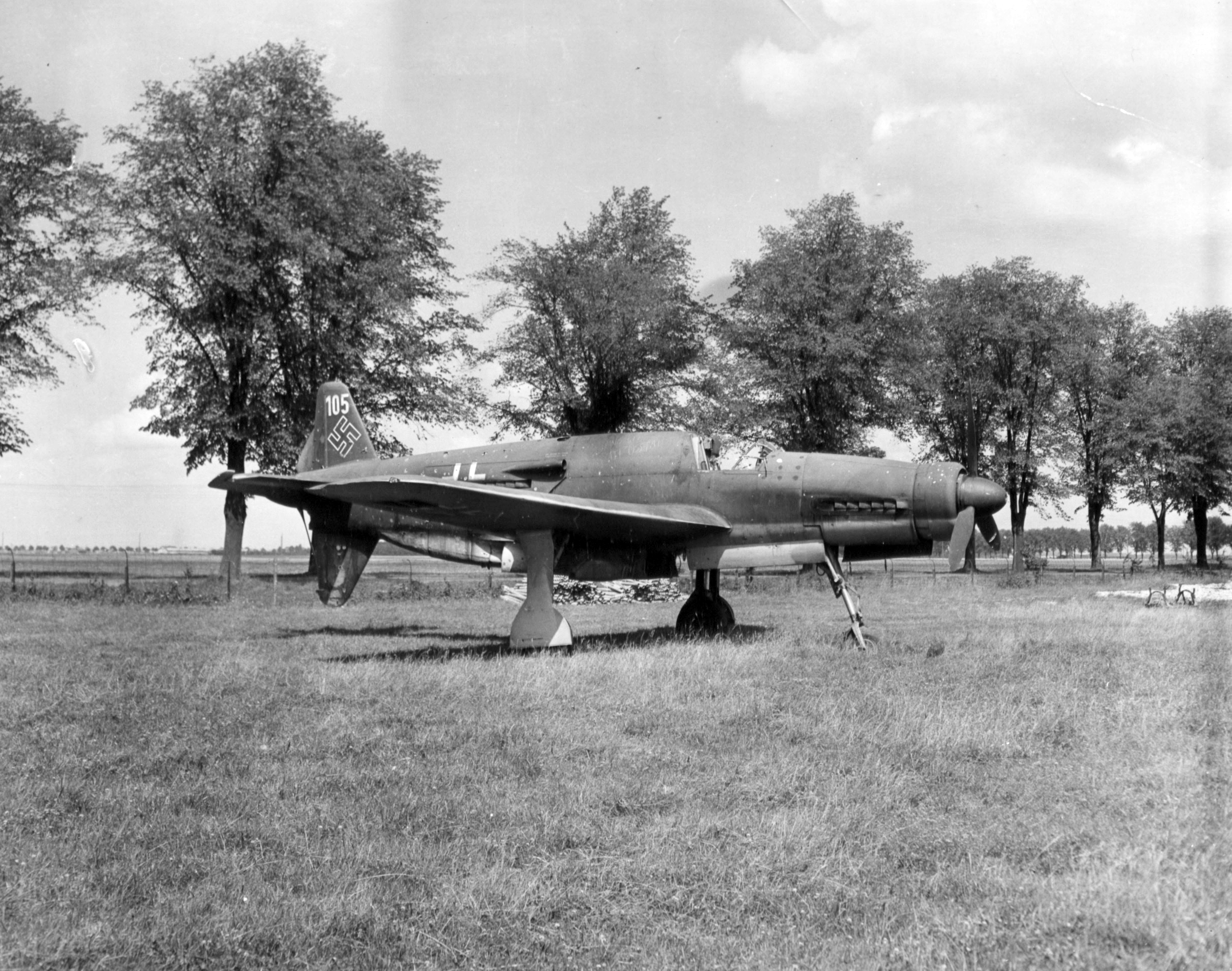
Dornier Do 335

### Strahlgetriebene Jäger
- Messerschmitt Me 163 »Komet« (1941) – Raketen-Abfangjäger zum Objektschutz
- Messerschmitt Me 262 »Schwalbe« (1942) – Abfangjägervariante A-1, erstes einsatzfähiges Strahlflugzeug weltweit
- Heinkel He 162 »Spatz«, »Salamander« (1944) – sog. „Volksjäger“ des Jägernotprogramms

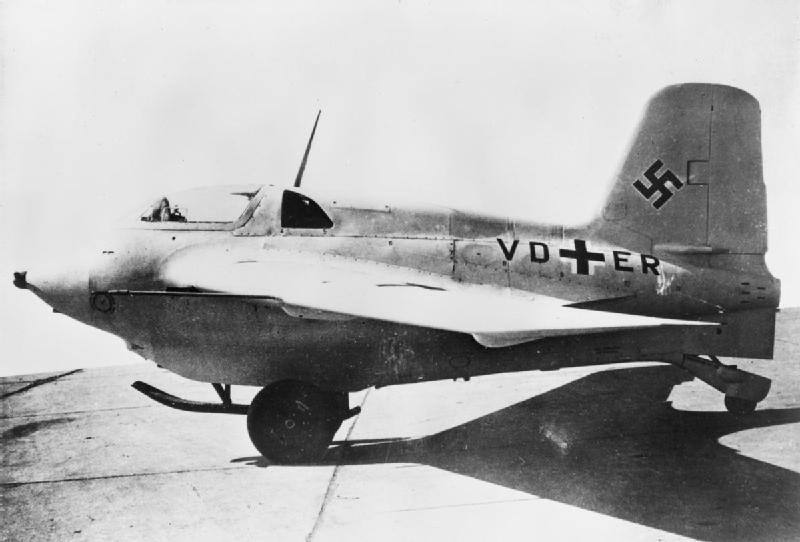
Messerschmitt Me 163 V8
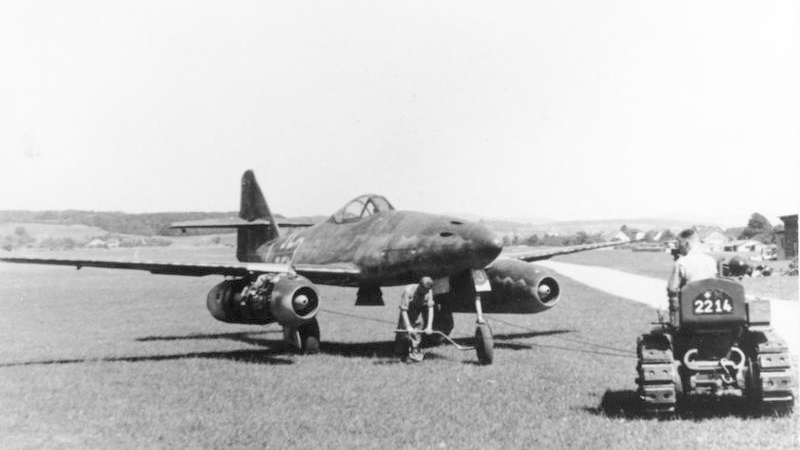
Messerschmitt Me 262 A
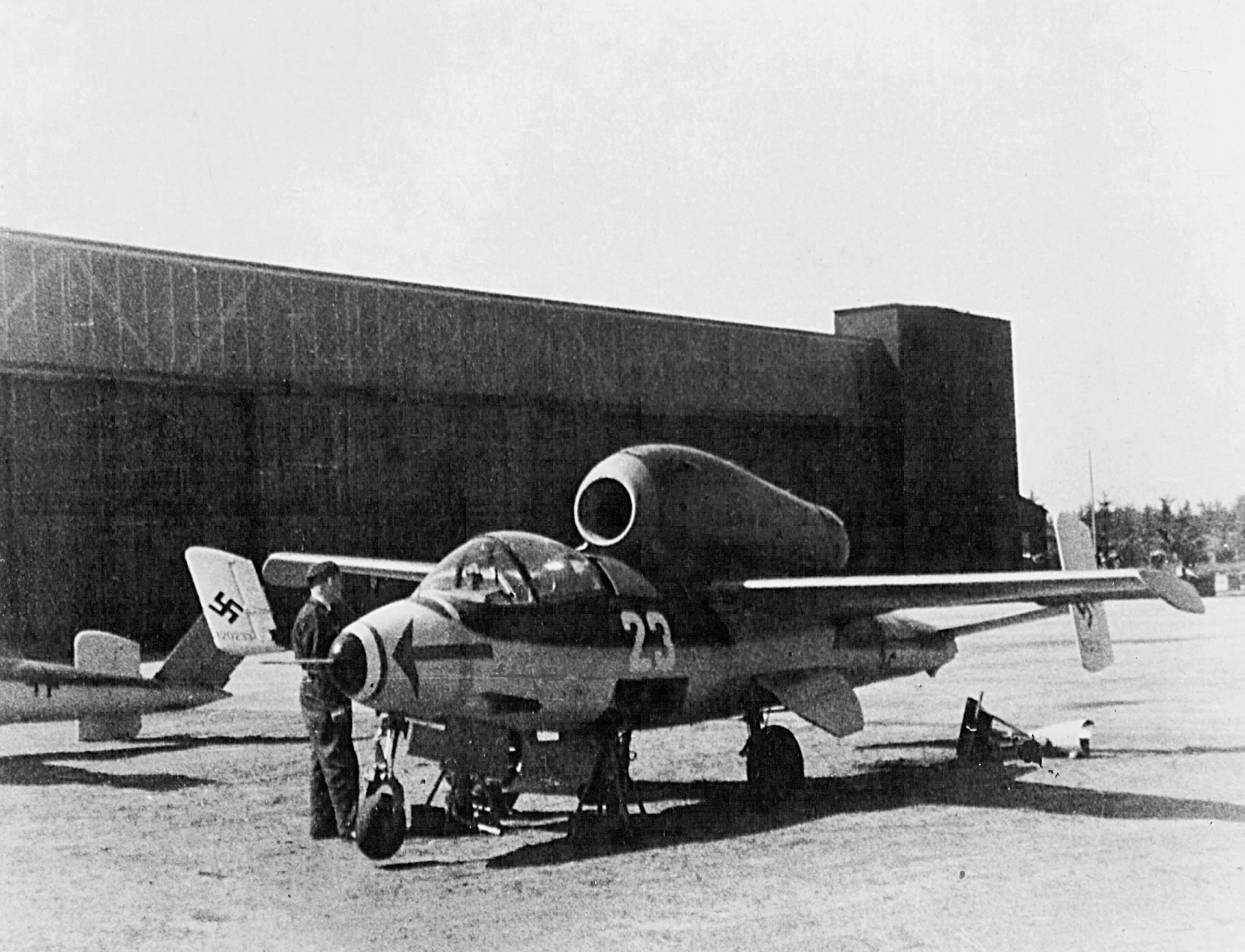
Heinkel He 162

## Bombenflugzeuge

### Sturzkampfbomber und Erdkampfflugzeuge
- Heinkel He 50 (1932)
- Henschel Hs 123 (1935)
- Junkers Ju 87 »Stuka« (1935)
- Henschel Hs 129 (1939)
- Focke-Wulf Fw 190 »Würger« (1939) – Schlachtflieger- und Jagdbombervarianten F und G

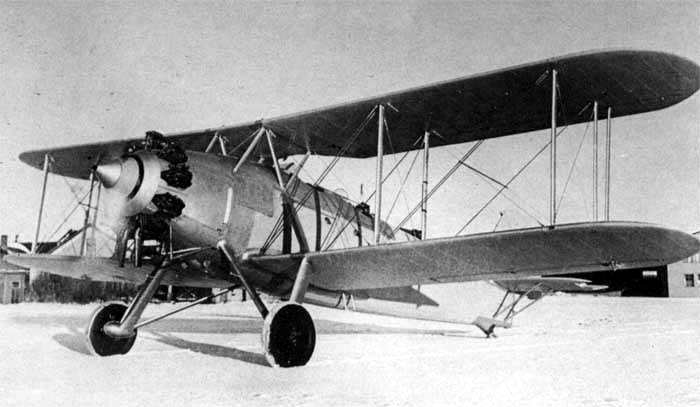
Heinkel He 50
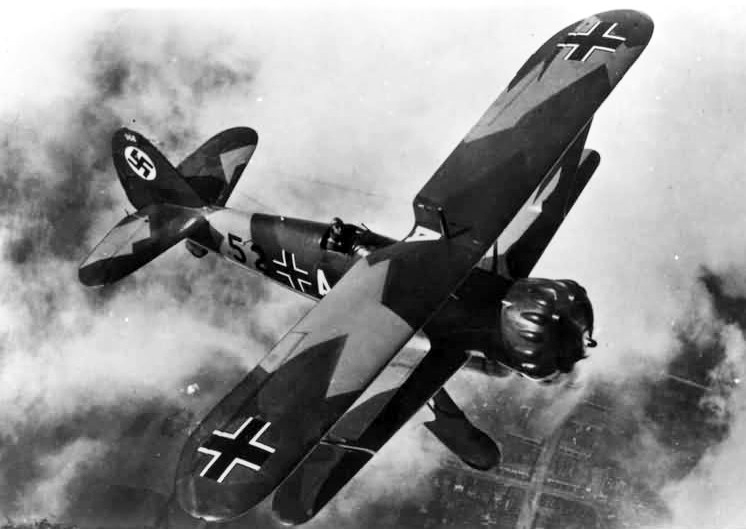
Henschel Hs 123
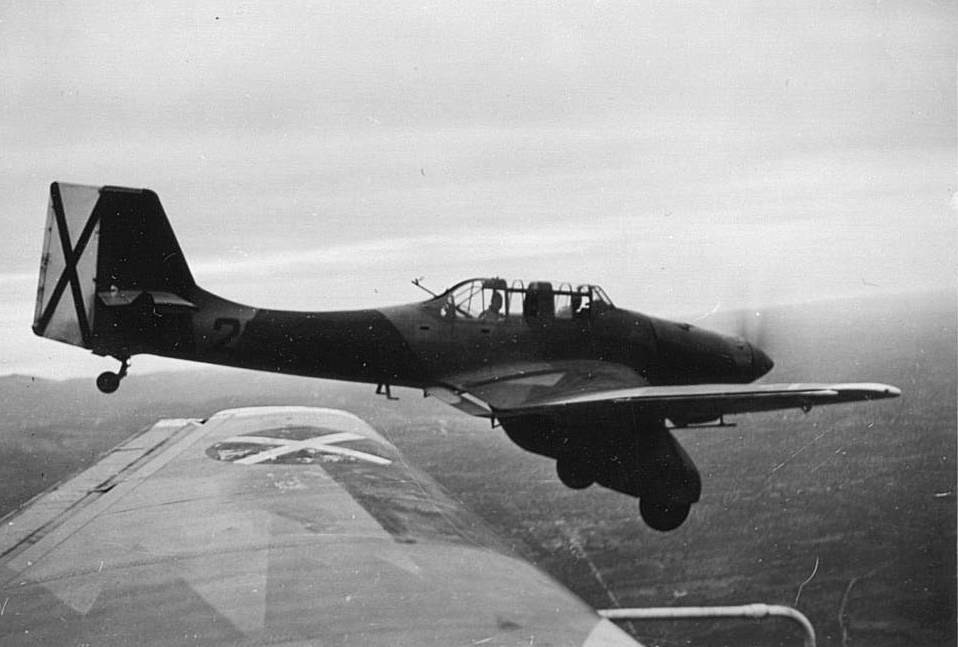
Junkers Ju 87 A im Spanischen Bürgerkrieg
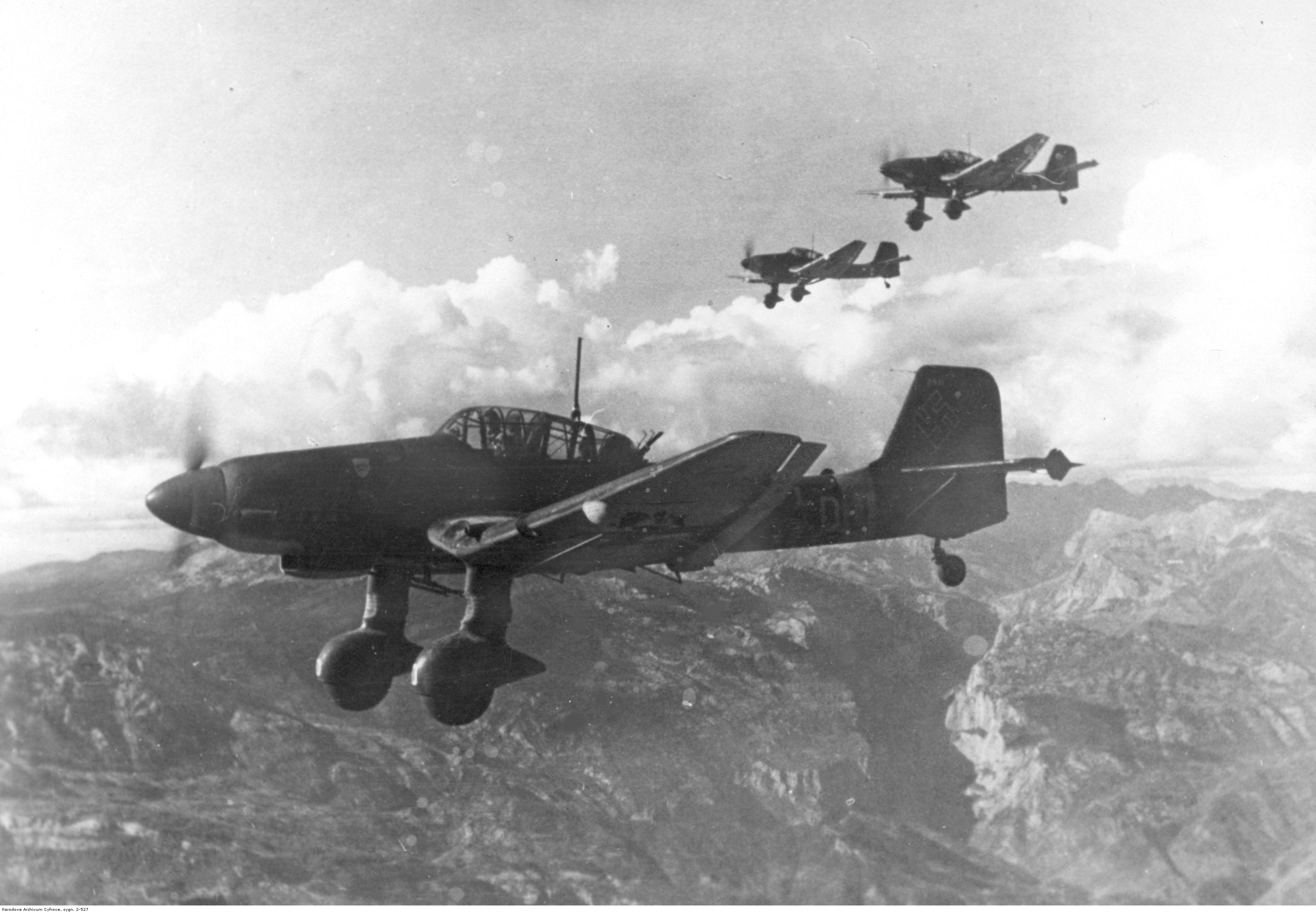
Junkers Ju 87 D-1
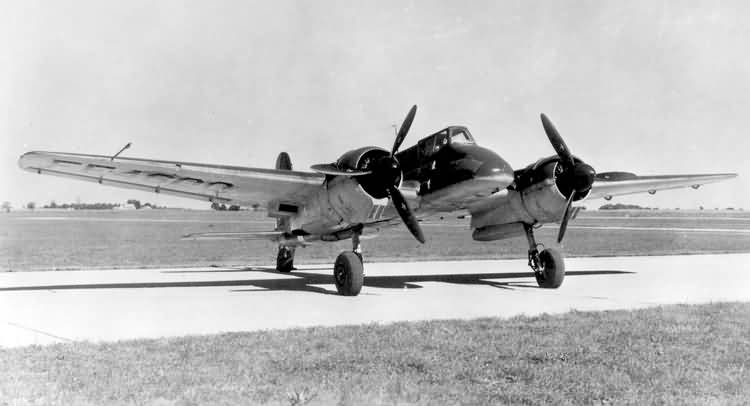
Henschel Hs 129 B
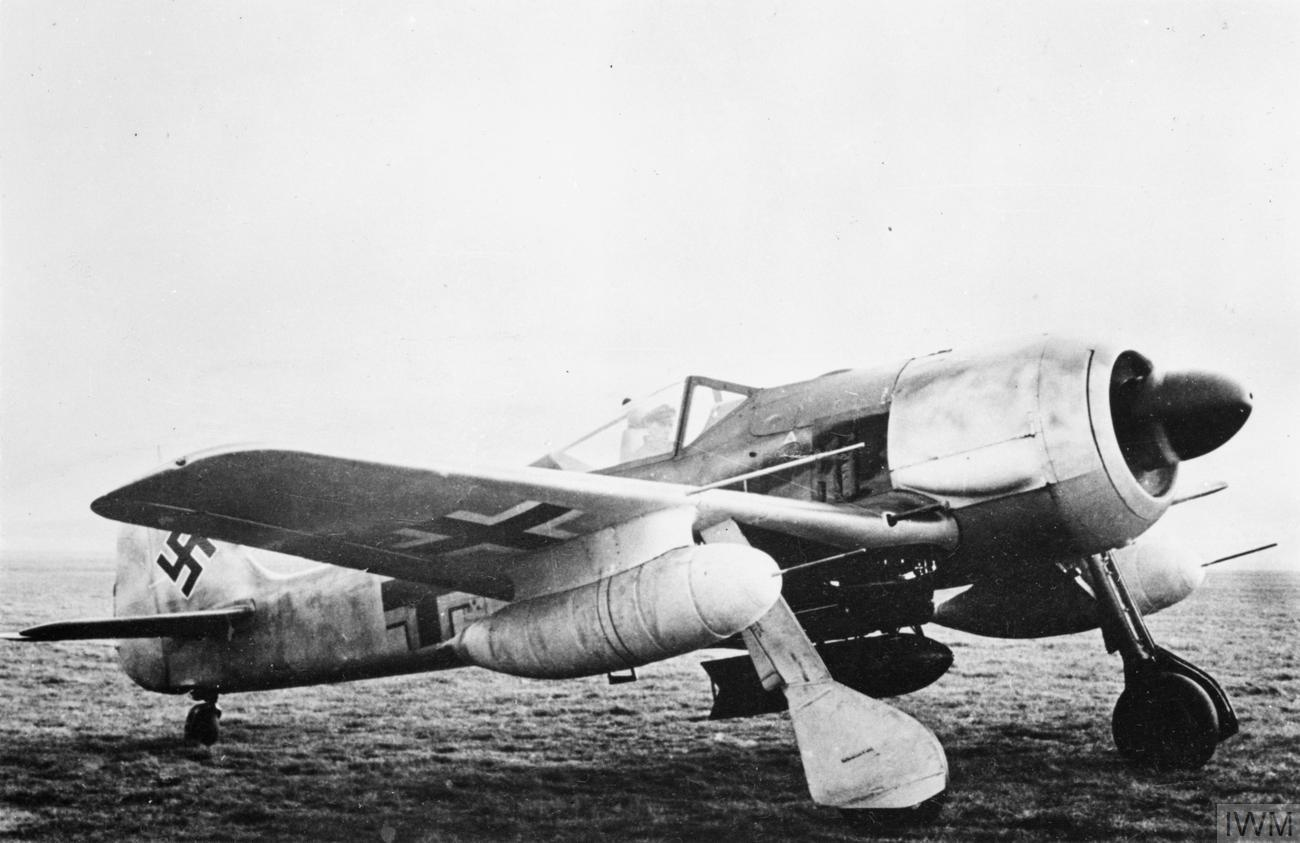
Focke-Wulf Fw 190 G

### Mittlere Bomber
- Junkers Ju 52/3m – Behelfsbomber
- Dornier Do 11 (1932)
- Dornier Do 13/Do 23 (1933) – 1935 von Do 13 in Do 23 umbenannt
- Junkers Ju 86 (1934) – Bombervarianten A, D, E und G
- Heinkel He 111 (1934) – Bombervarianten B, D, E, F, J, P und H
- Dornier Do 17 (1934) – Bombervarianten E, M und Z
- Junkers Ju 88 (1936) – Bombervarianten A und S
- Dornier Do 217 (1938) – Bombervarianten E, K und M
- Junkers Ju 188 »Rächer« (1941) – Bombervarianten A und E

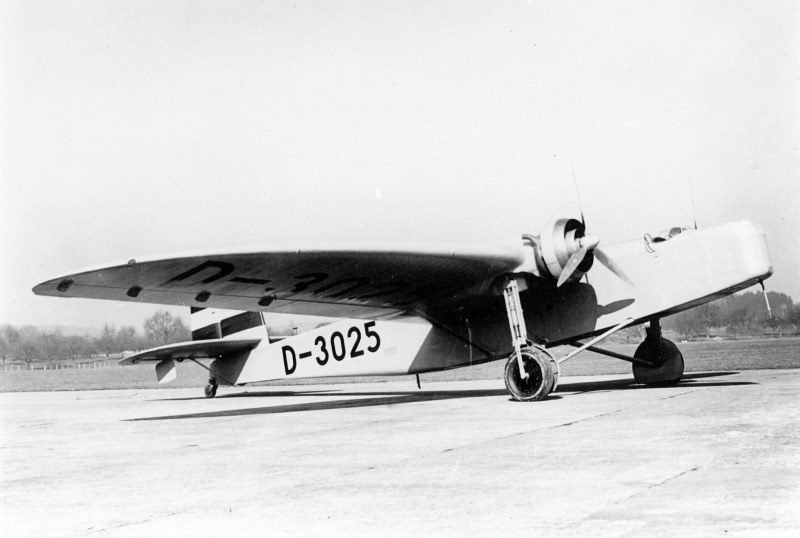
Dornier Do 11
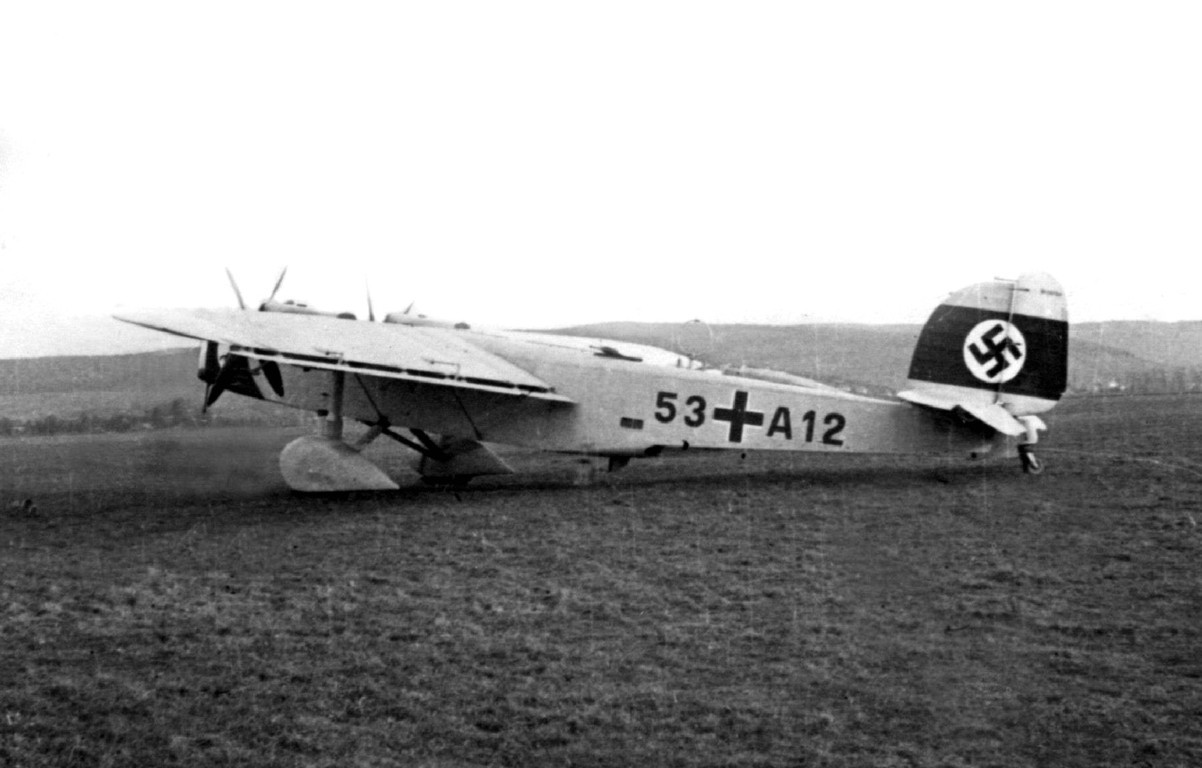
Dornier Do 23
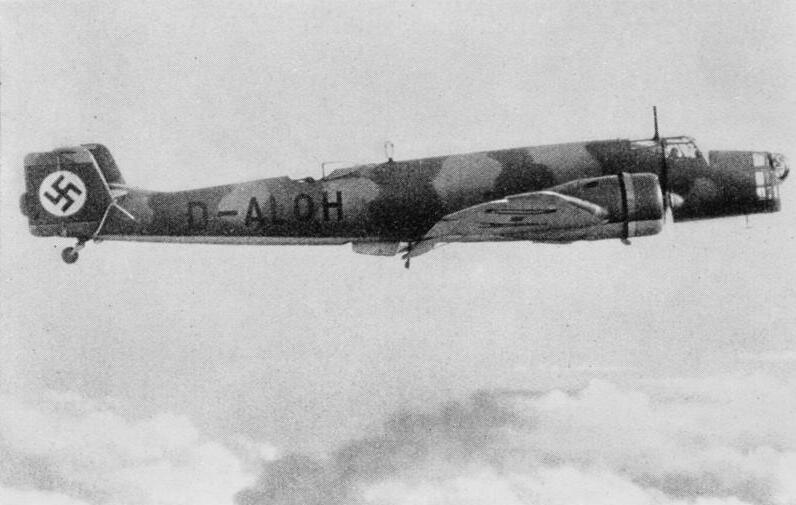
Junkers Ju 86 E
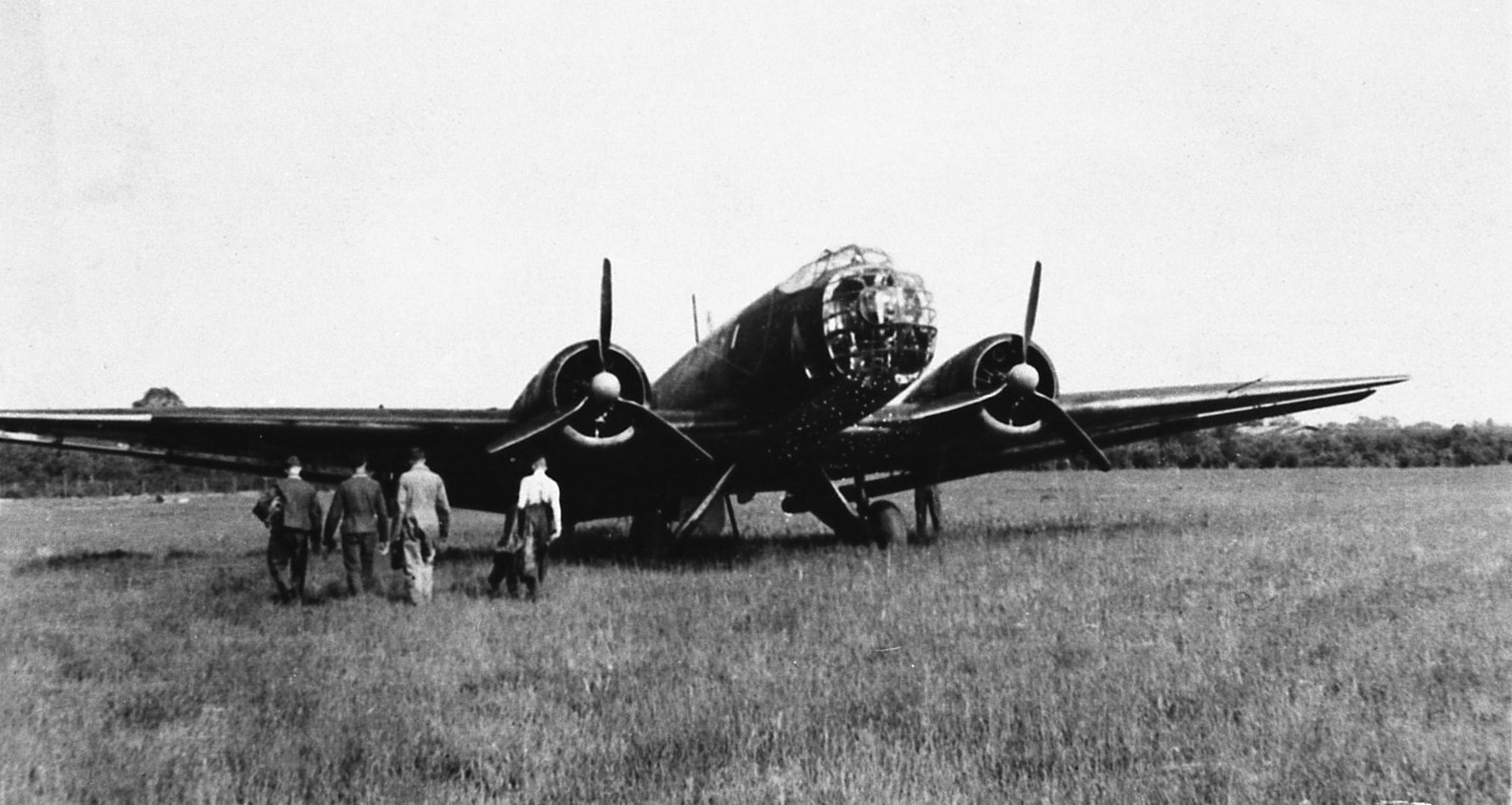
Junkers Ju 86 G
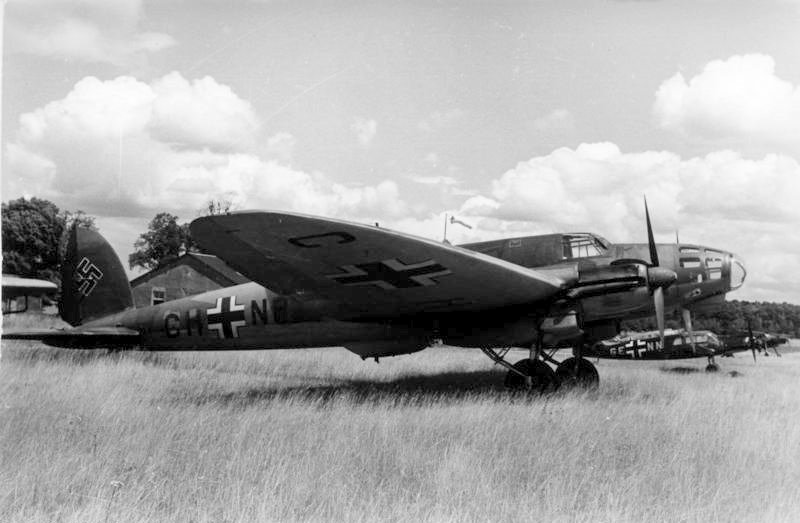
Heinkel He 111 E
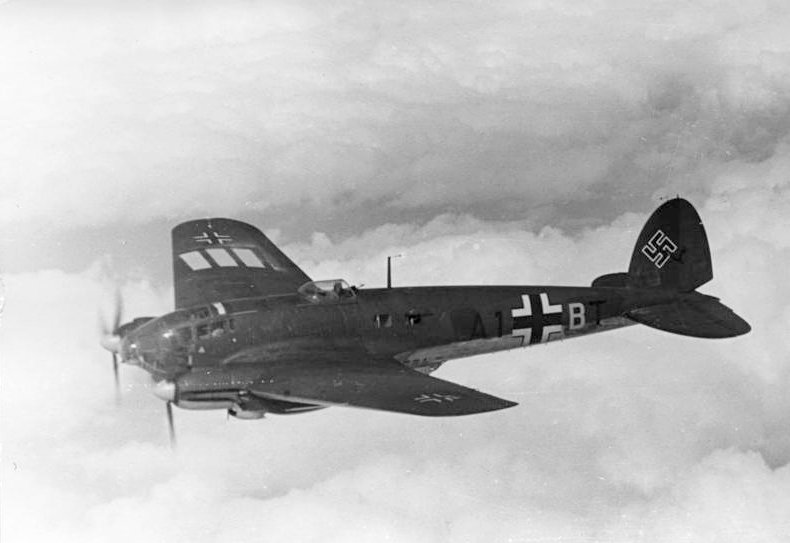
Heinkel H 111 H-2
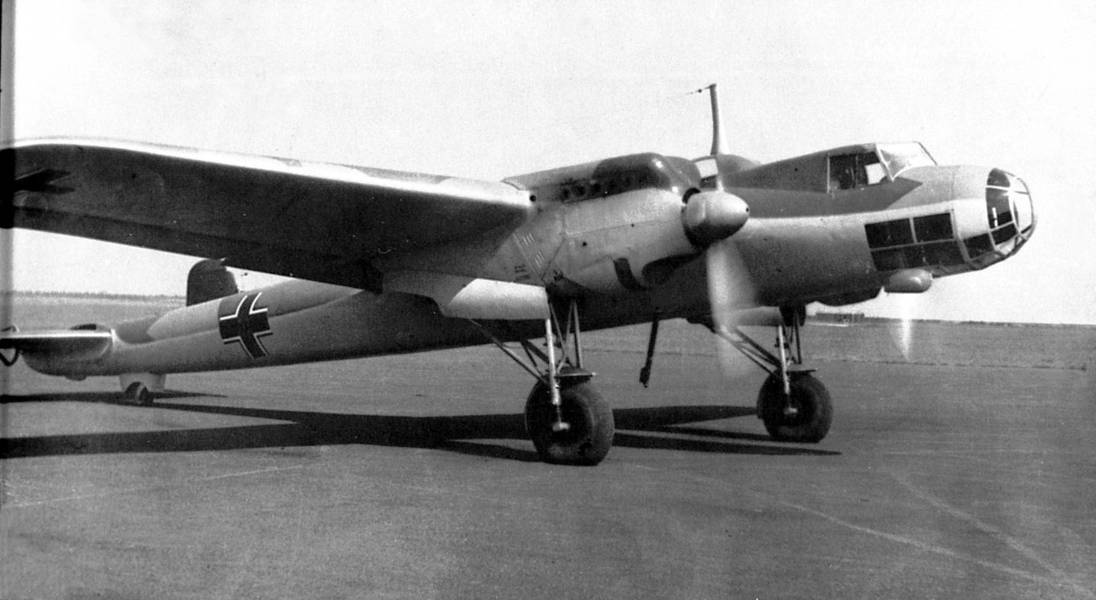
Dornier Do 17 E-1
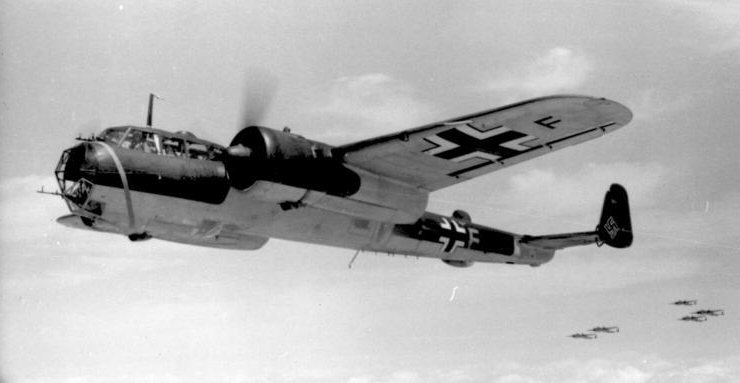
Dornier Do 17 Z
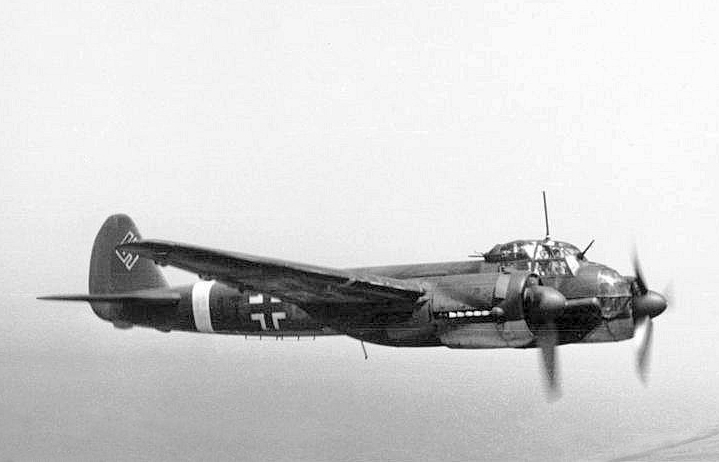
Junkers Ju 88 A4
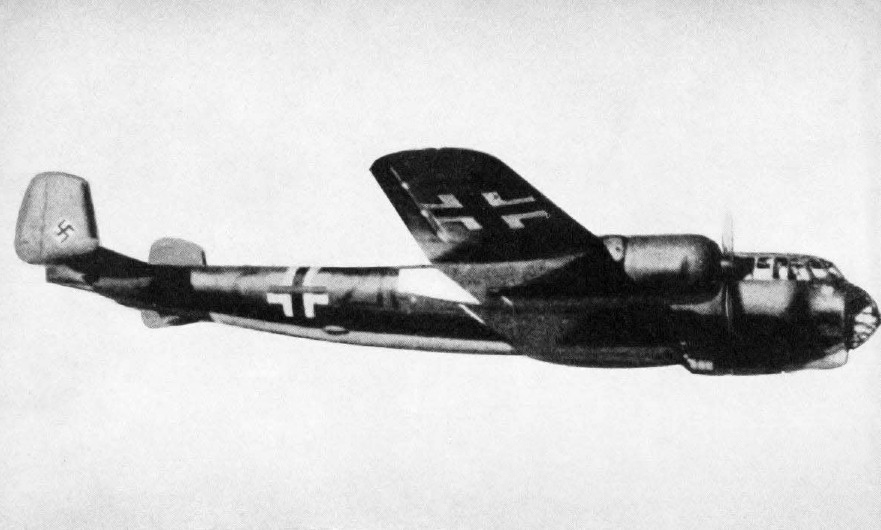
Dornier Do 217 E-2
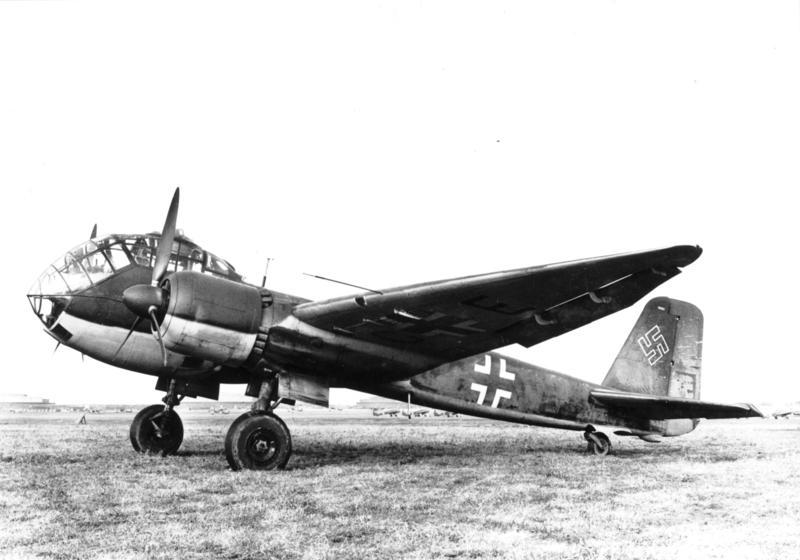
Junkers Ju 188 E-1

### Schwere Bomber
- Heinkel He 177 »Greif« (1939) – „Bomber A“

Heinkel He 177 V5
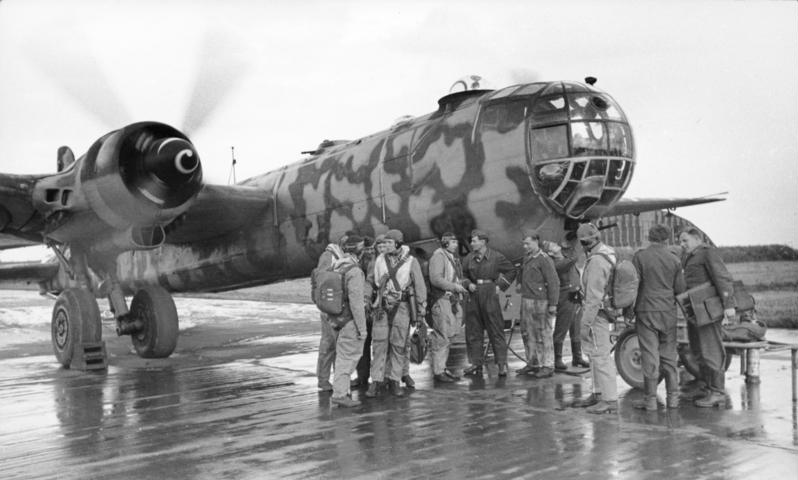
Heinkel He 177

### Strahlgetriebene Bomber
- Messerschmitt Me 262 »Sturmvogel« – Bombervariante A-2, sog. „Blitzbomber“
- Arado Ar 234 »Blitz« (1943) – Bombervariante B-2

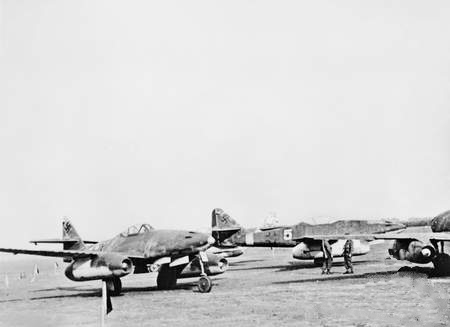
Messerschmitt Me 262 A-2
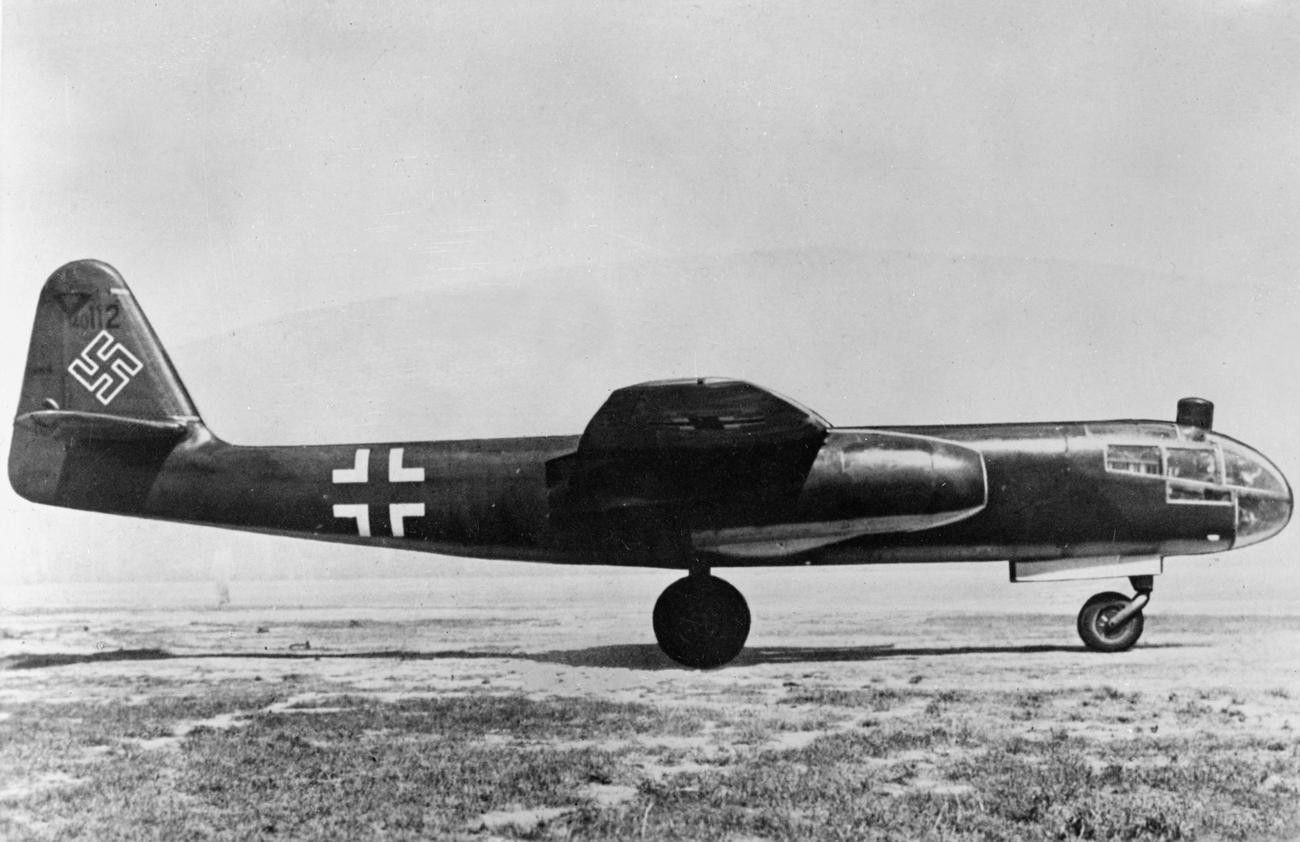
Arado Ar 234 B-2

## Aufklärungsflugzeuge

### Nahaufklärer
- Heinkel He 46 (1931)
- Henschel Hs 126 (1936)
- Blohm & Voss BV 141 (1938) – unterlegenes Konkurrenzmuster der Fw 189, in Kleinserie gebaut
- Focke-Wulf Fw 189 »Uhu« (1938)

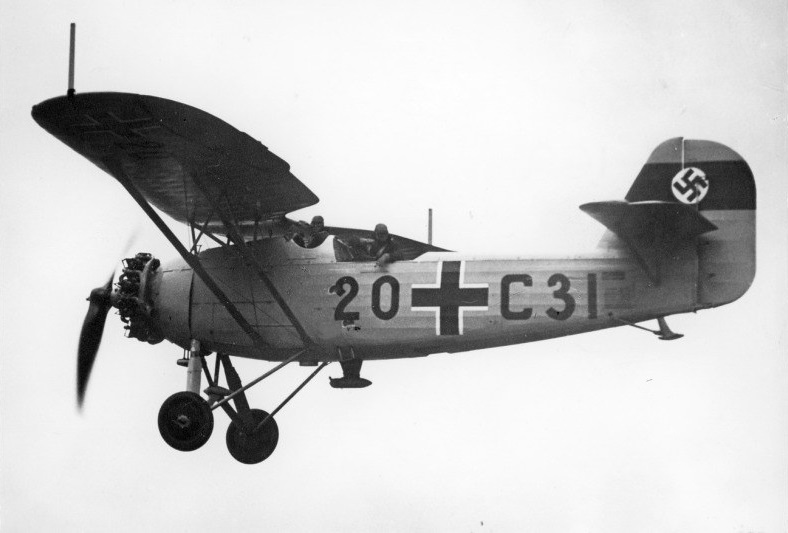
Heinkel He 46c
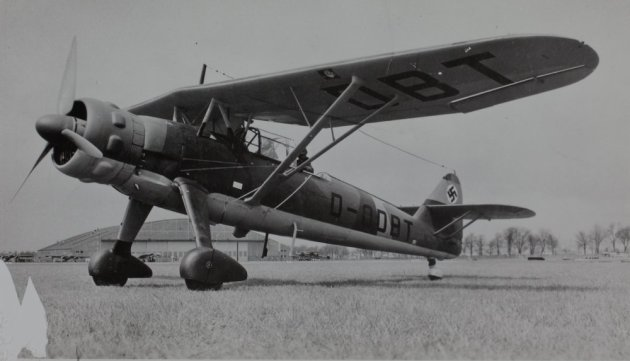
Henschel Hs 126
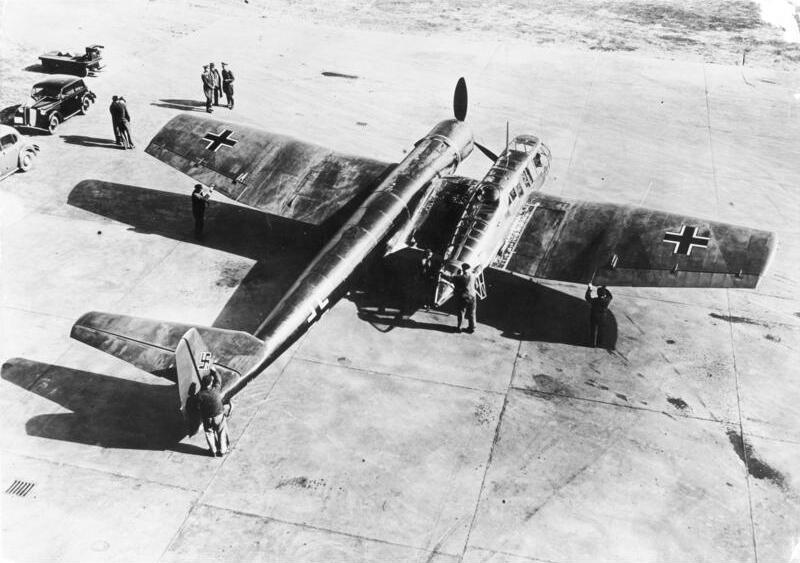
Blohm & Voss Bv 141
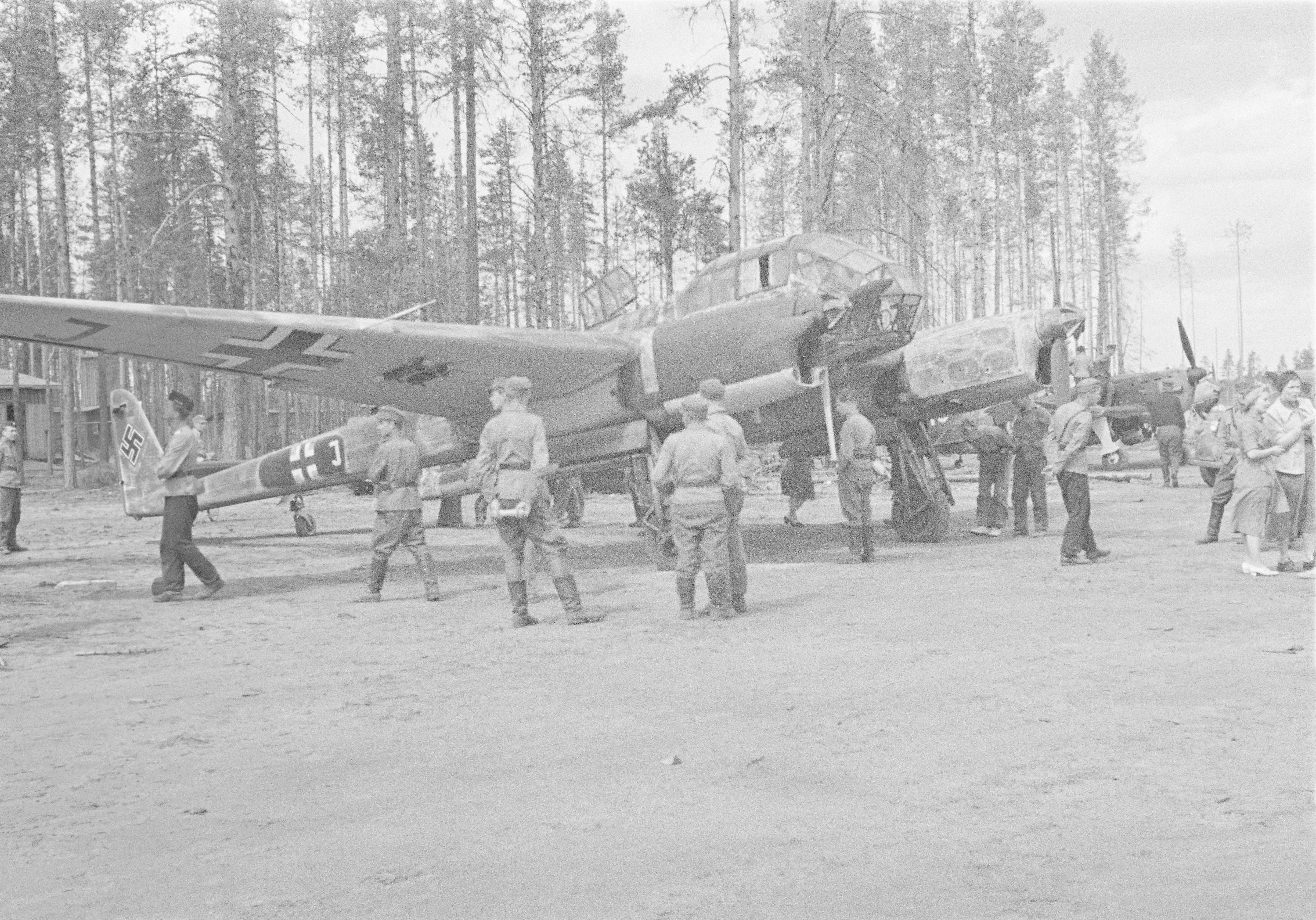
Focke-Wulf Fw 189 A-3

### Fernaufklärer
Als Fernaufklärer wurden nahezu ausschließlich von mittleren Bombern bzw. Verkehrsflugzeugen abgeleitete Flugzeuge eingesetzt.
- Heinkel He 45 (1932) – Fernaufklärer und leichter Bomber
- Heinkel He 70 »Blitz« (1932) – Militärvariante F, Behelfsfernaufklärer und -bomber
- Junkers Ju 86 (1934) – Höhenaufklärervarianten P und R (aus Umbau Ju 86 G)
- Dornier Do 17 (1934) – Fernaufklärervarianten F und P
- Heinkel He 116 (1936) – Langstrecken-Aufklärungsvariante A
- Junkers Ju 88 (1936) – Aufklärervarianten D, H und T
- Dornier Do 215 (1938) – Exportversion der Do 17 Z mit DB 601, von der Luftwaffe übernommen
- Junkers Ju 188 (1941) – Aufklärervarianten D und F
- Junkers Ju 388 (1943) – Höhenaufklärervariante L

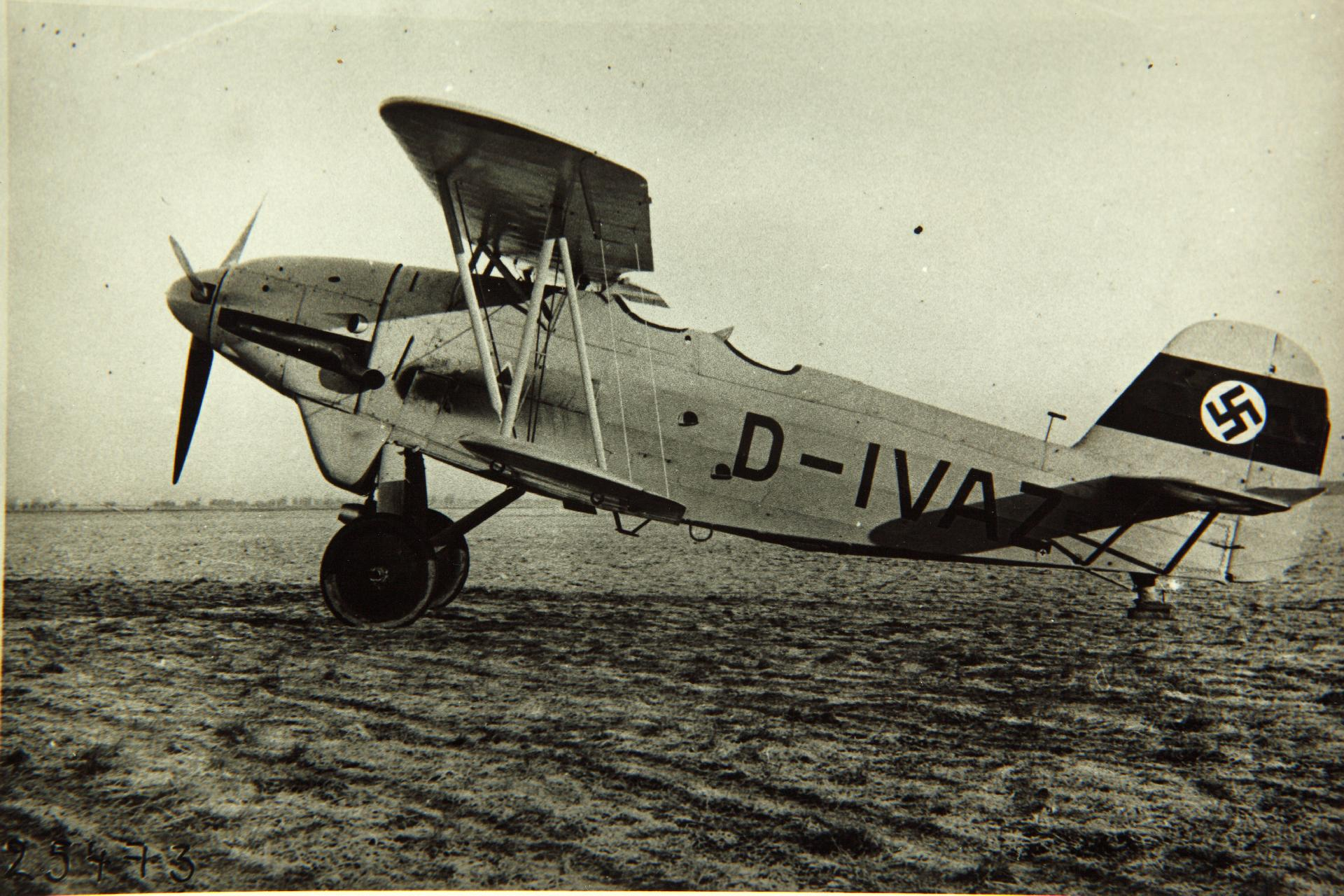
Heinkel He 45
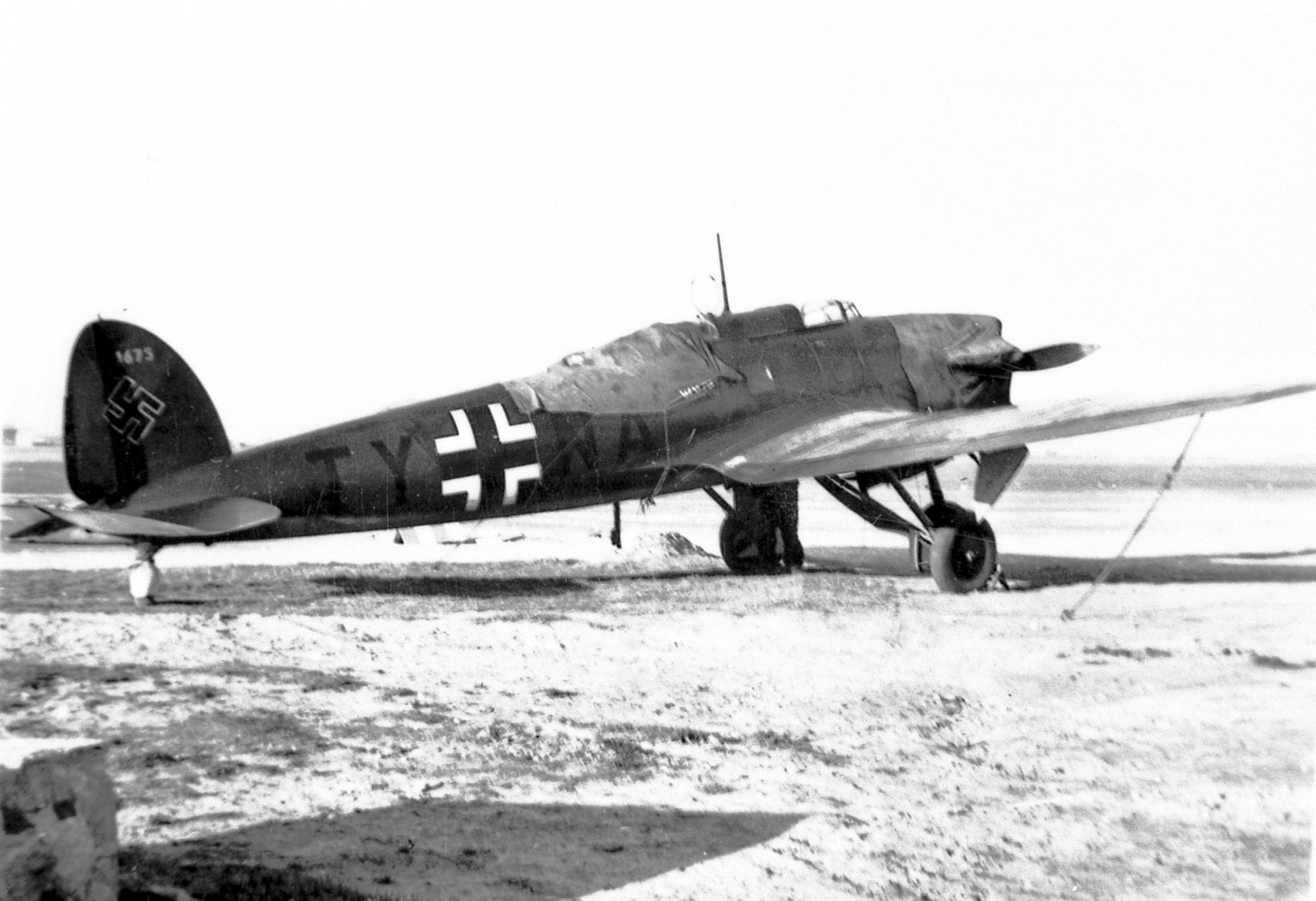
Heinkel He 70 F
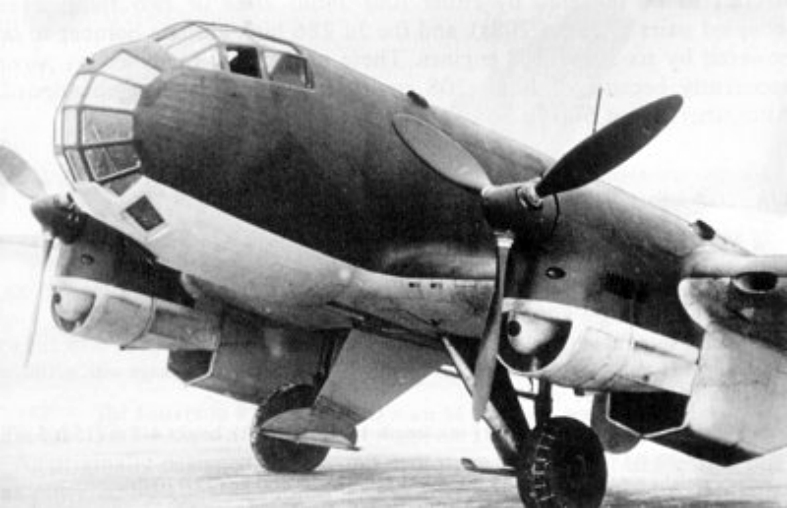
Junkers Ju 86 P
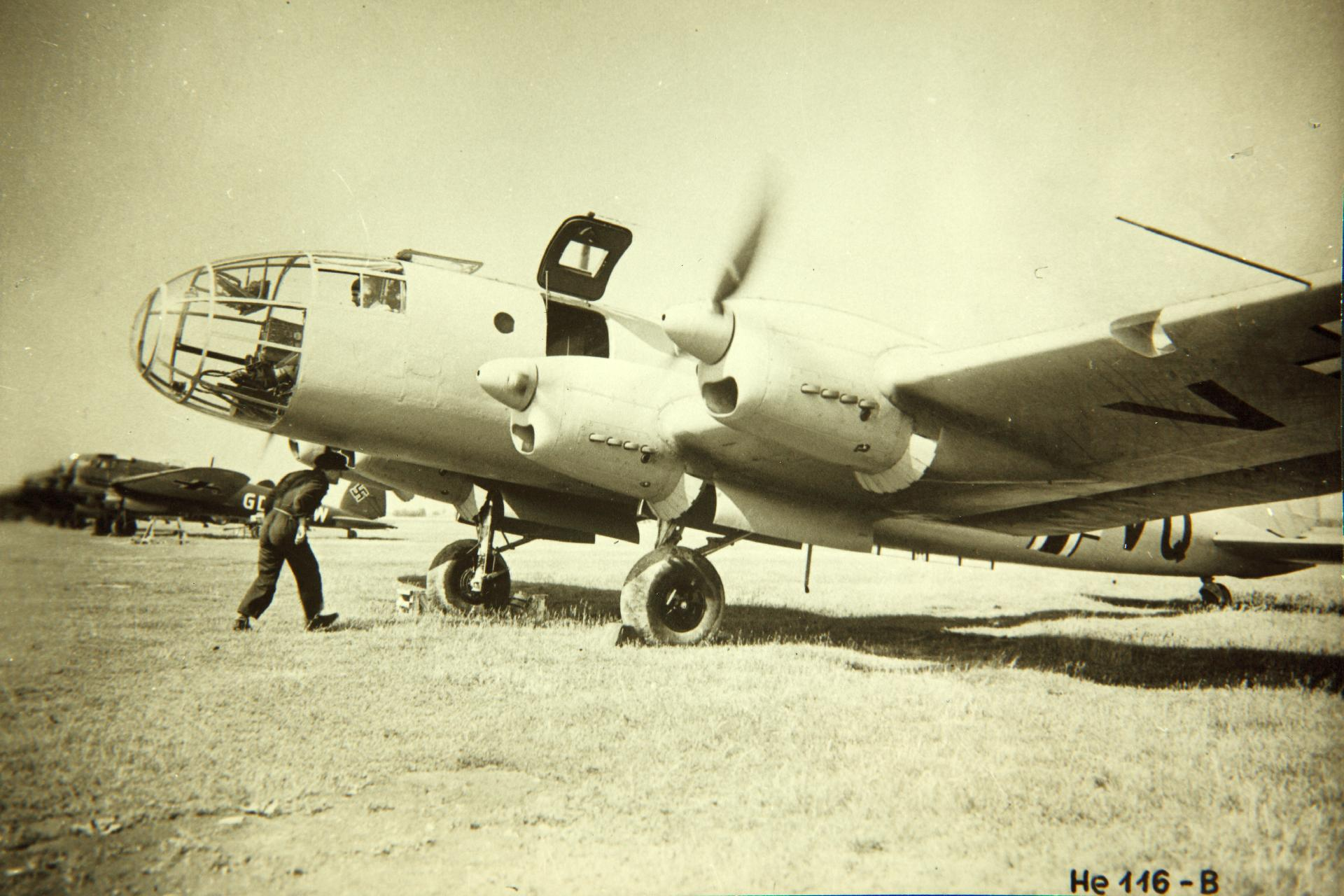
Heinkel He 116A
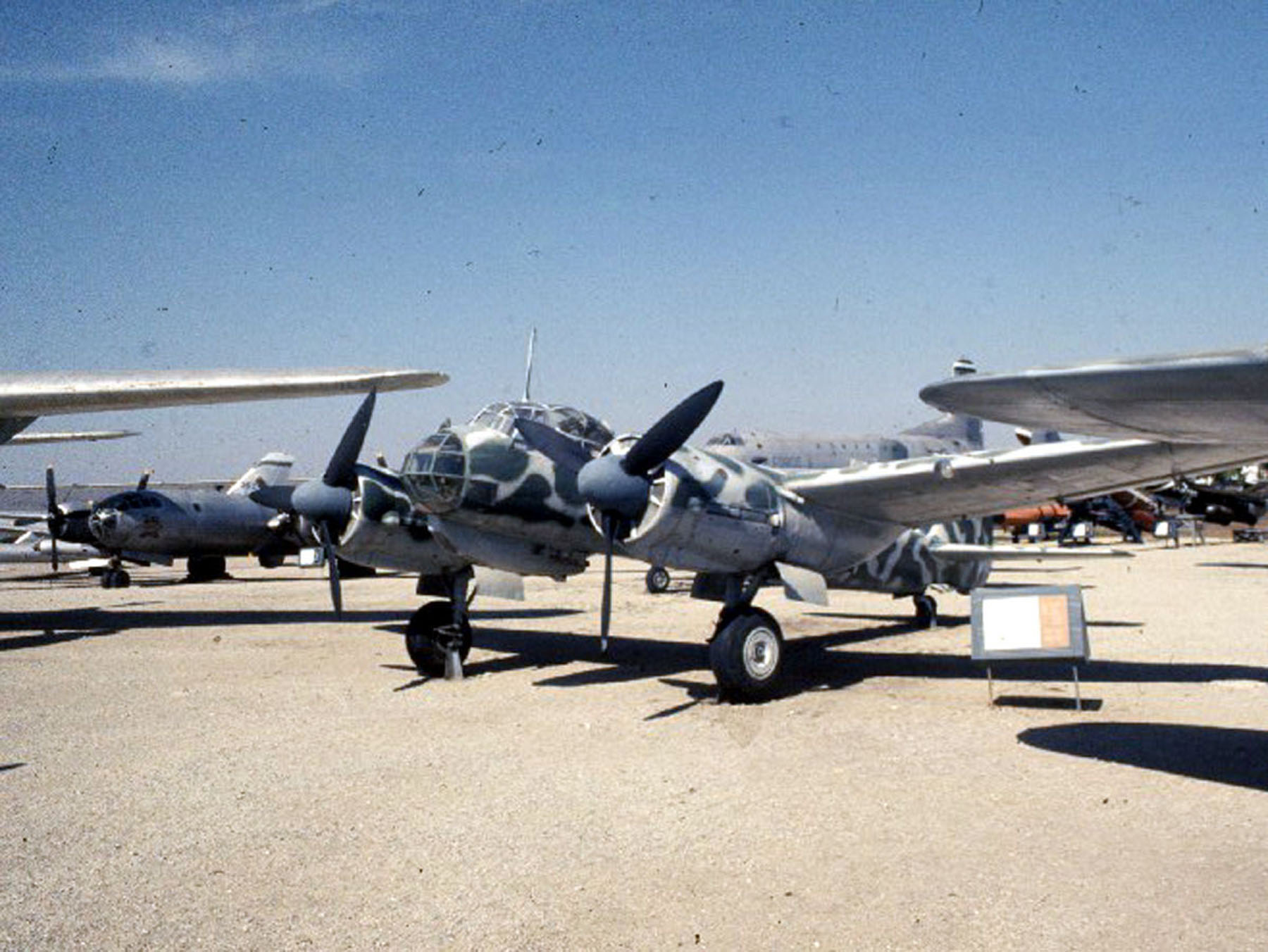
Junkers Ju 88 D
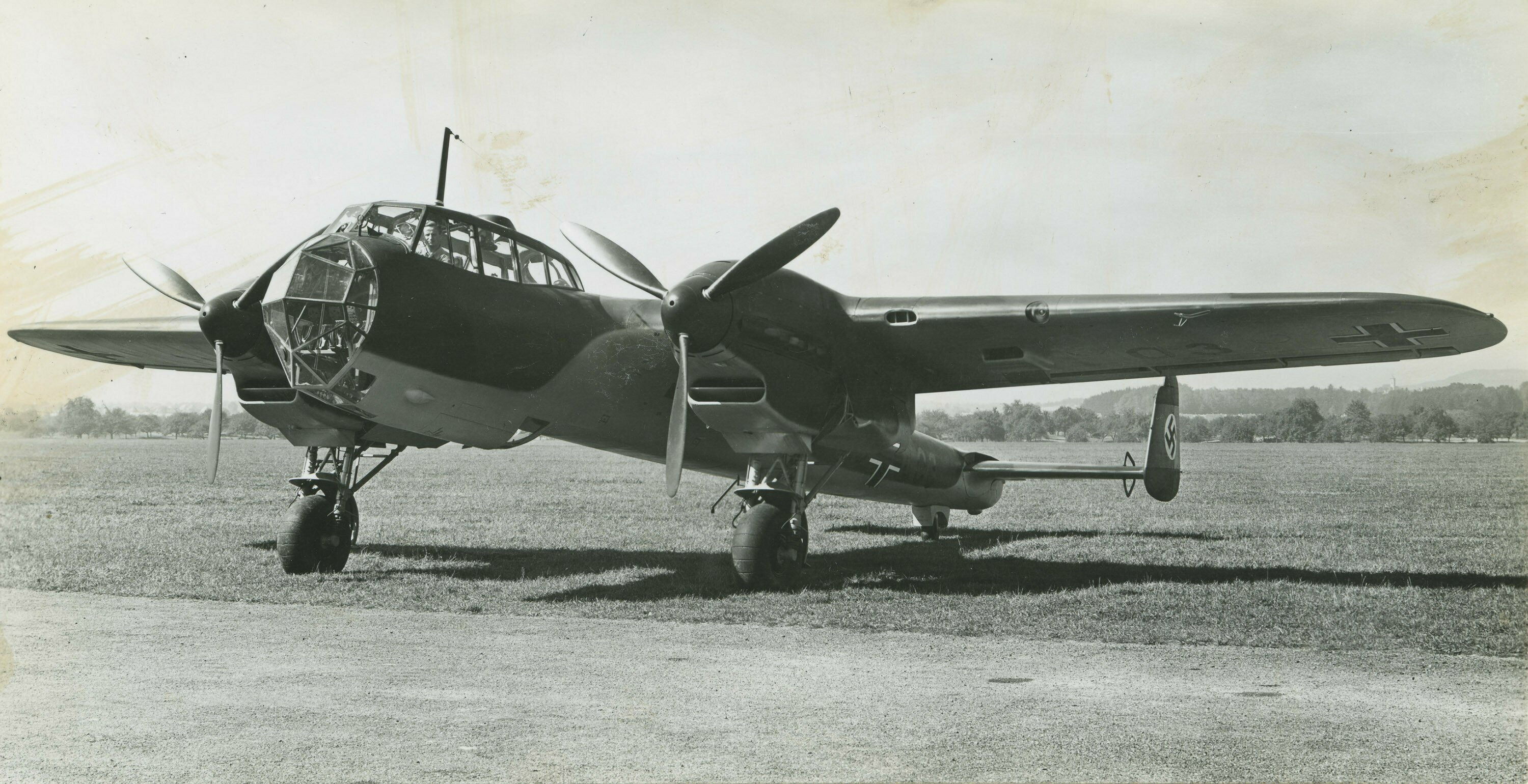
Dornier Do 215
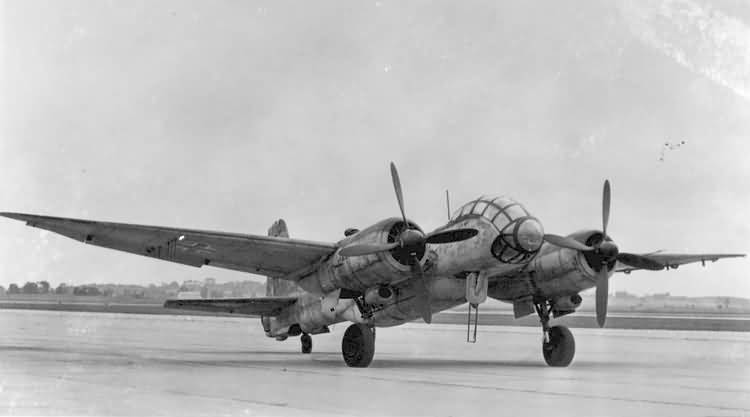
Junkers Ju 388 L-1

### Seefernaufklärer
Seefernaufklärer konnten auch in geringem Umfang Bomben zum Angriff auf Schiffe mitführen.
- Focke-Wulf Fw 200 »Condor« (1937) – Seefernaufklärervariante C
- Junkers Ju 290 (1942)

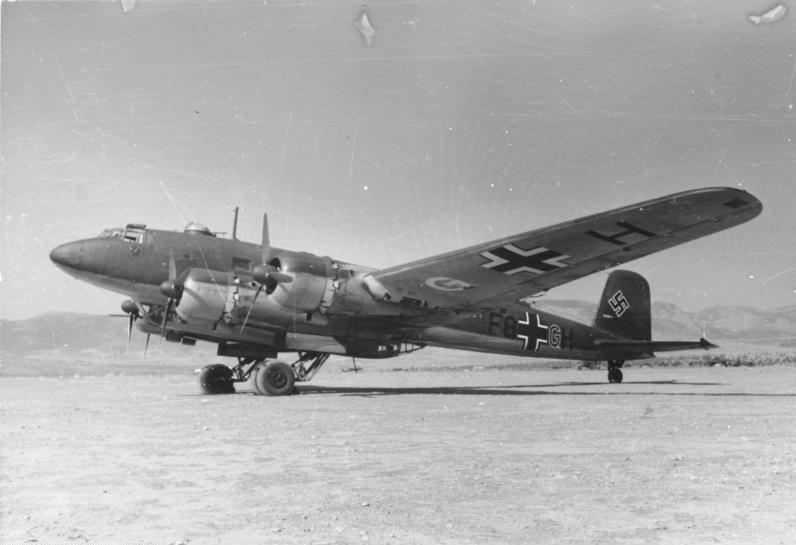
Focke-Wulf Fw 200 C
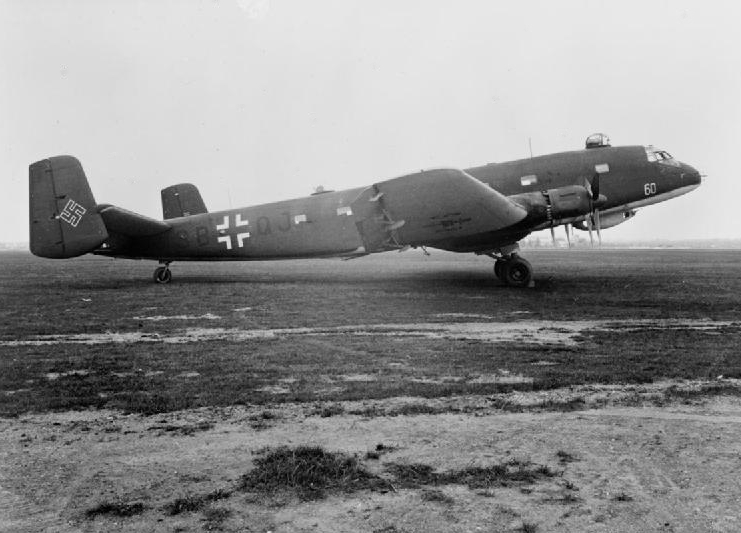
Junkers Ju 290 A-3
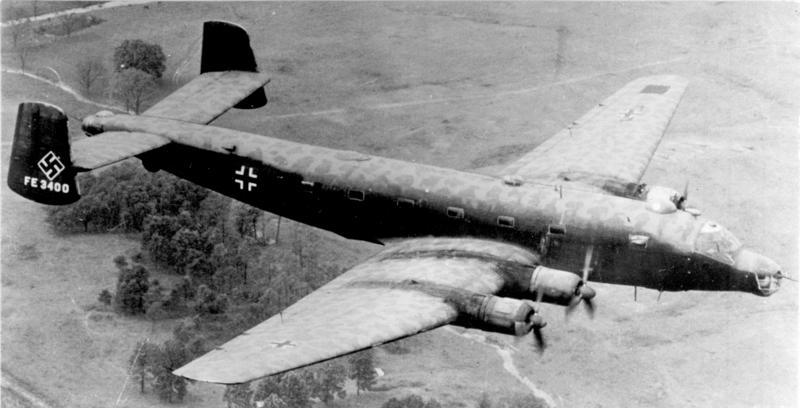
Junkers Ju 290 A-7

### Strahlgetriebene Aufklärer
- Arado Ar 234 – Aufklärervariante B-1

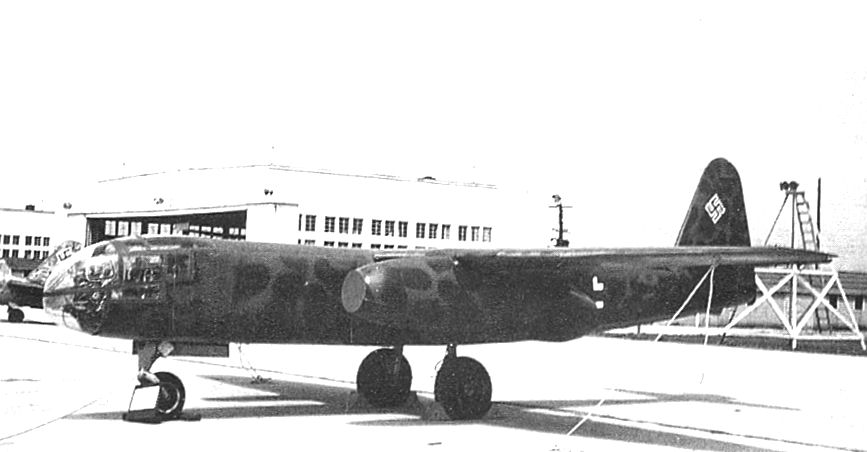
Arado Ar 234 B-1

## Transportflugzeuge und Lastensegler

### Transportflugzeuge
- Junkers Ju 52/3m (1932)
- Messerschmitt Me 323 »Gigant« (1942) – motorisierte Version des Lastenseglers Me 321
- Gotha Go 244 (1942) – motorisierte Version des Lastenseglers Go 242, zum Teil aus Umbau
- Junkers Ju 252 (1942)
- Arado Ar 232 (1942) – zwei- (Ar 232 A-0) und viermotorig (Ar 232 B-0) gebaut
- Junkers Ju 290 (1942)
- Junkers Ju 352 »Herkules« (1943)

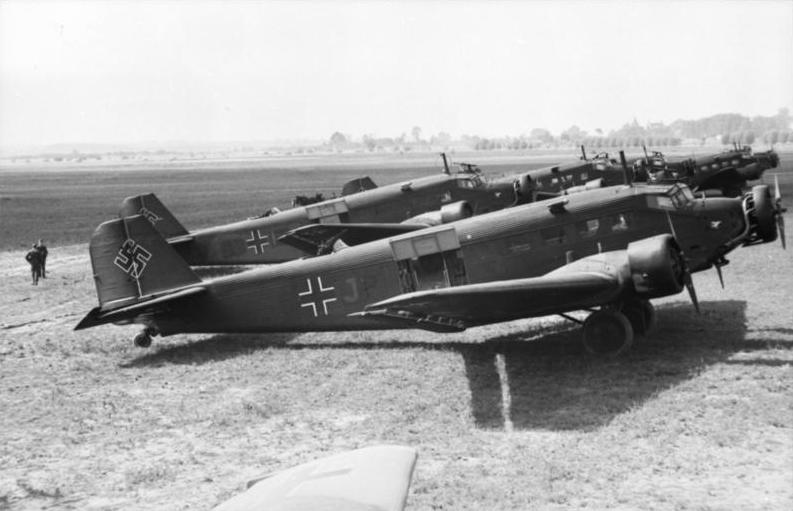
Junkers Ju 52/3m
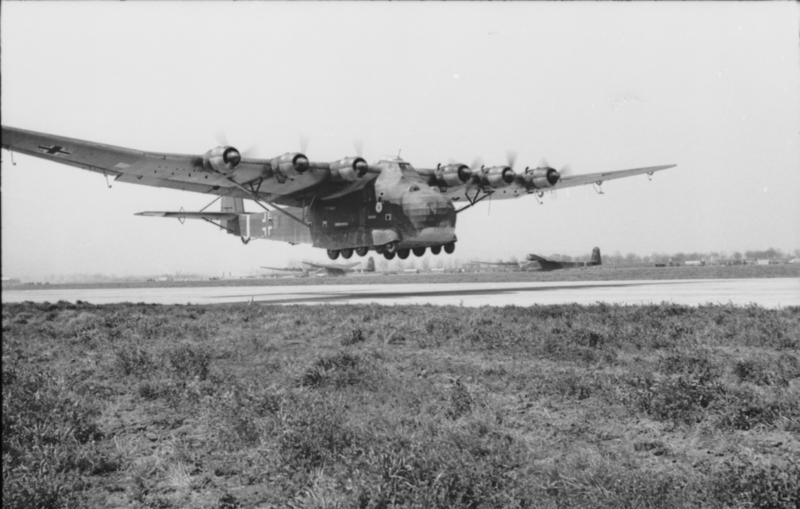
Messerschmitt Me 323
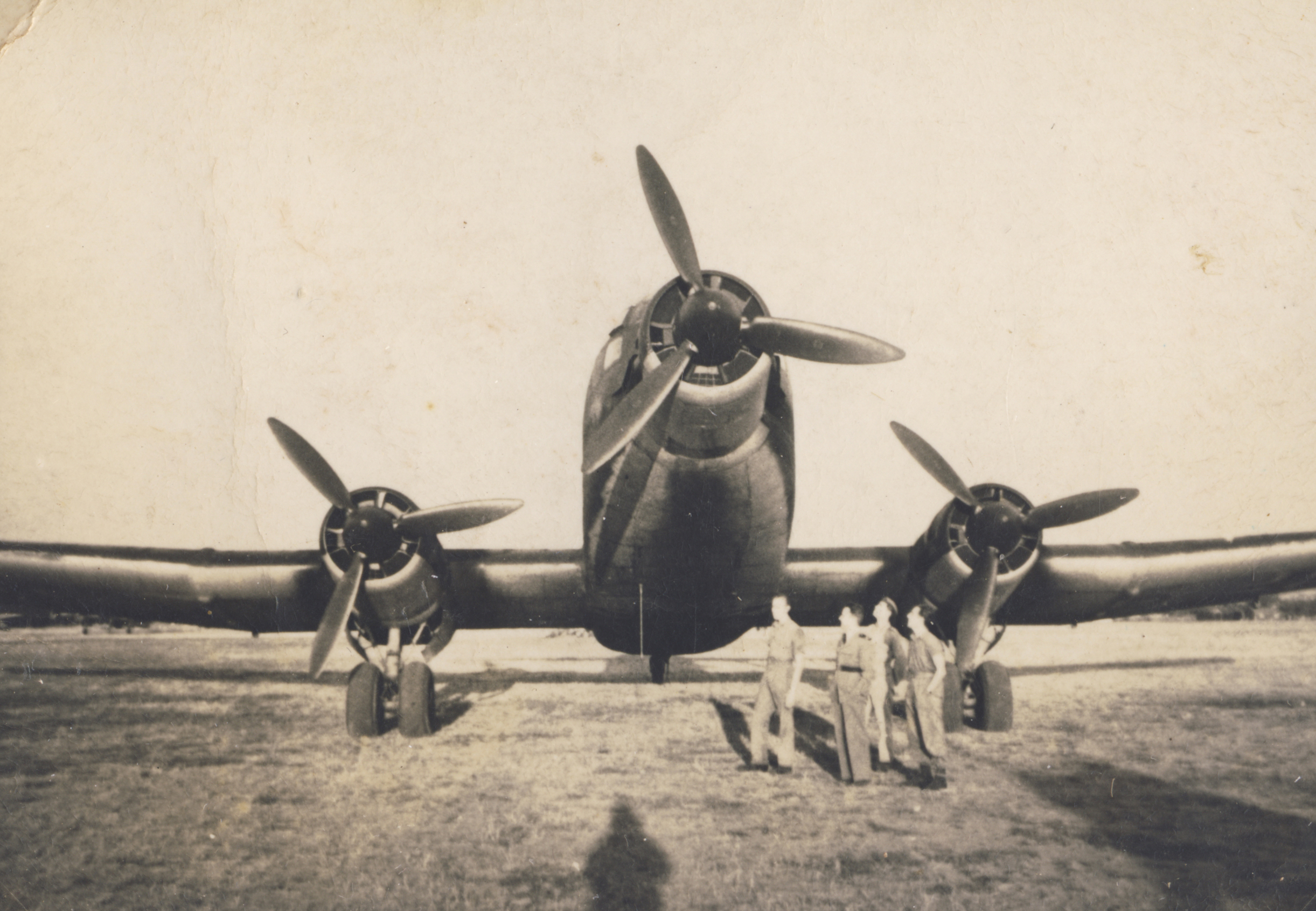
Junkers Ju 252
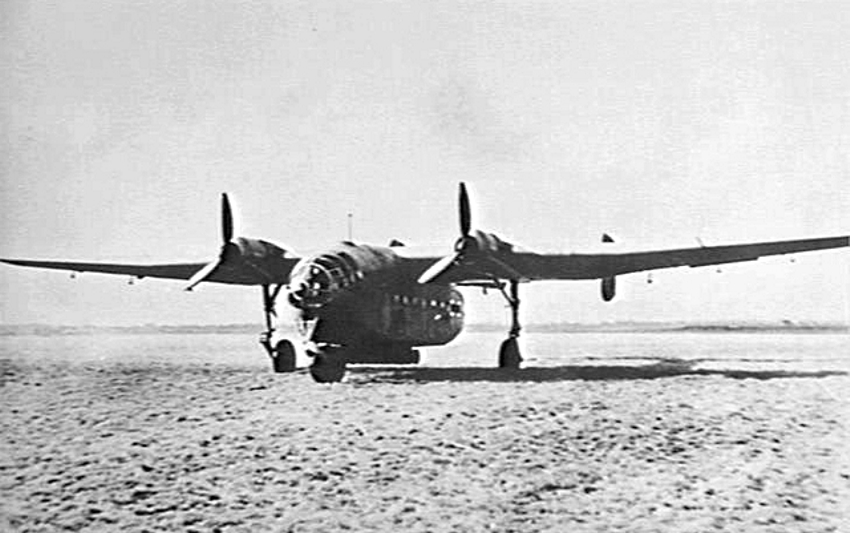
Arado Ar 232 A-0
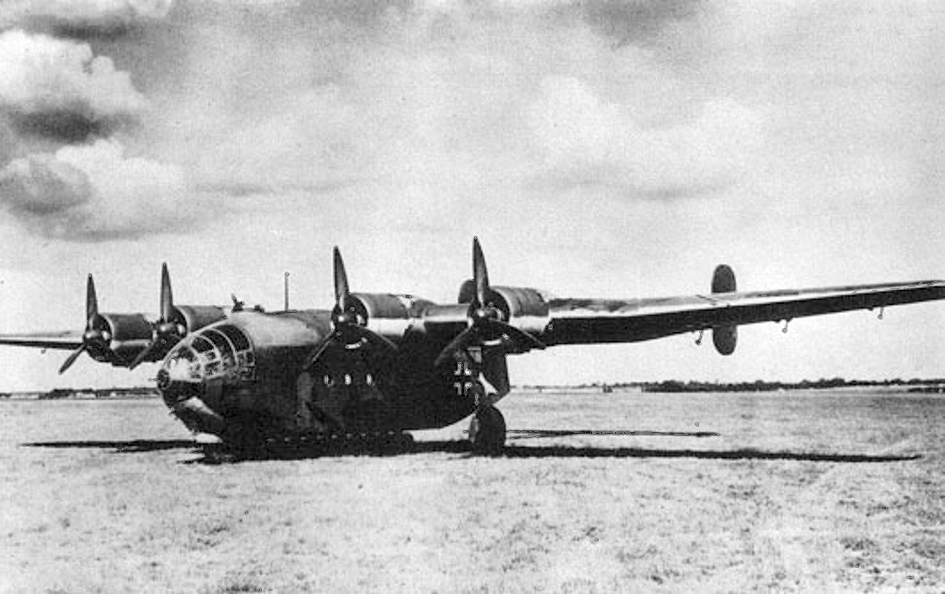
Arado Ar 232 B-0
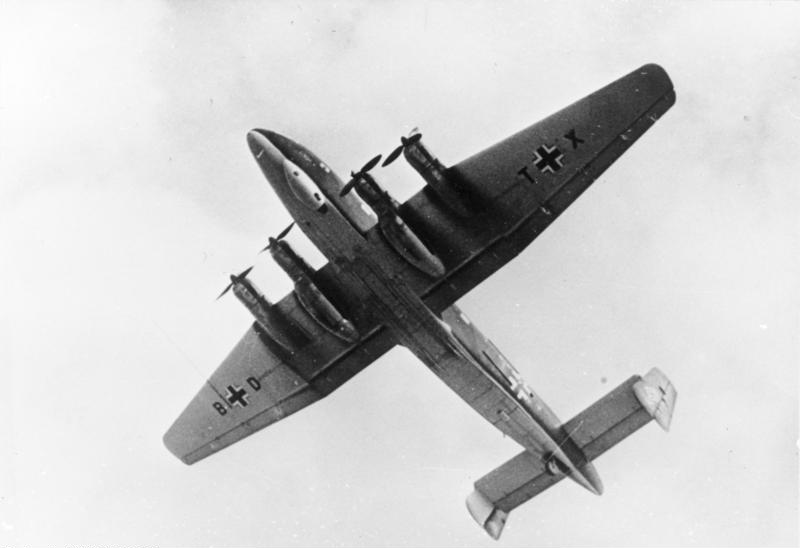
Junkers Ju 290 V1

Requirierte und nachgebaute Lufthansa-Flugzeuge
- Junkers G 38 (1929)
- Junkers Ju 52/3m (1932)
- Junkers Ju 160 (1934)
- Junkers Ju 86 (1934) – Verkehrsflugzeugvarianten B und C
- Heinkel He 111 (1934) – Verkehrsflugzeugvarianten C, G und L
- Heinkel He 116 (1936) – Langstrecken-Postflugzeug
- Junkers Ju 90 (1937)
- Focke-Wulf Fw 200 »Condor« (1937) – Verkehrsflugzeugvarianten Fw 200 A und B
- Blohm & Voss BV 142 (1938) – Langstrecken-Postflugzeug
- Siebel Si 204 (1940) – Verkehrsflugzeugvariante A

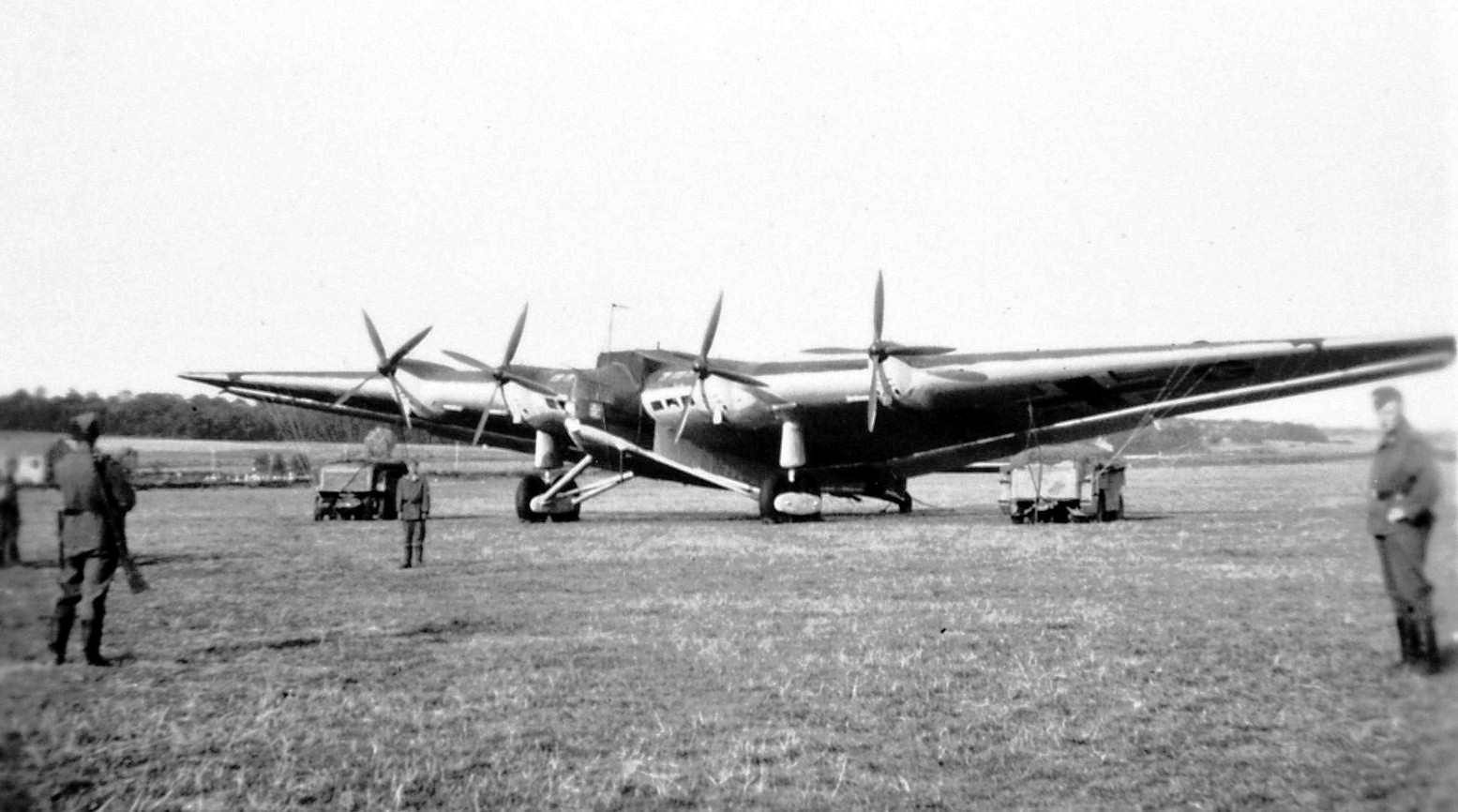
Junkers G 38
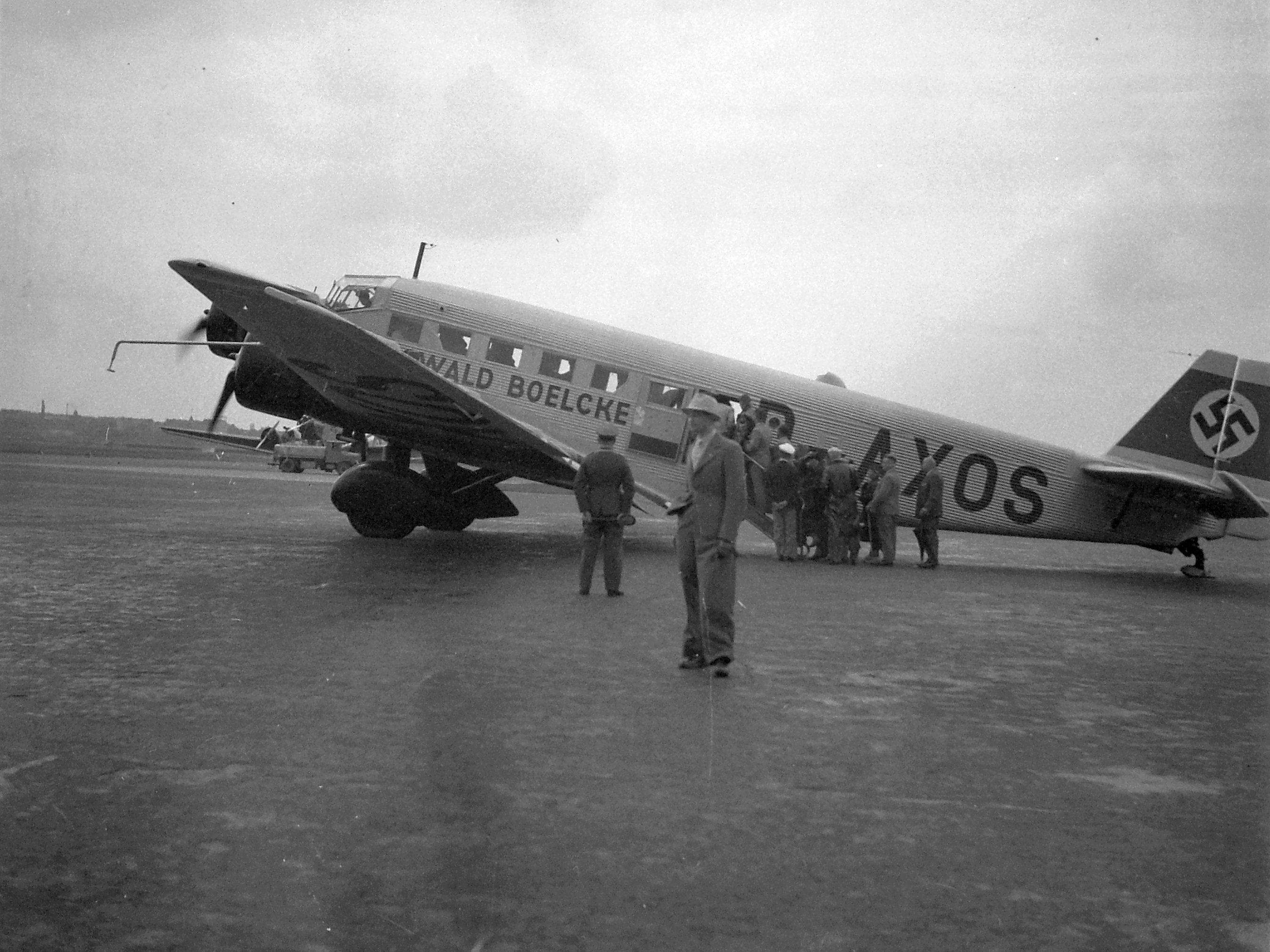
Junkers Ju 52/3m
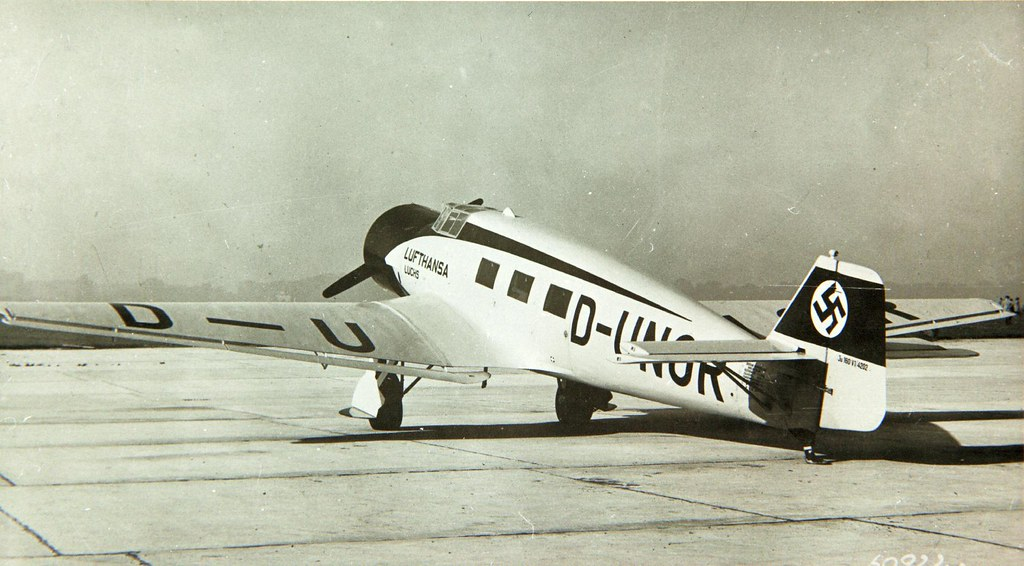
Junkers Ju 160
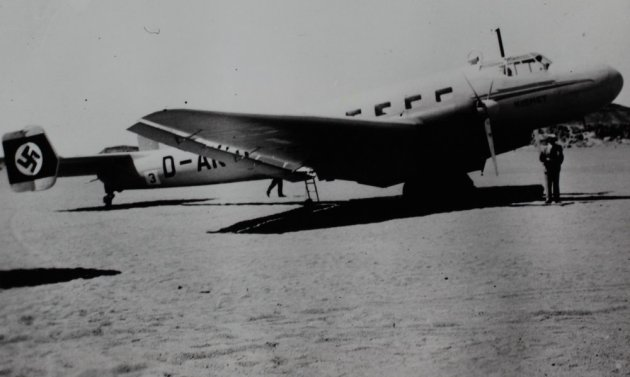
Junkers Ju 86
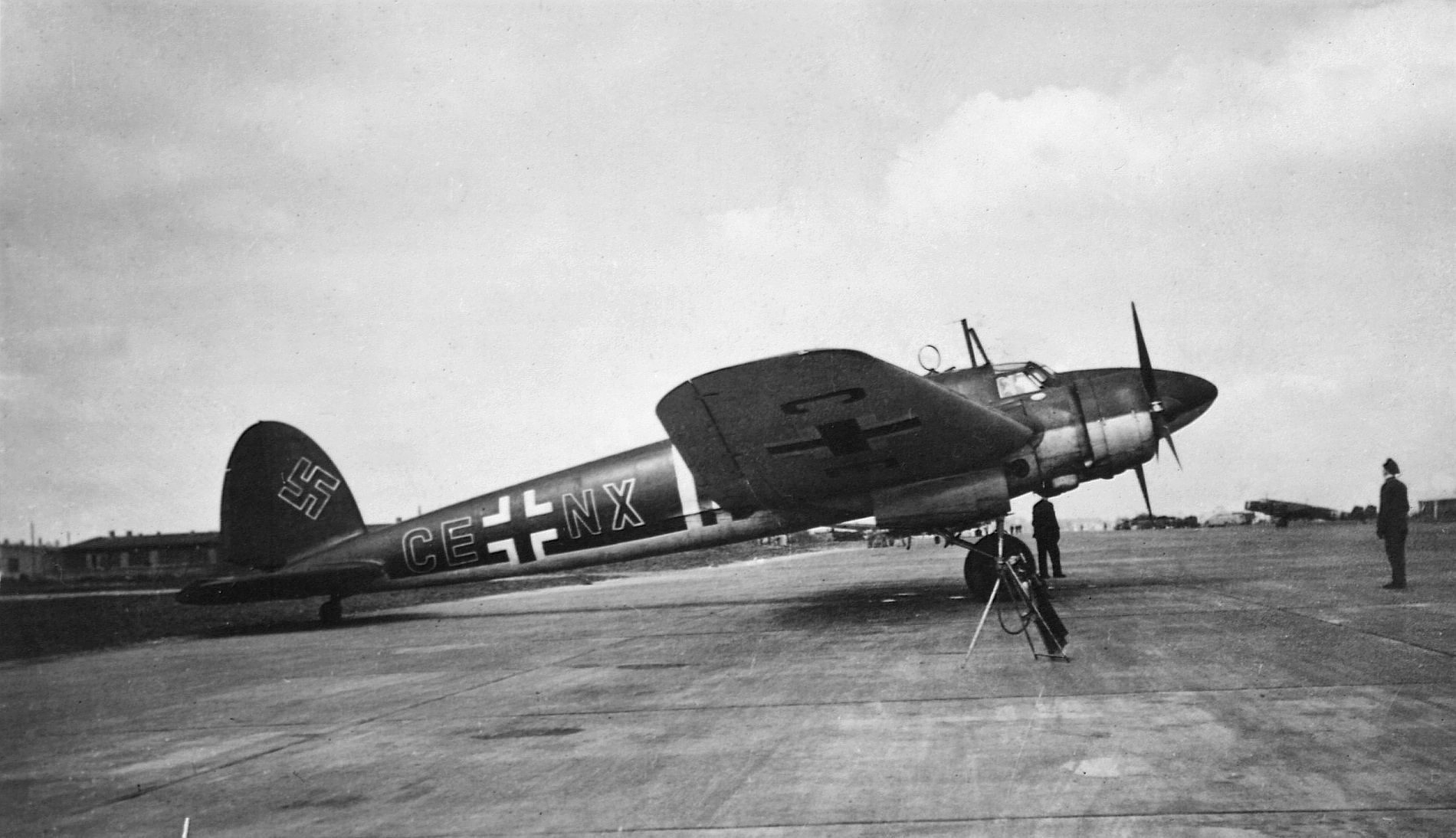
Heinkel He 111 G
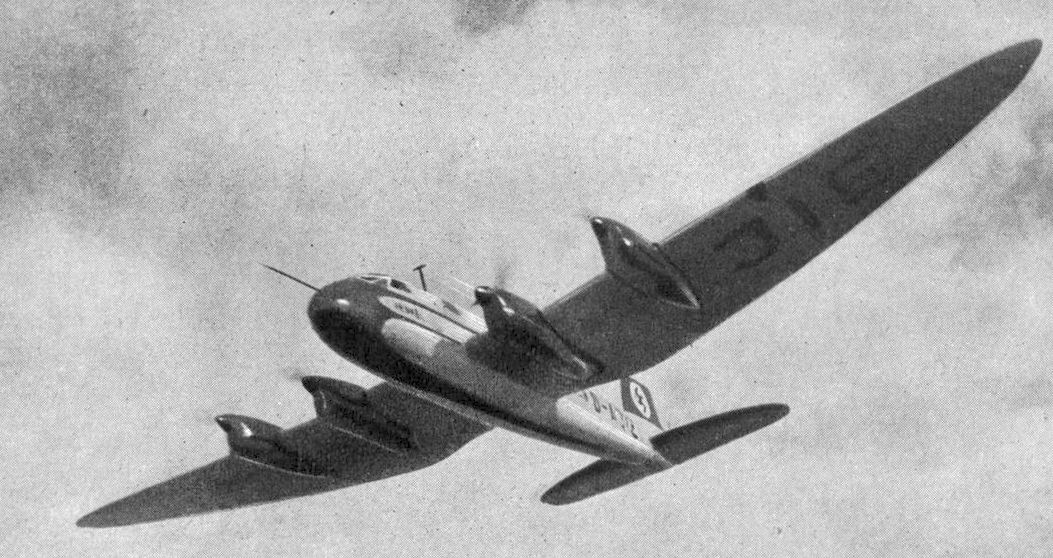
Heinkel He 116
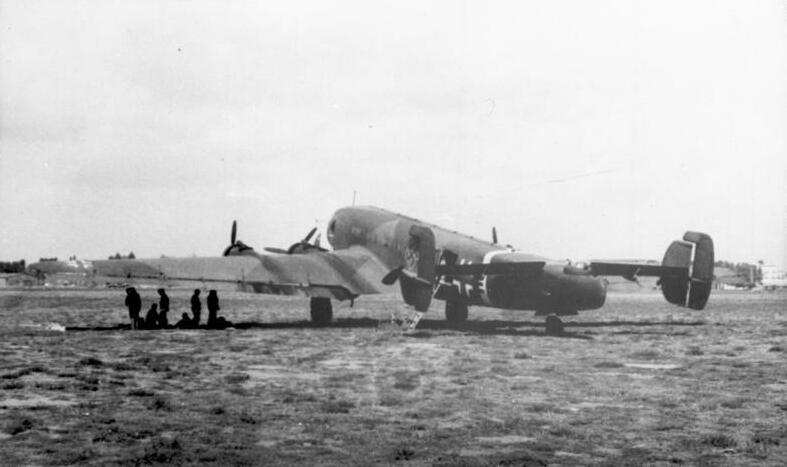
Junkers Ju 90
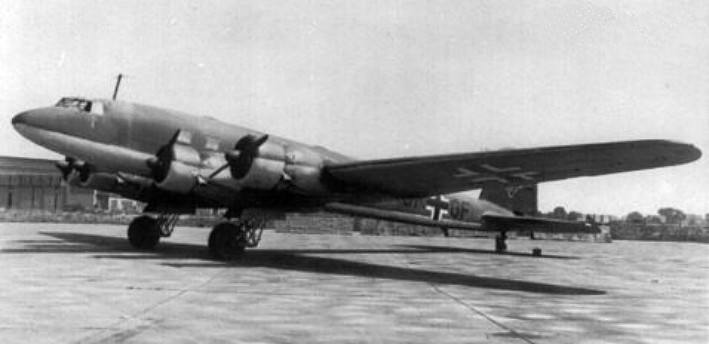
Focke-Wulf Fw 200 A
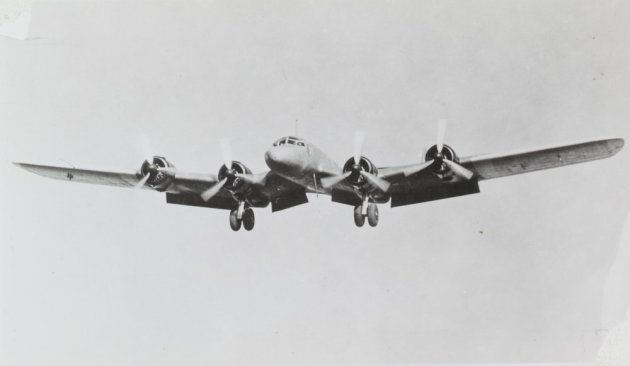
Blohm & Voss BV 142

### Reise- und Kurierflugzeuge
- Heinkel He 70 »Blitz« (1932) – Militärvariante F
- Messerschmitt Bf 108 (1934)
- Siebel Fh 104 »Hallore« (1937)

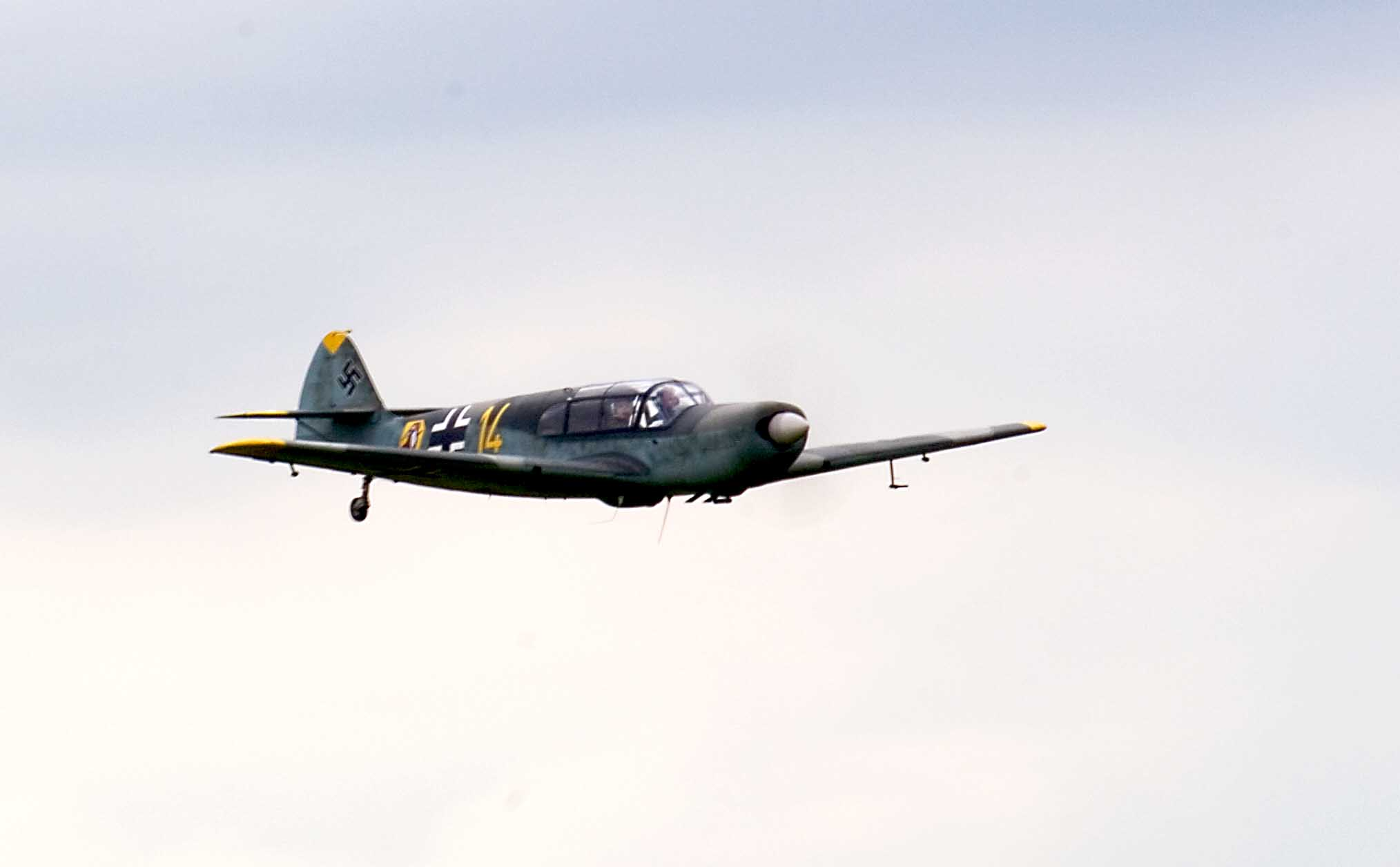
Messerschmitt Bf 108 (Warbird)
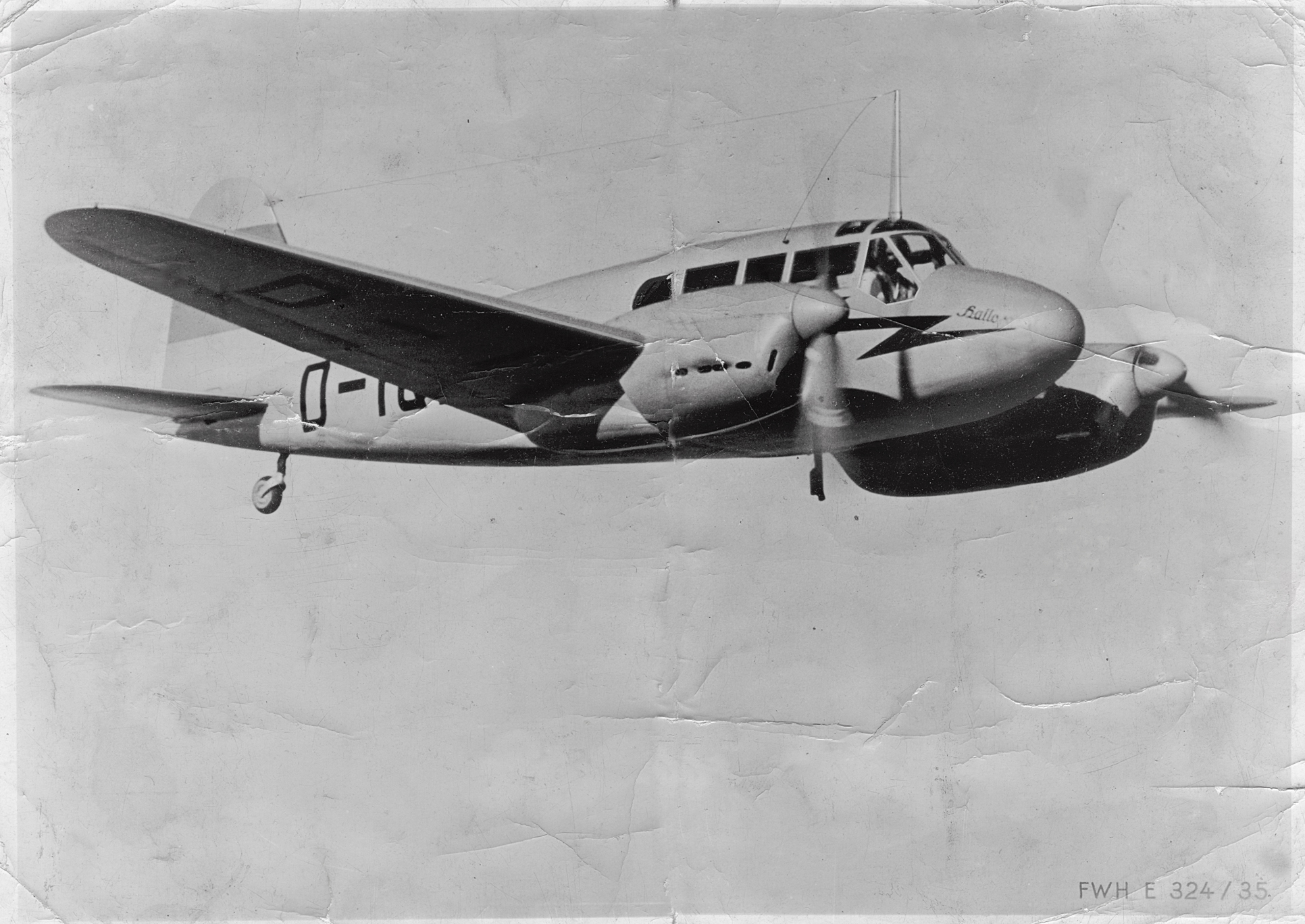
Siebel Fh 104 (Zivilflugzeug)

### Lastensegler
- DFS 230 (1937)
- Messerschmitt Me 321 »Gigant« (1941) – größtes je gebautes Gleitflugzeug
- Gotha Go 242 (1941)

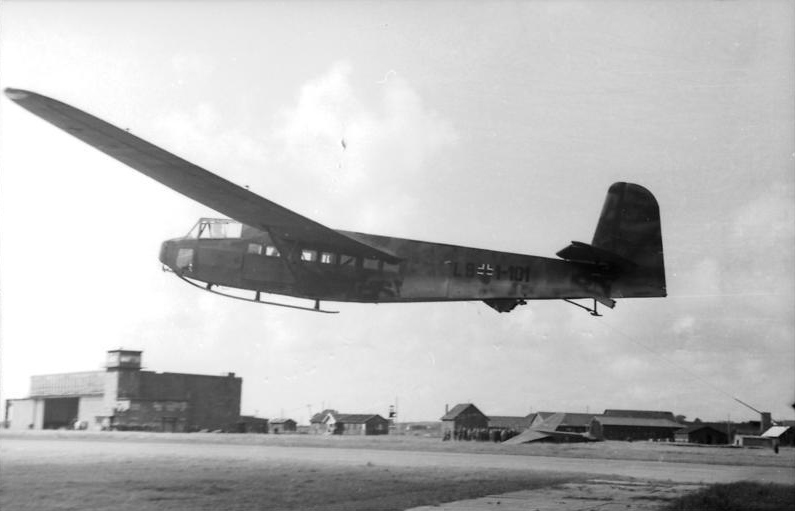
DFS 230
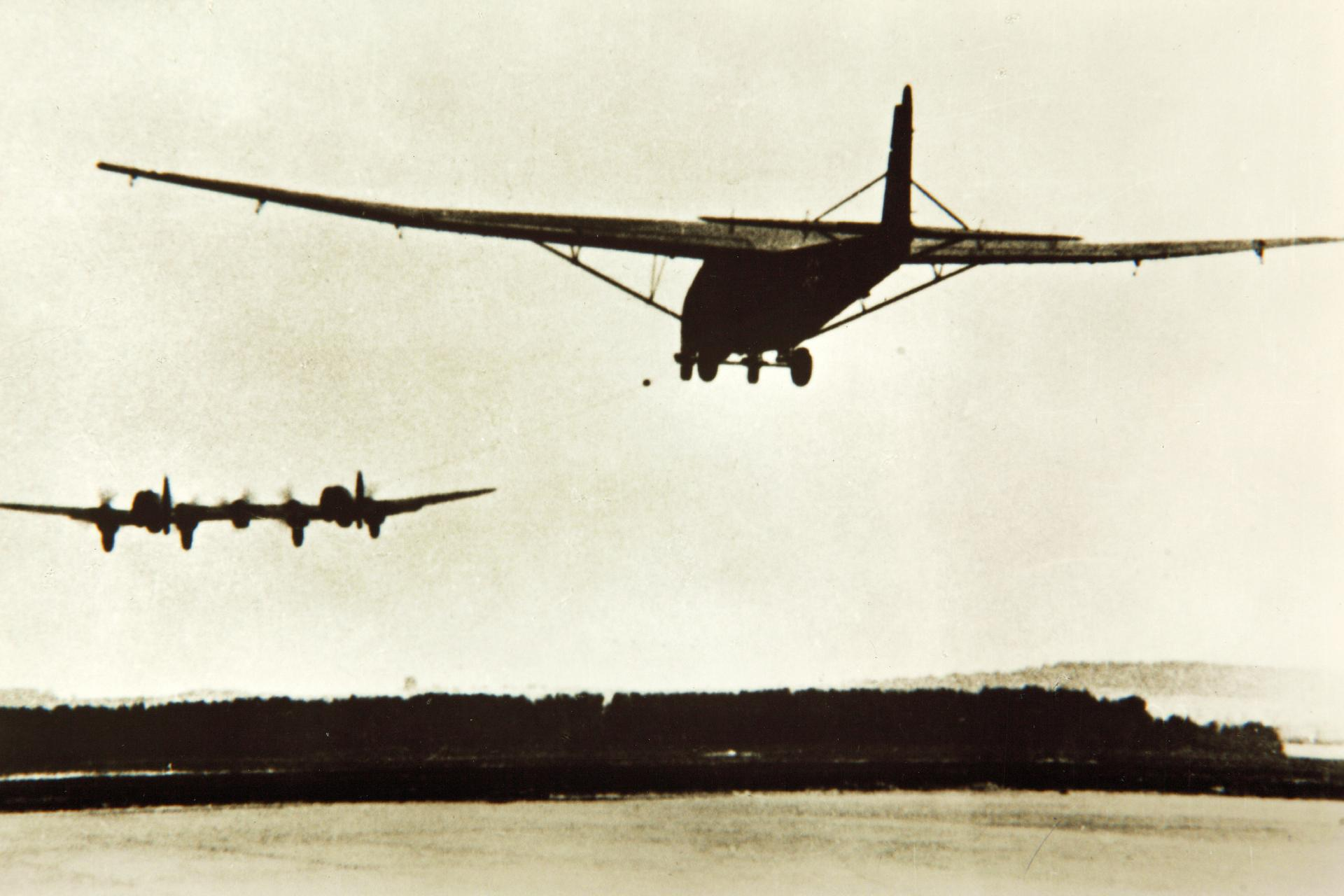
Messerschmitt Me 321 im Schlepp einer Heinkel He 111 Z
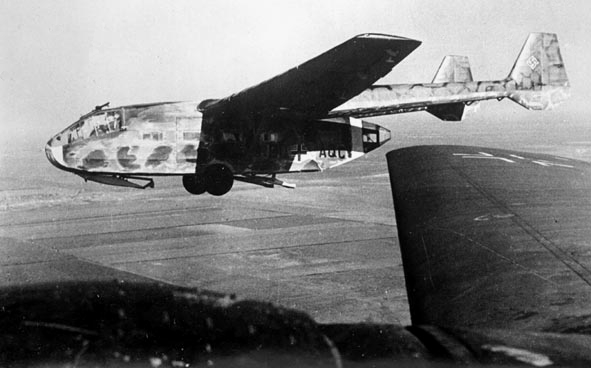
Gotha Go 242

## Schul- und Verbindungsflugzeuge
Im Folgenden werden zweisitzige Flugzeuge zur Pilotenausbildung als Schul-, einsitzige als Übungsflugzeuge bezeichnet.

### Anfänger-Schulflugzeuge
- Klemm Kl 25 (1928)
- Albatros Al 101 (1930)
- Focke-Wulf Fw 44 »Stieglitz« (1932)
- Heinkel He 72 »Kadett« (1933)
- Bücker Bü 131 »Jungmann« (1934)
- Klemm Kl 35 (1935)
- Bücker Bü 181 »Bestmann« (1939)

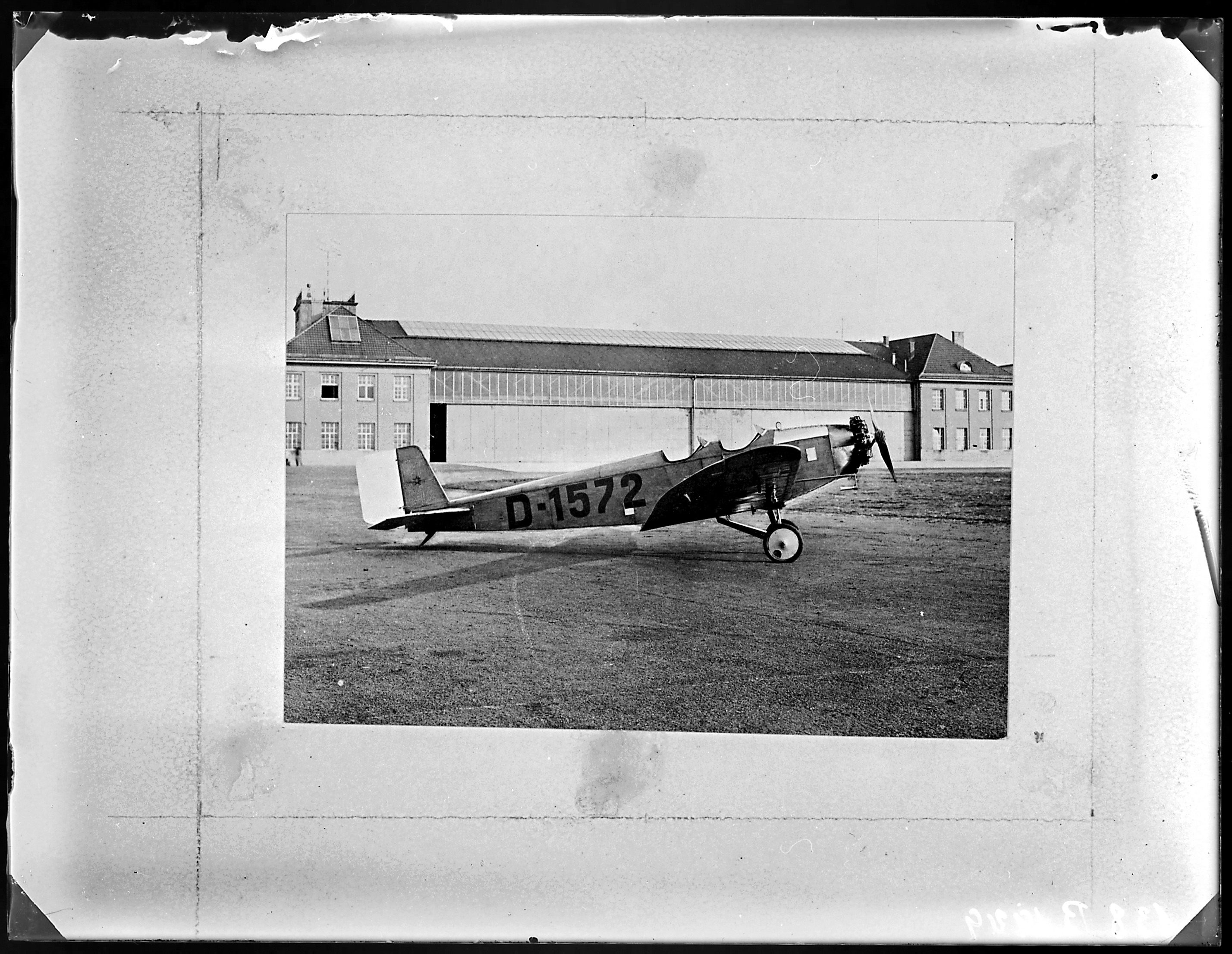
Klemm Kl 25
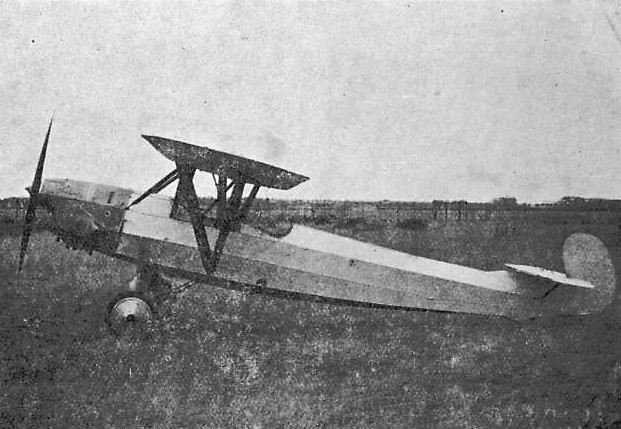
Albatros Al 101
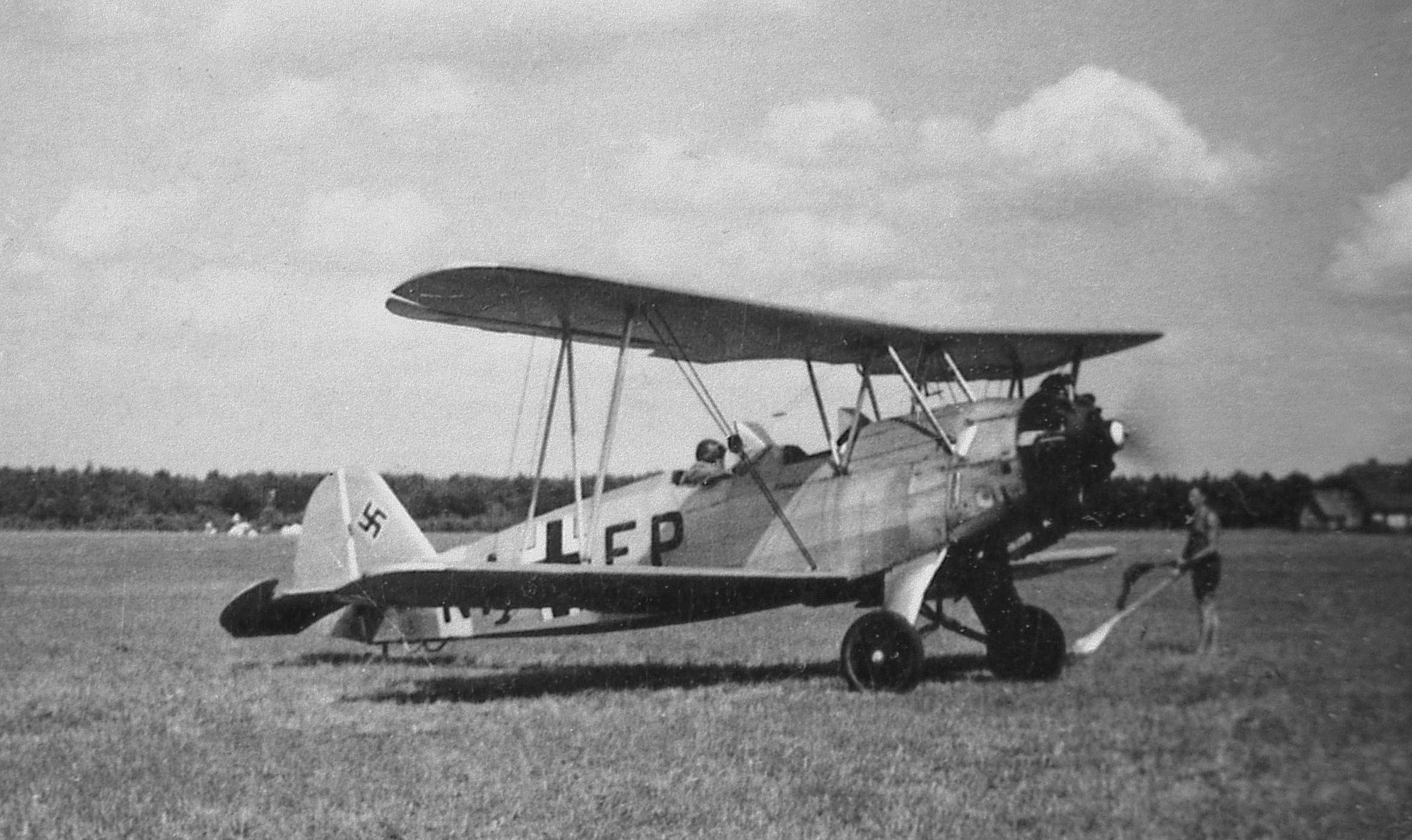
Focke-Wulf Fw 44
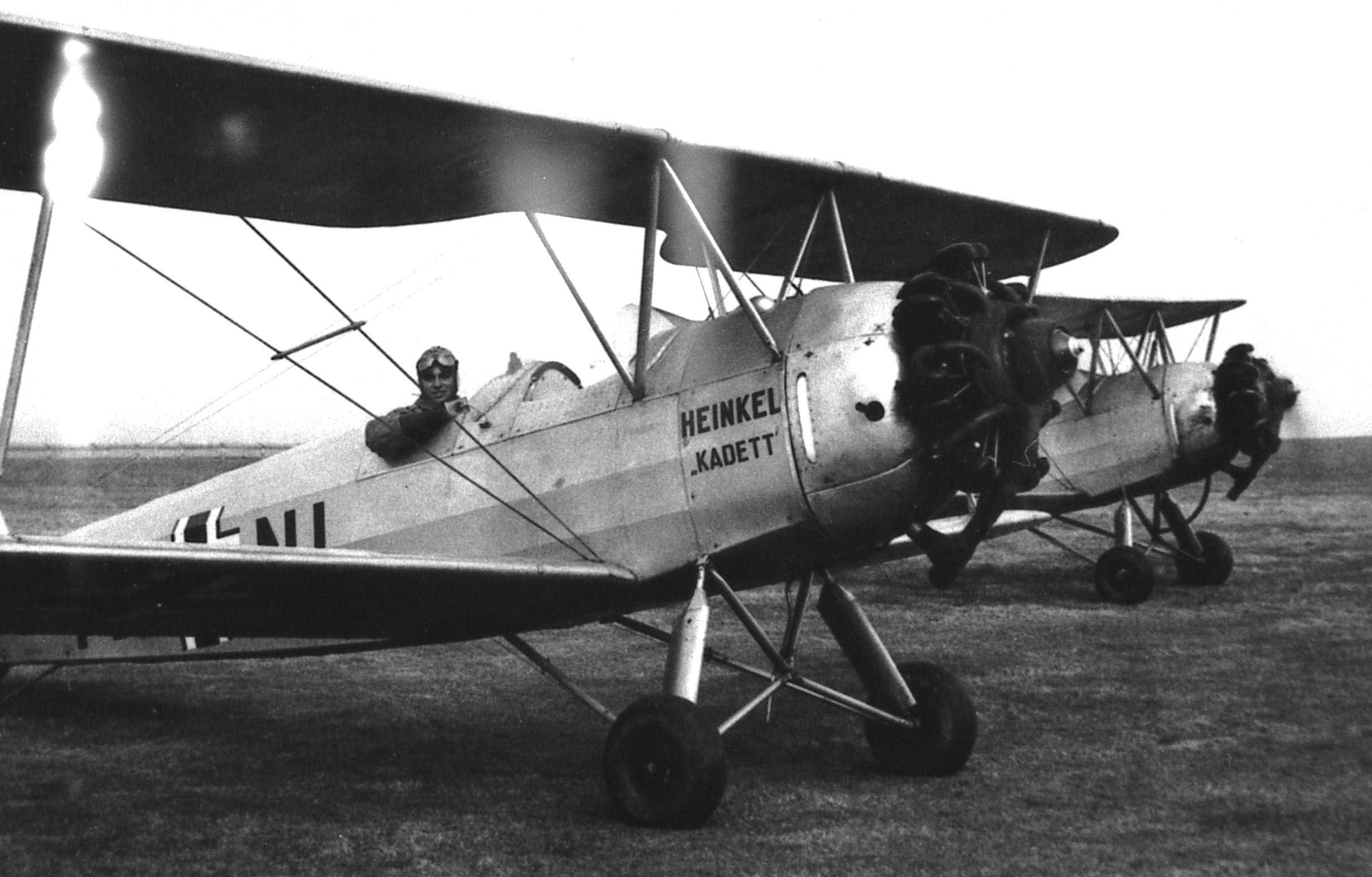
Heinkel He 72
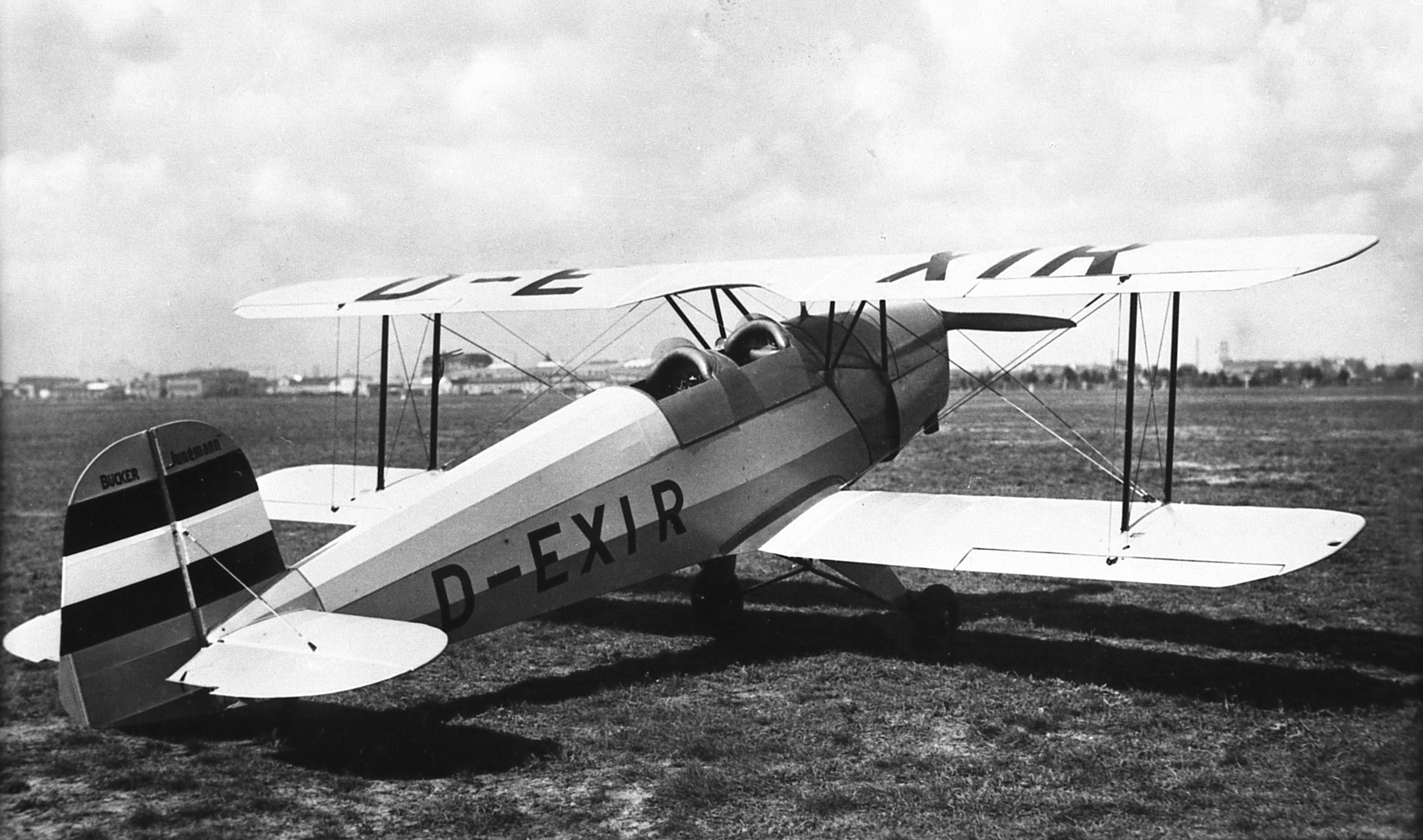
Bücker Bü 131
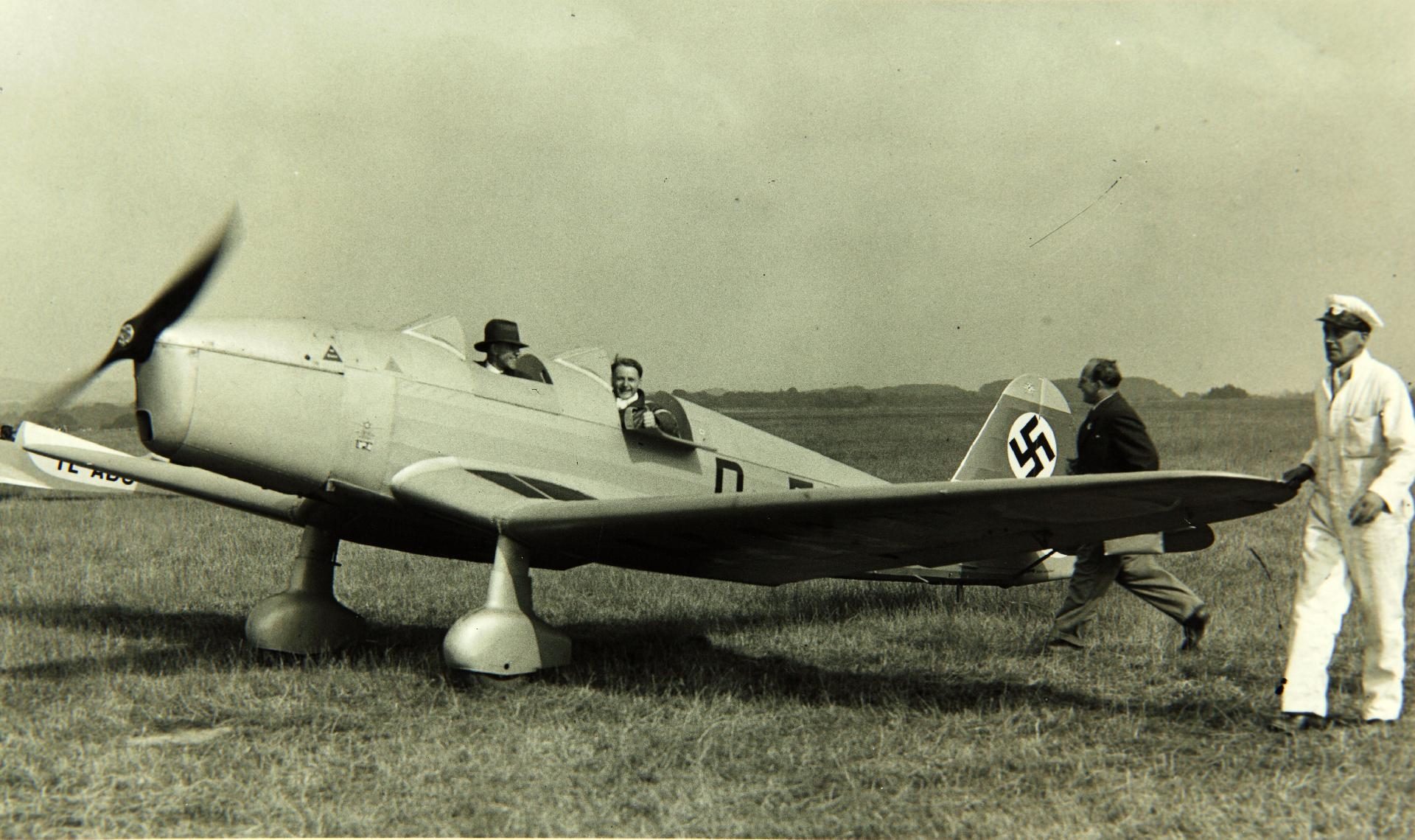
Klemm Kl 35
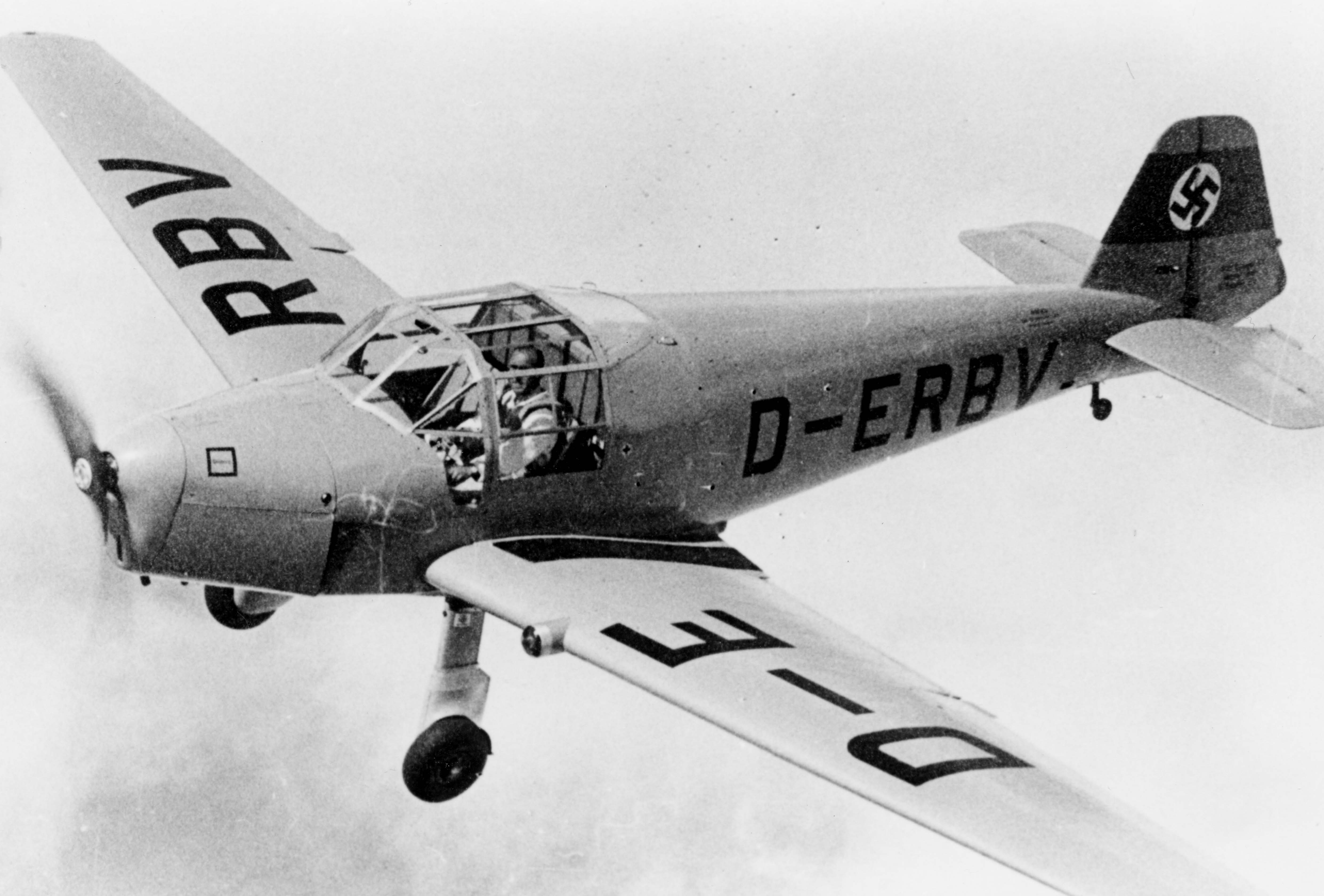
Bücker Bü 181 V2

### Fortgeschrittenen-Schulflugzeuge
- Albatros L 75 »Ass« (1928)
- Albatros Al 102 (1932) – nach Übernahme von Albatros durch Focke-Wulf als Fw 55 weitergebaut
- Arado Ar 66 (1932)
- Gotha Go 145 (1934)
- Arado Ar 96 (1938)

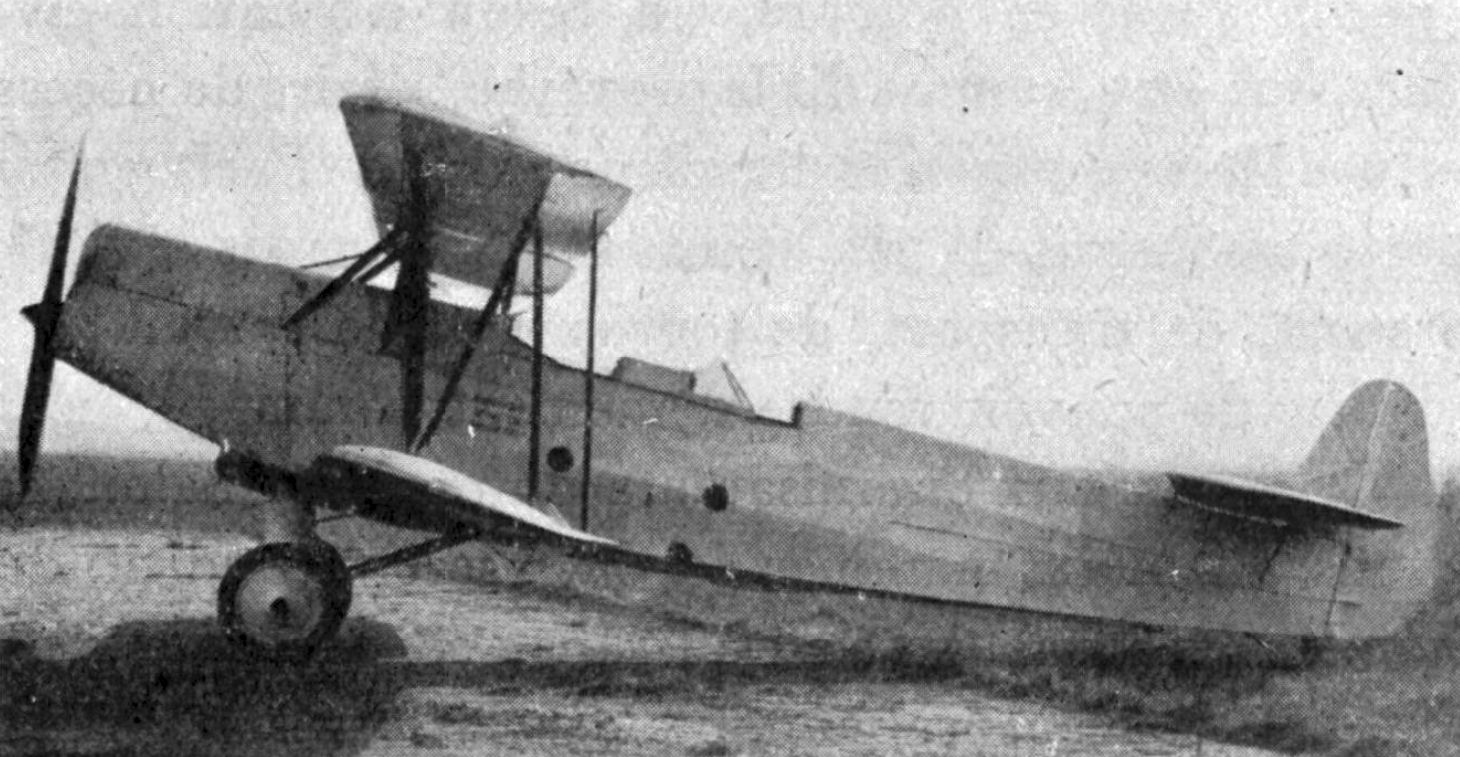
Albatros L 75
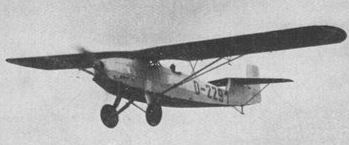
Albatros Al 102
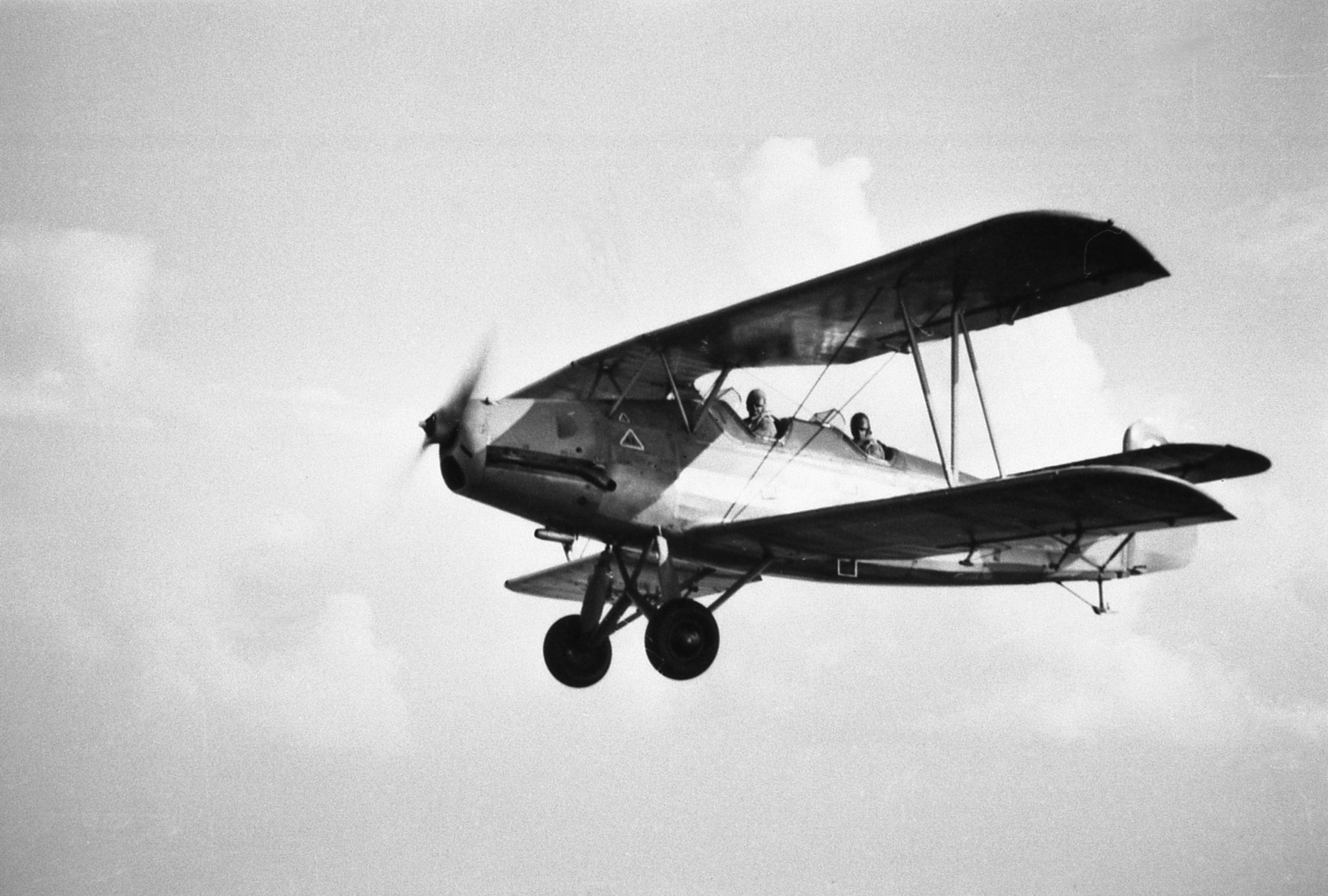
Arado Ar 66
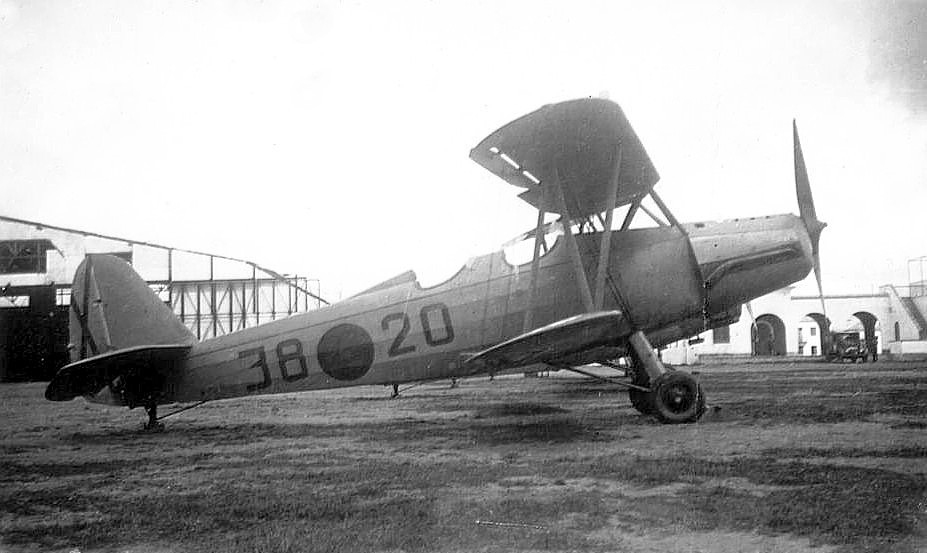
Gotha Go 145 A in spanischem Dienst
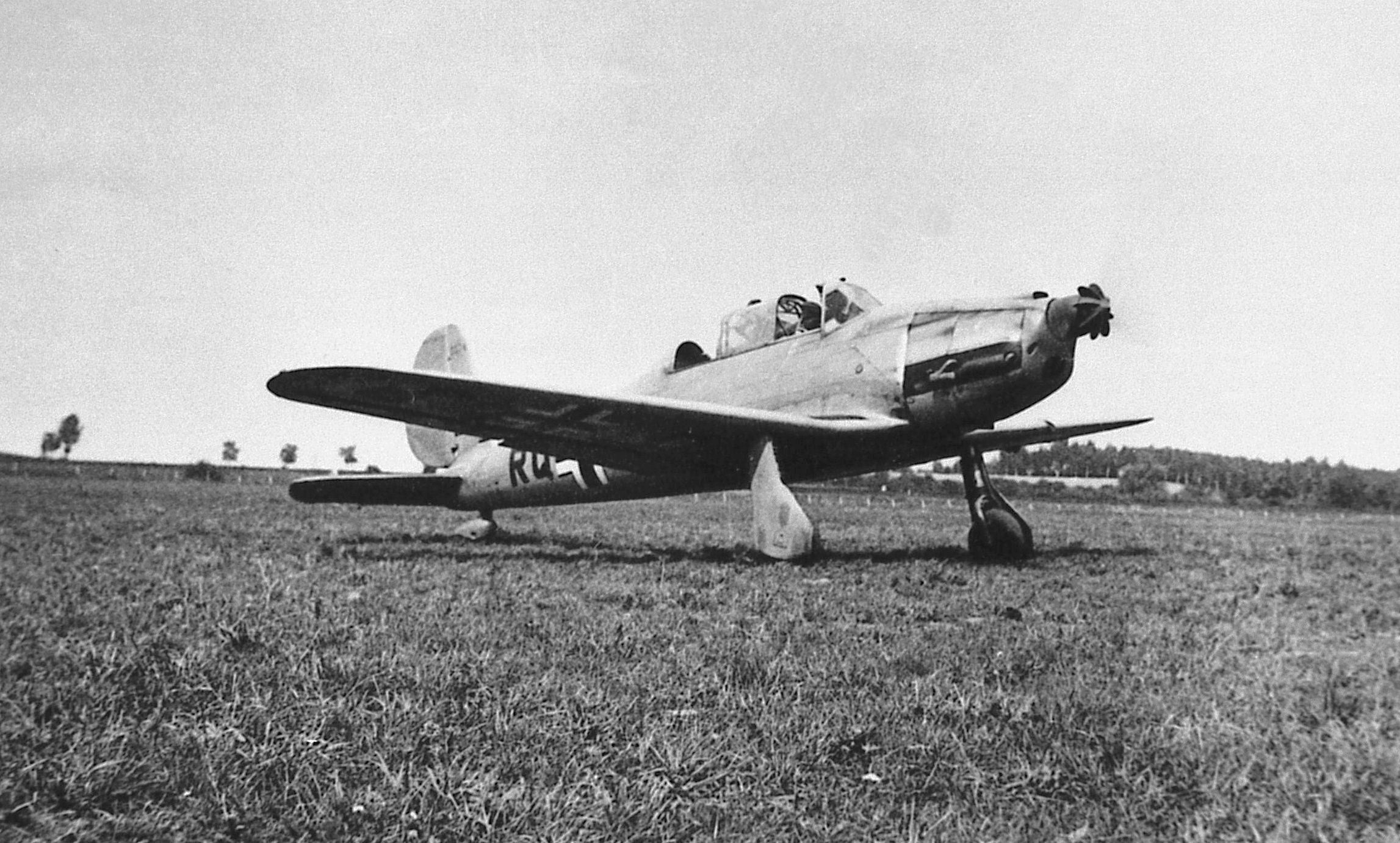
Arado Ar 96 A

### Übungsflugzeuge
- Focke-Wulf Fw 56 »Stößer« (1933) – Übungsjagdflugzeug
- Arado Ar 76 (1934) – Übungsjagdflugzeug
- Bücker Bü 133 »Jungmeister« (1935) – Übungs- und Kunstflugzeug

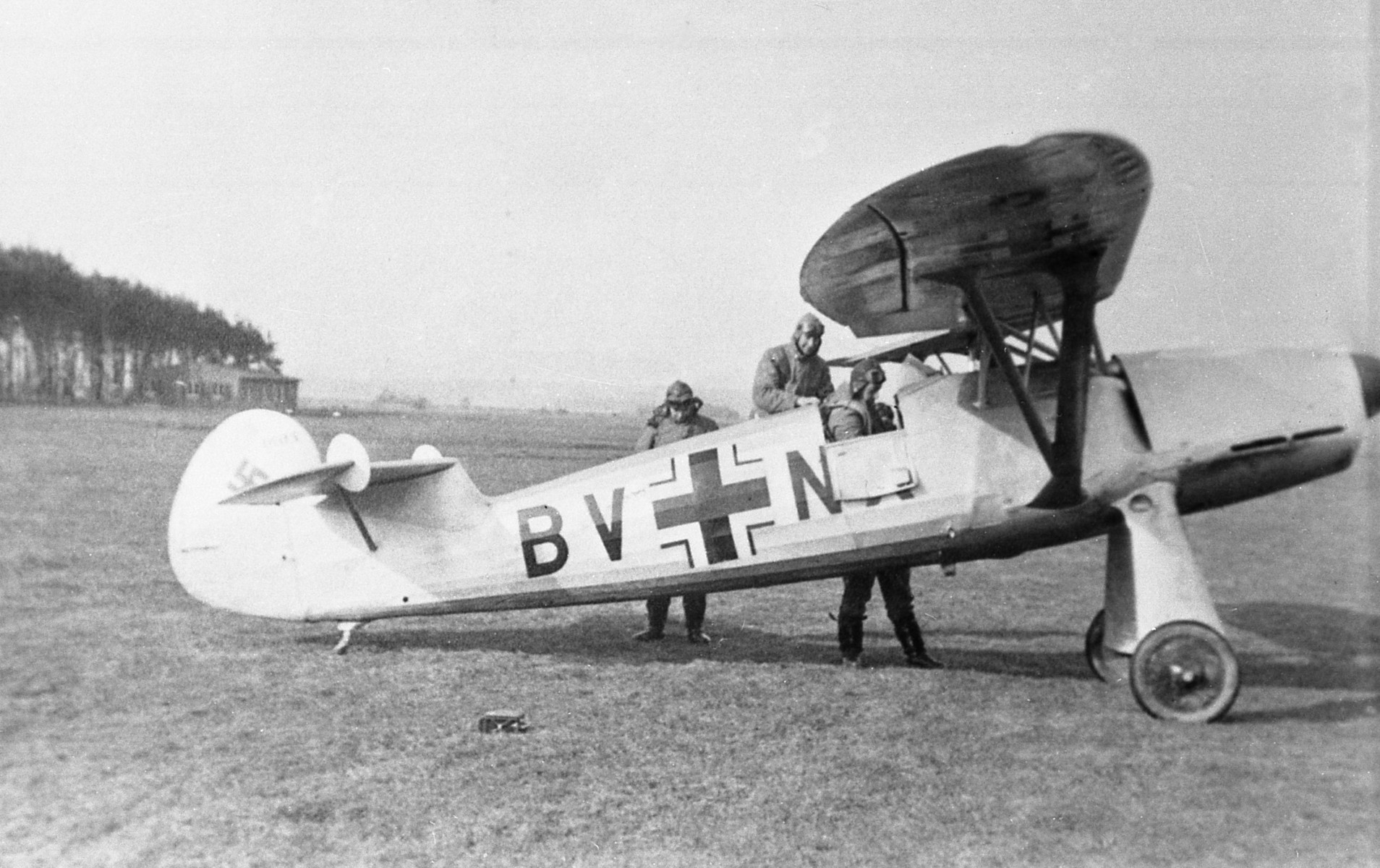
Focke-Wulf Fw 56
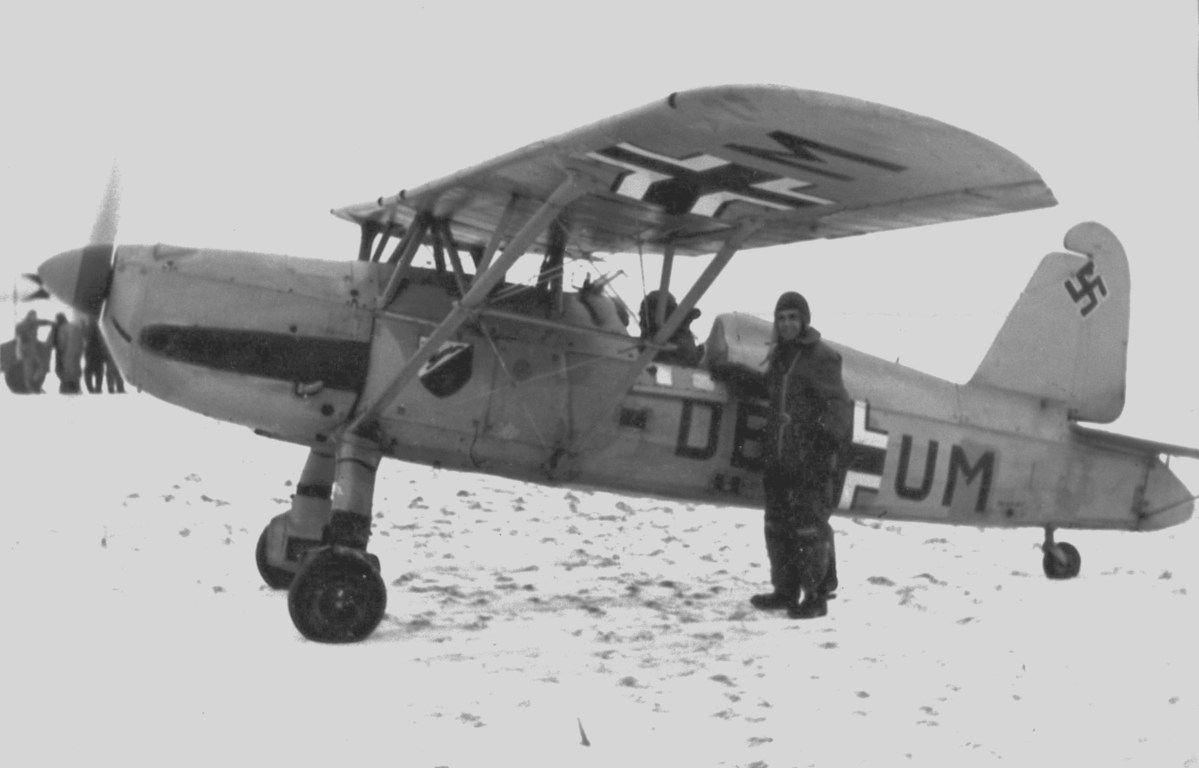
Arado Ar 76
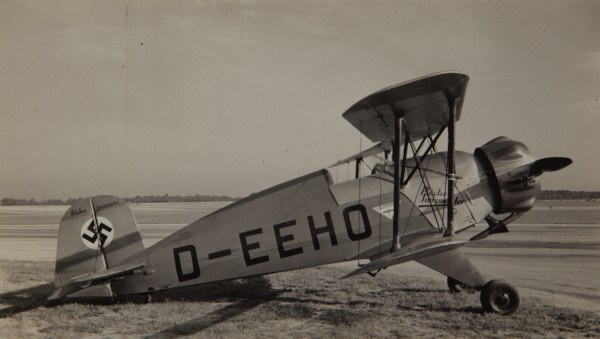
Bücker Bü 133

### Besatzungs-Schulflugzeuge
- Junkers W 33 (1926)
- Junkers W 34 (1926)
- Focke-Wulf Fw 58 »Weihe« (1935)
- Siebel Si 204 (1940) – Schulflugzeugvariante D

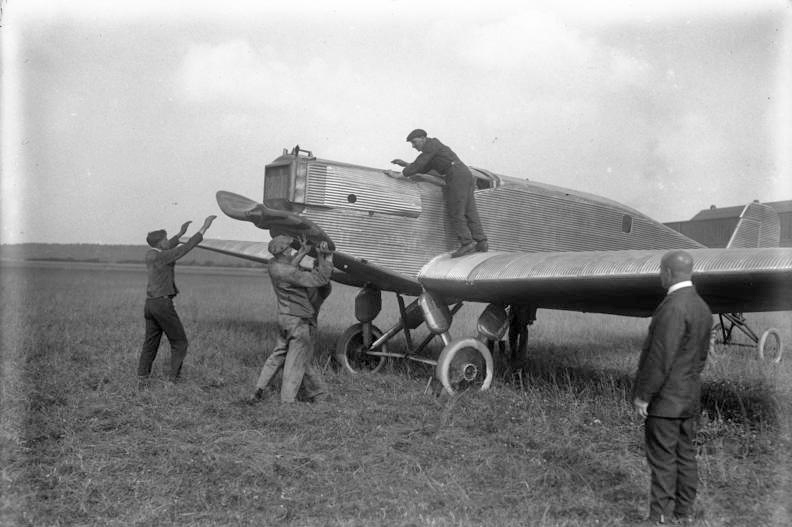
Junkers W 33
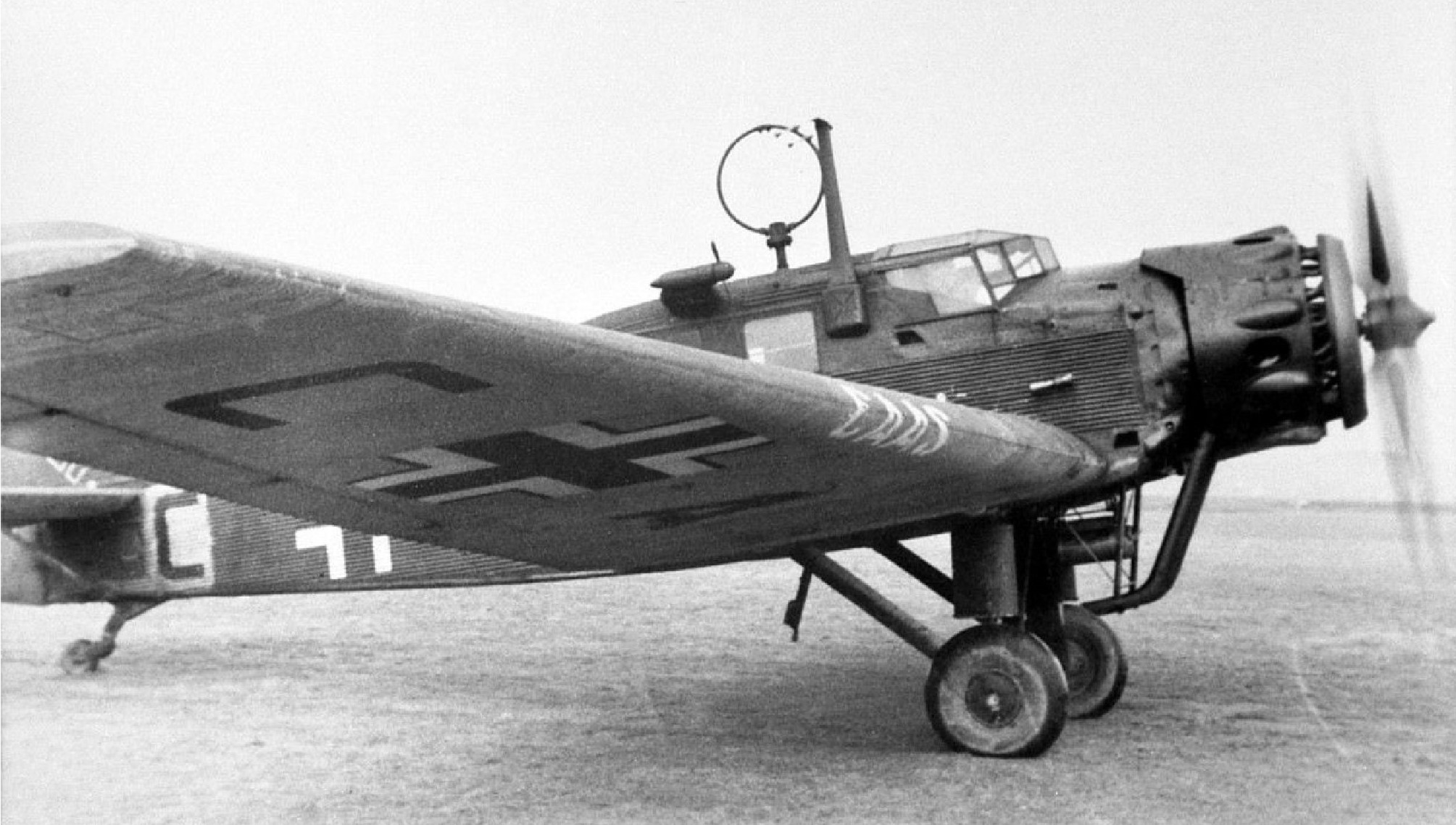
Junkers W 34
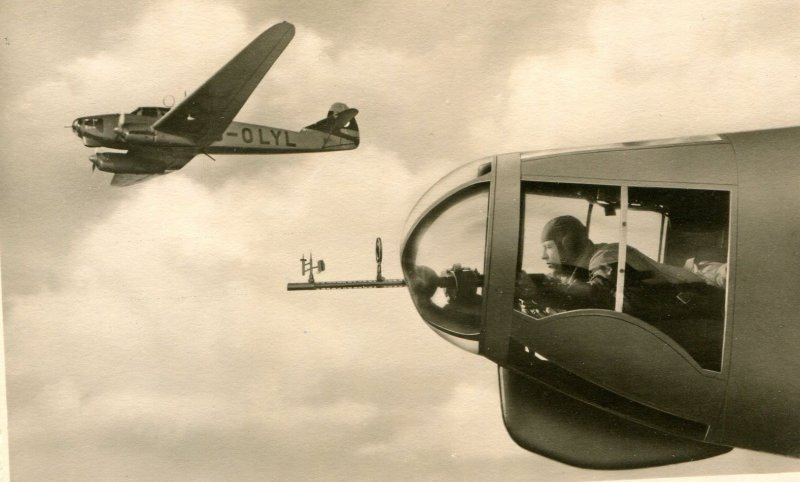
Focke-Wulf Fw 58
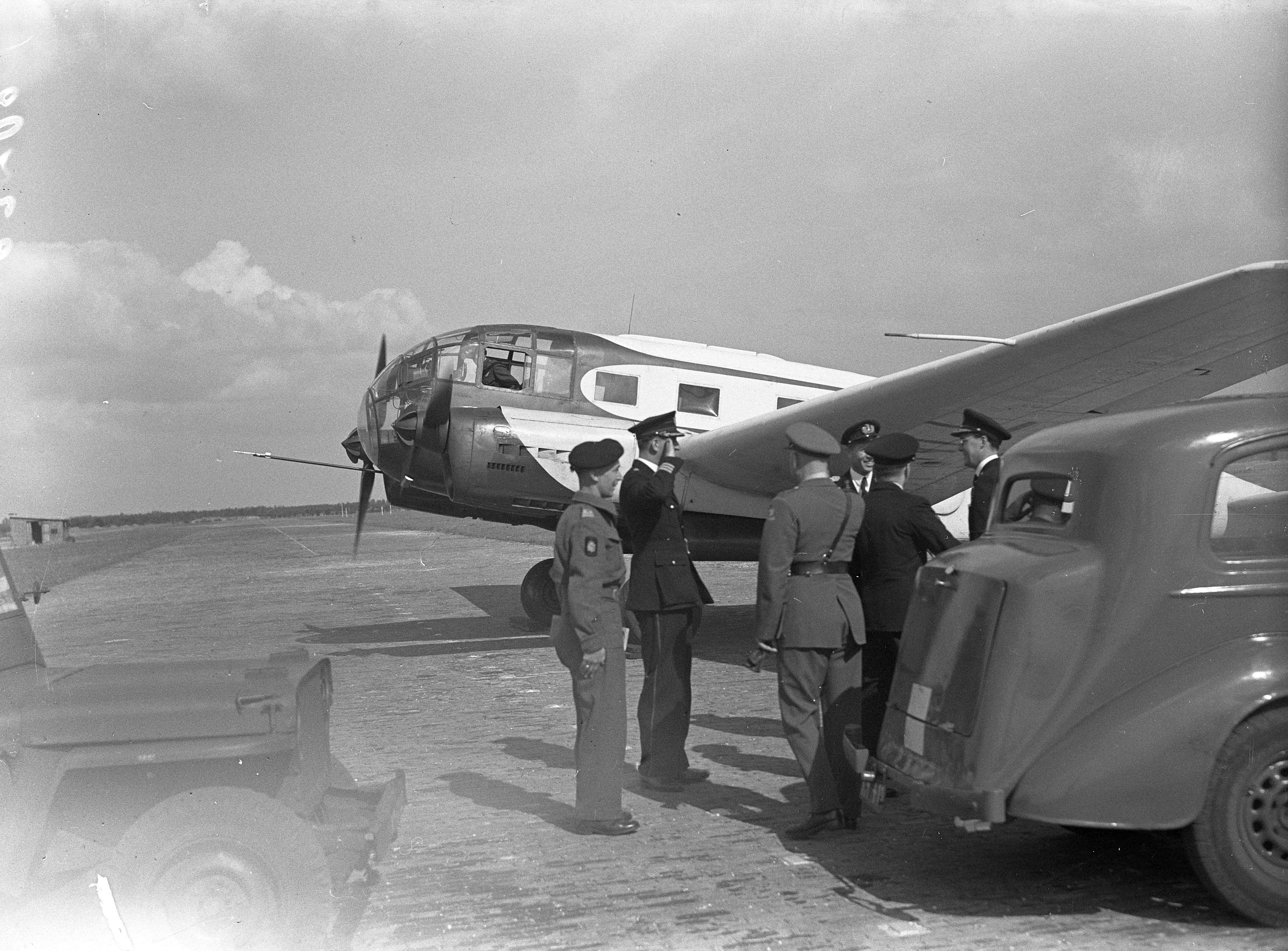
Siebel Si 204 D in niederländischem Dienst

### Verbindungsflugzeuge
- Fieseler Fi 156 »Storch«

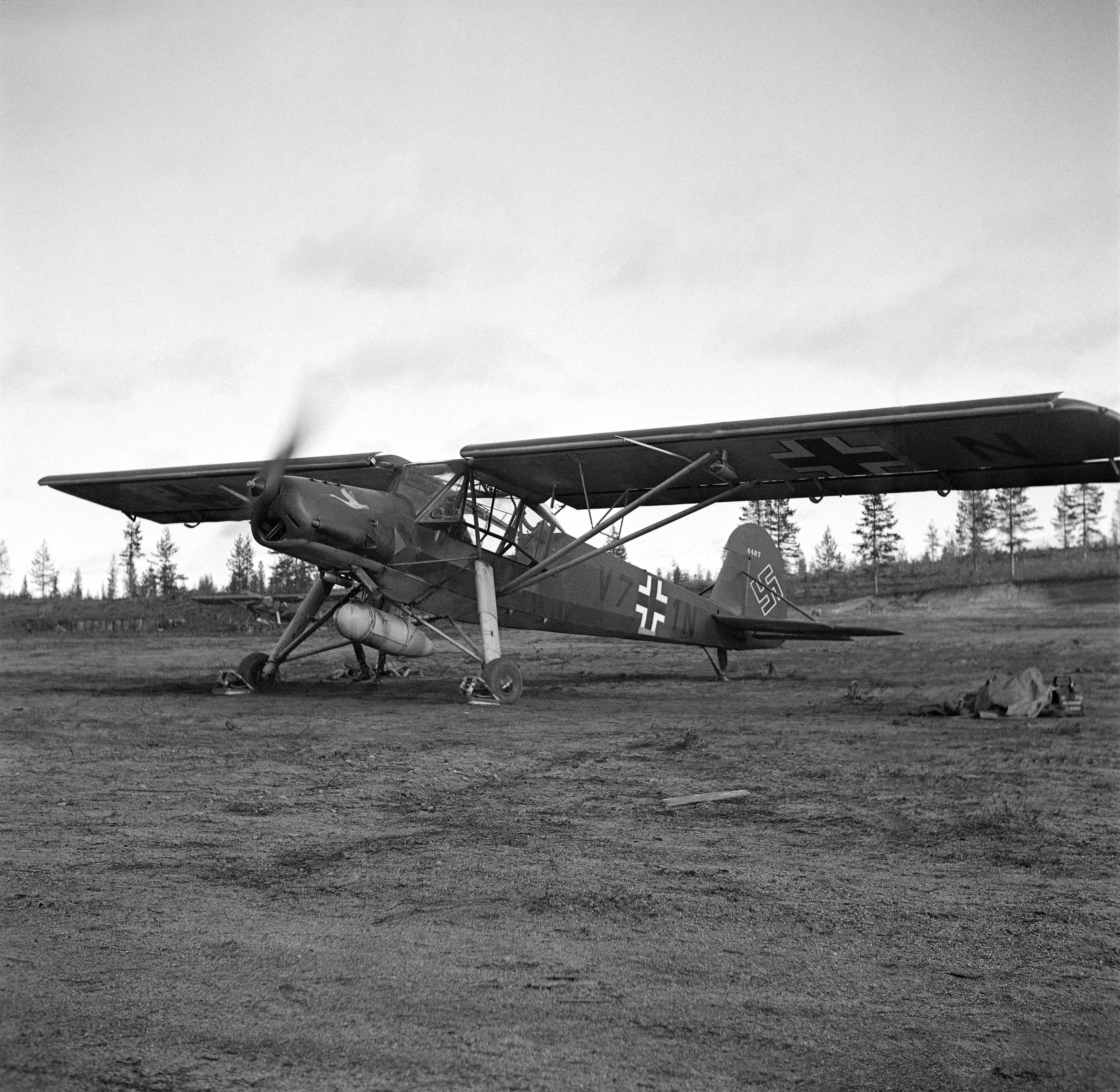
Fieseler Fi 156
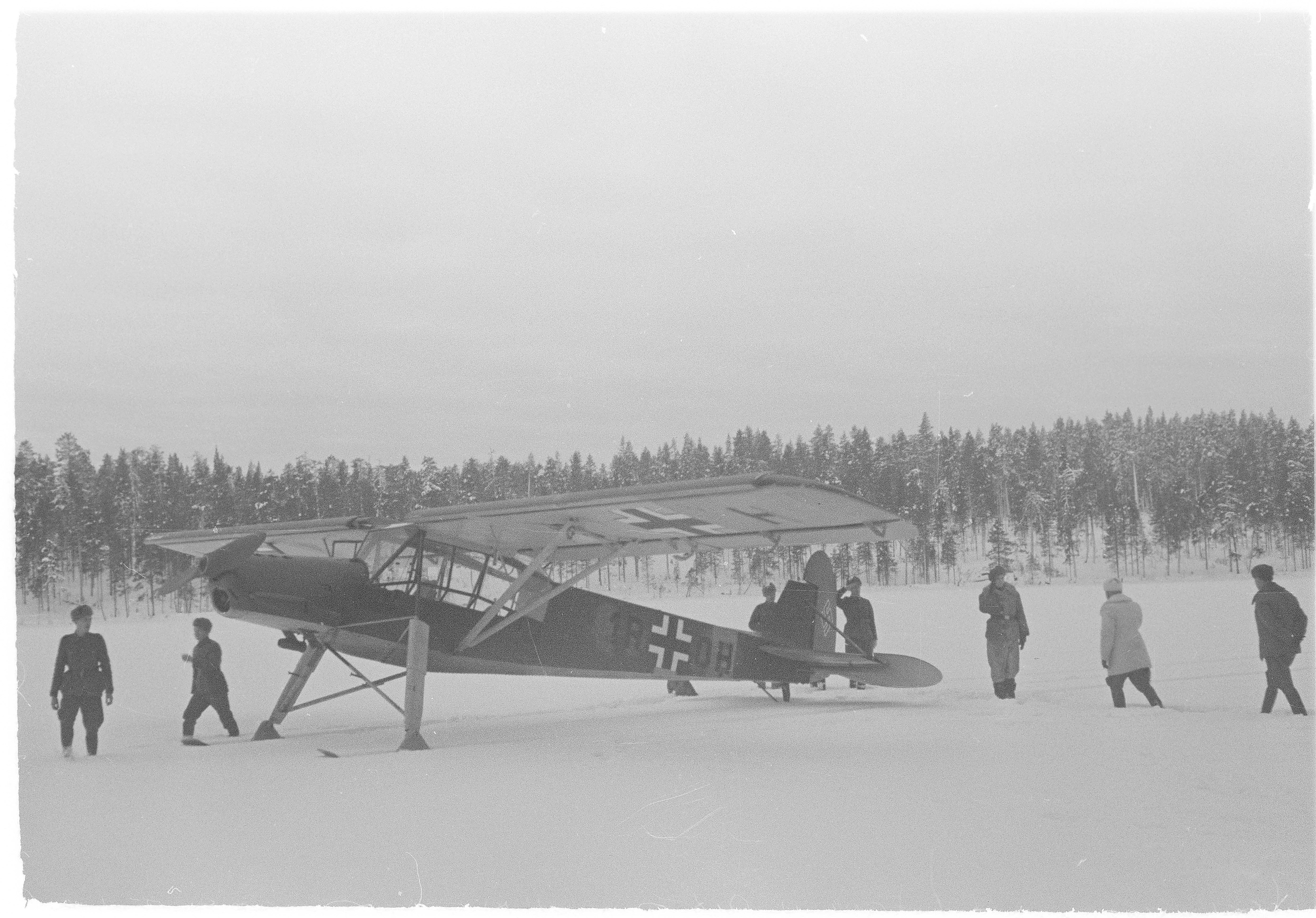
Fieseler Fi 156 auf Kufen

### Schul- und Übungsgleiter
Schulgleiter wurden in der paramilitärischen Flieger-Grundausbildung Jugendlicher durch das NSFK eingesetzt.
- Grunau Baby (1931)
- DFS Kranich (1935)
- DFS Habicht (1936)
- Akaflieg München Mü 13 (1936)
- DFS Weihe (1938)
- DFS Olympia Meise (1938)
- SG 38 (1938)
- Akaflieg München Mü 13 (1938)
- Heinkel He 162 S (1945) – Übungsgleiter zur Flugausbildung für die He 162

## Seeflugzeuge

### Schwimmerflugzeuge
Schwimmerflugzeuge waren zumeist Borderkunder, d. h. von Bord eines Schiffes katapultstartfähige Aufklärungs- und Beobachtungsflugzeuge. Andere Verwendungen sind gesondert angegeben.
- Heinkel He 42 (1930) – Schulflugzeug, ursprüngliche Bezeichnung HD 42
- Heinkel He 60 (1931)
- Heinkel He 59 (1931) – See-Mehrzweckkampfflugzeug
- Heinkel He 51W (1933) – See-Jagdflugzeug
- Heinkel He 114 (1936)
- Arado Ar 95 (1936) – unterlegenes Konkurrenzmuster der He 114, für den Export in Serie gebaut, zum Teil von der Luftwaffe übernommen
- Arado Ar 196 (1937)
- Heinkel He 115 (1937) – See-Mehrzweckkampfflugzeug
- Arado Ar 199 (1939) – Schulflugzeug

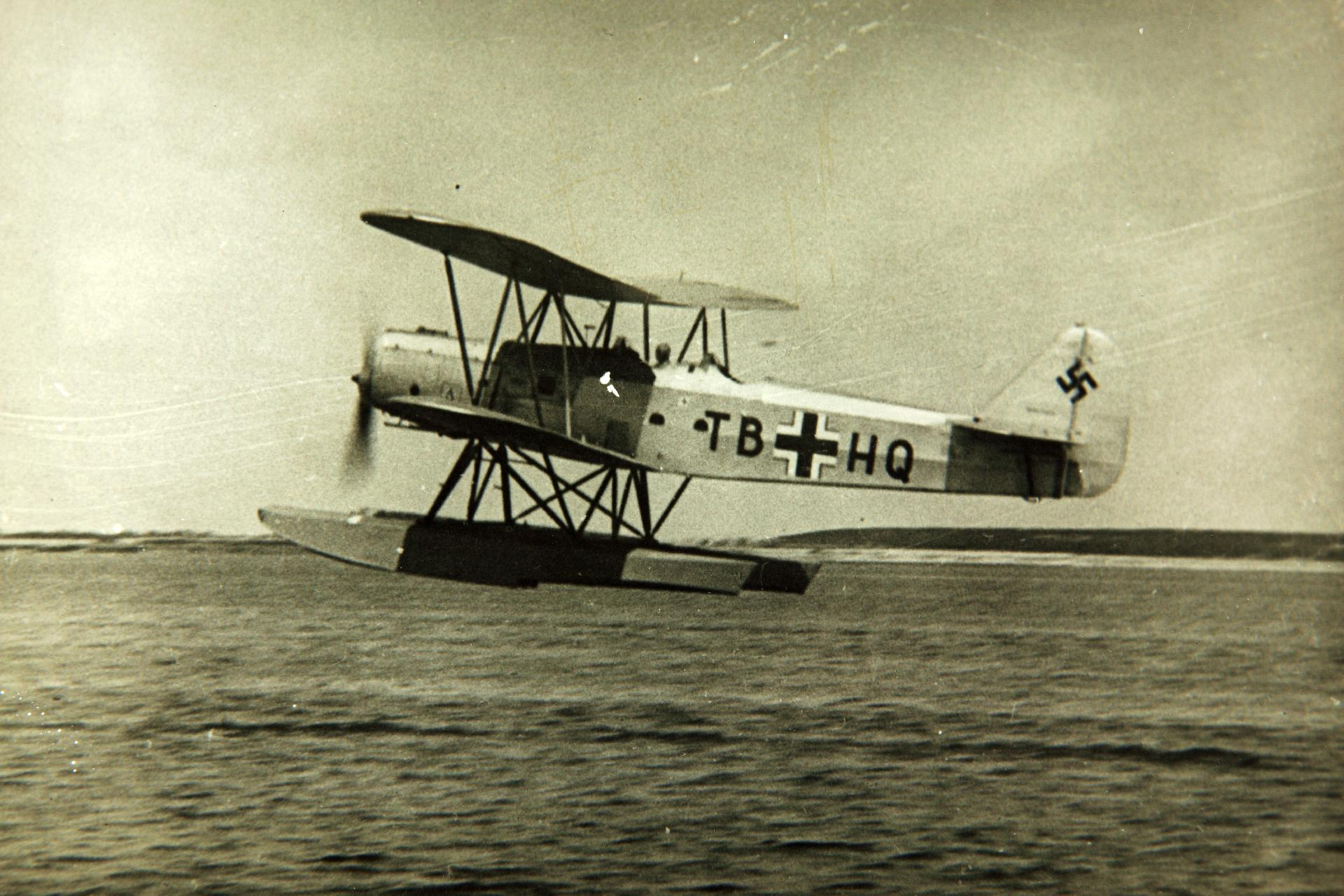
Heinkel He 42
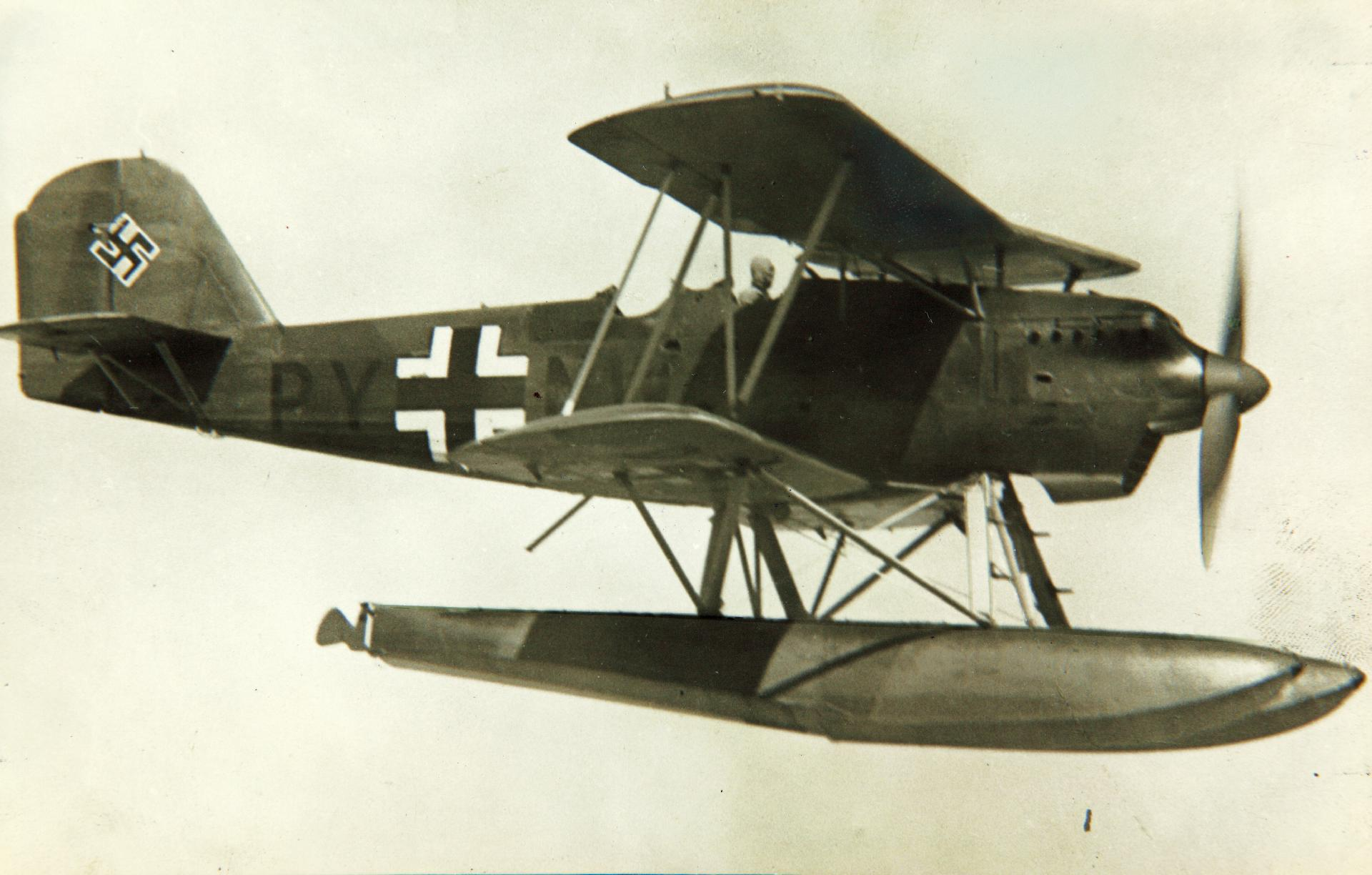
Heinkel He 60
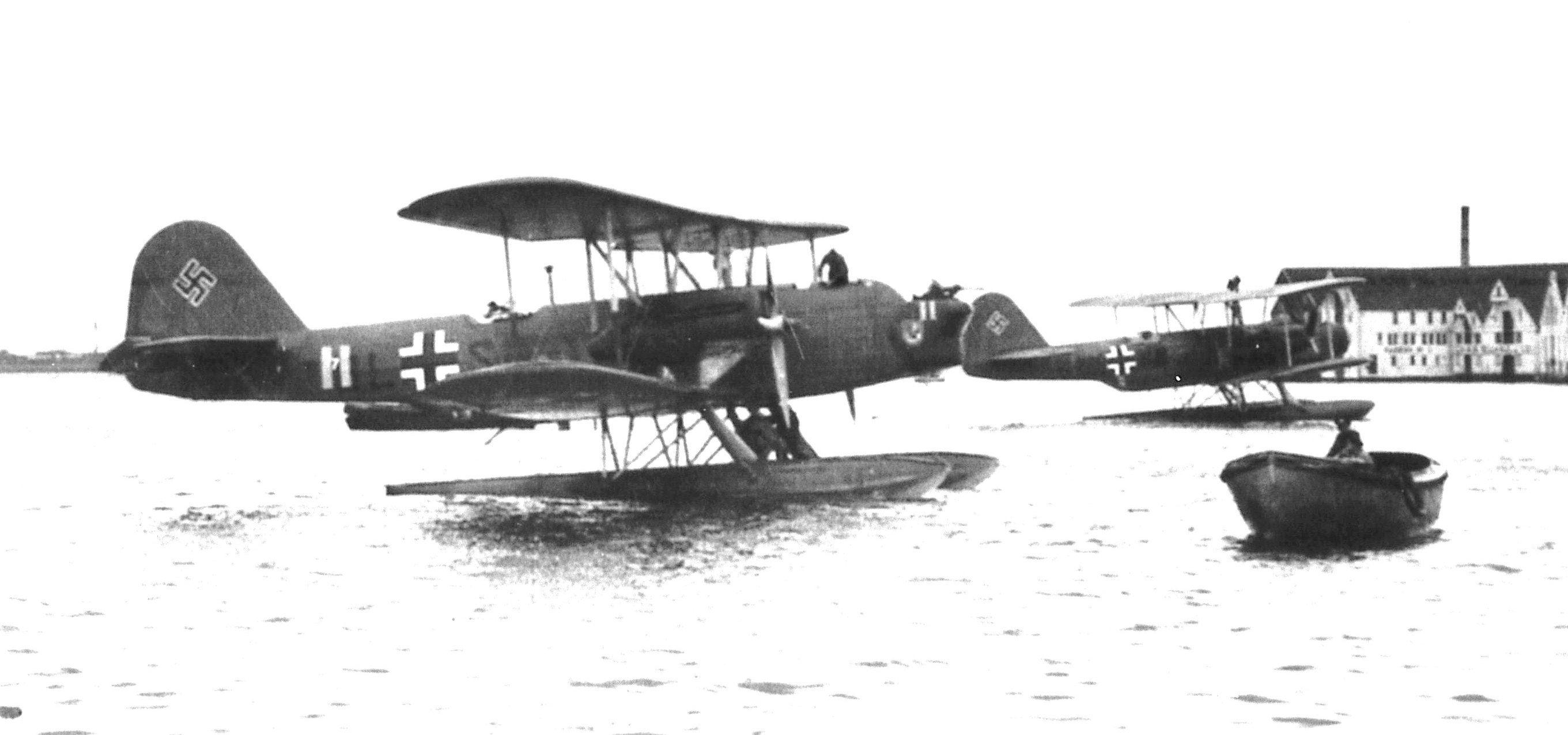
Heinkel He 59
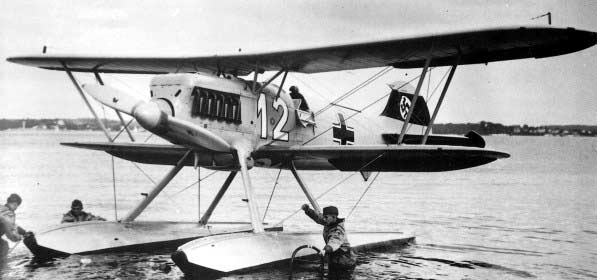
Heinkel He 51W
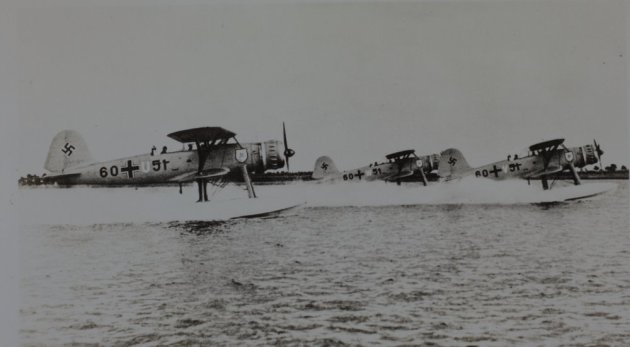
Heinkel He 114
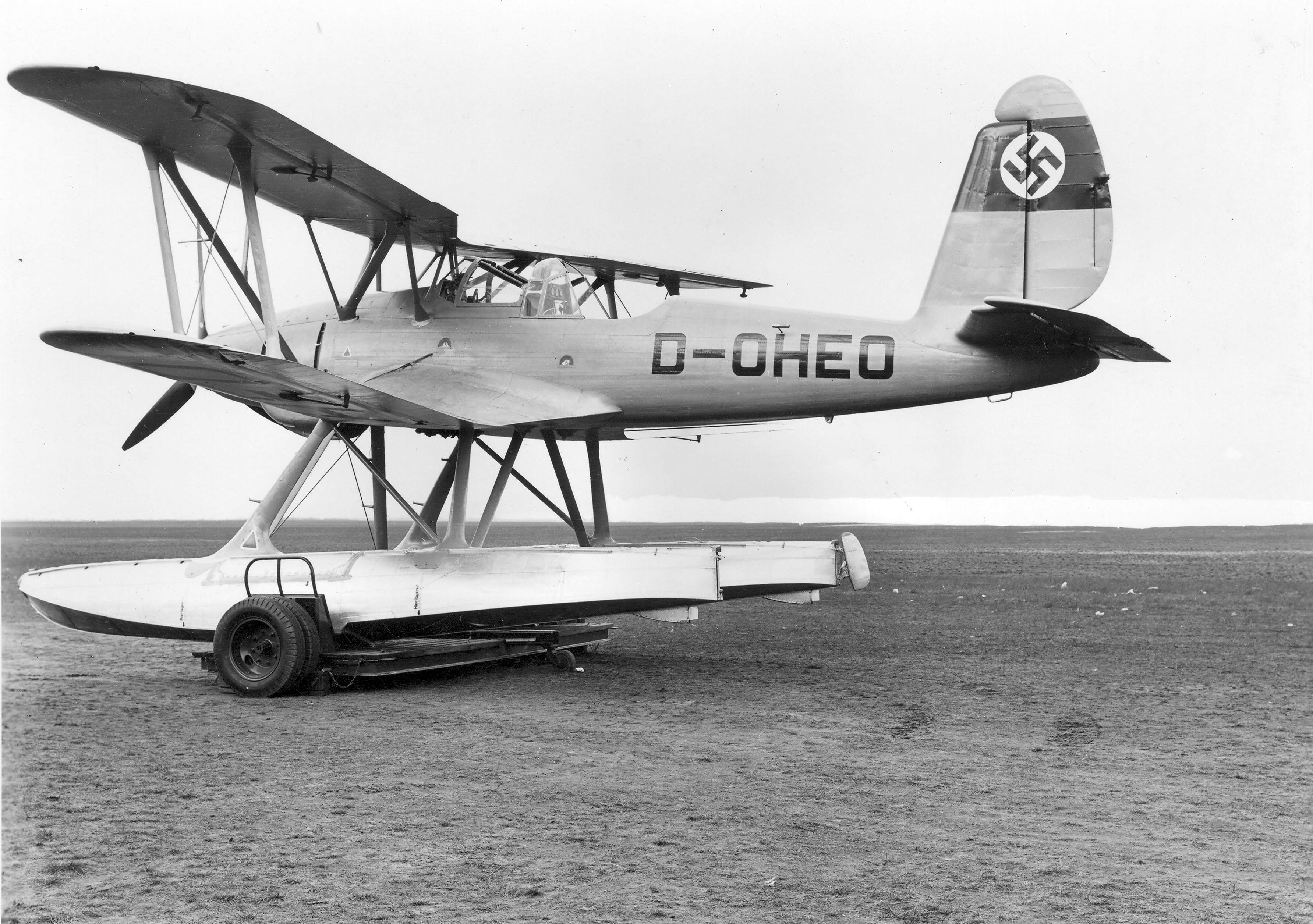
Arado Ar 95 V1
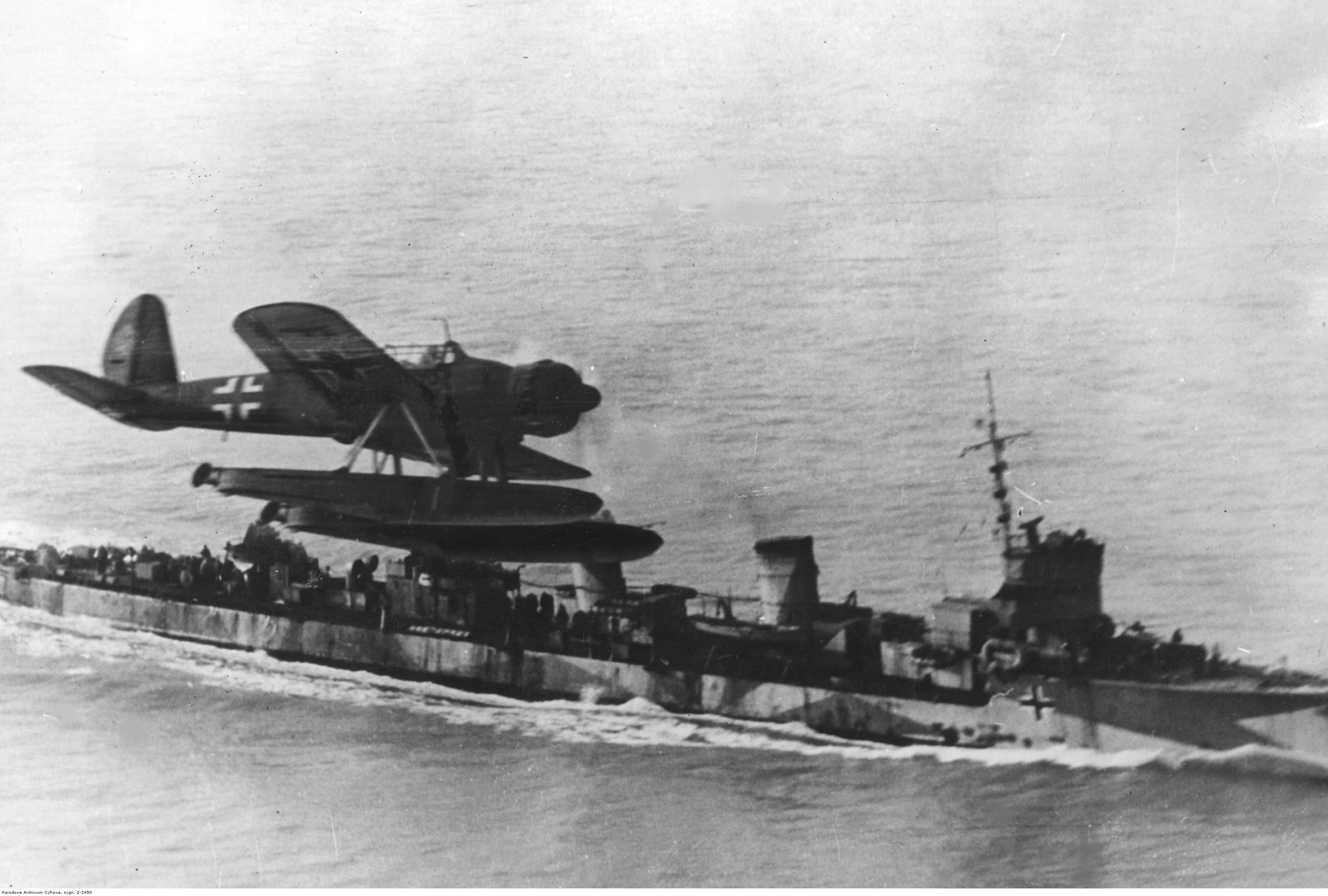
Arado Ar 196
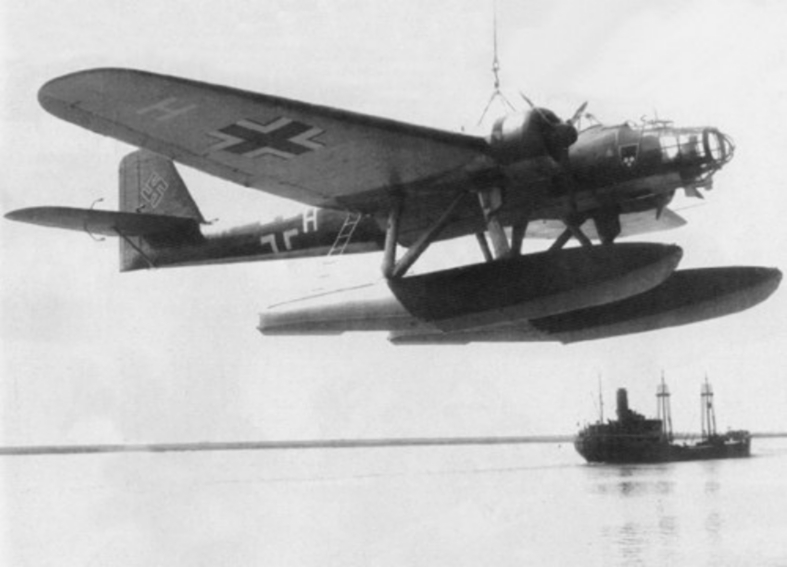
Heinkel He 115

Requirierte Lufthansa-Flugzeuge
- Junkers Ju 46 (1932) – katapultstartfähiges Postflugzeug
- Blohm & Voss Ha 139 (1936) – Transatlantik-Postflugzeug

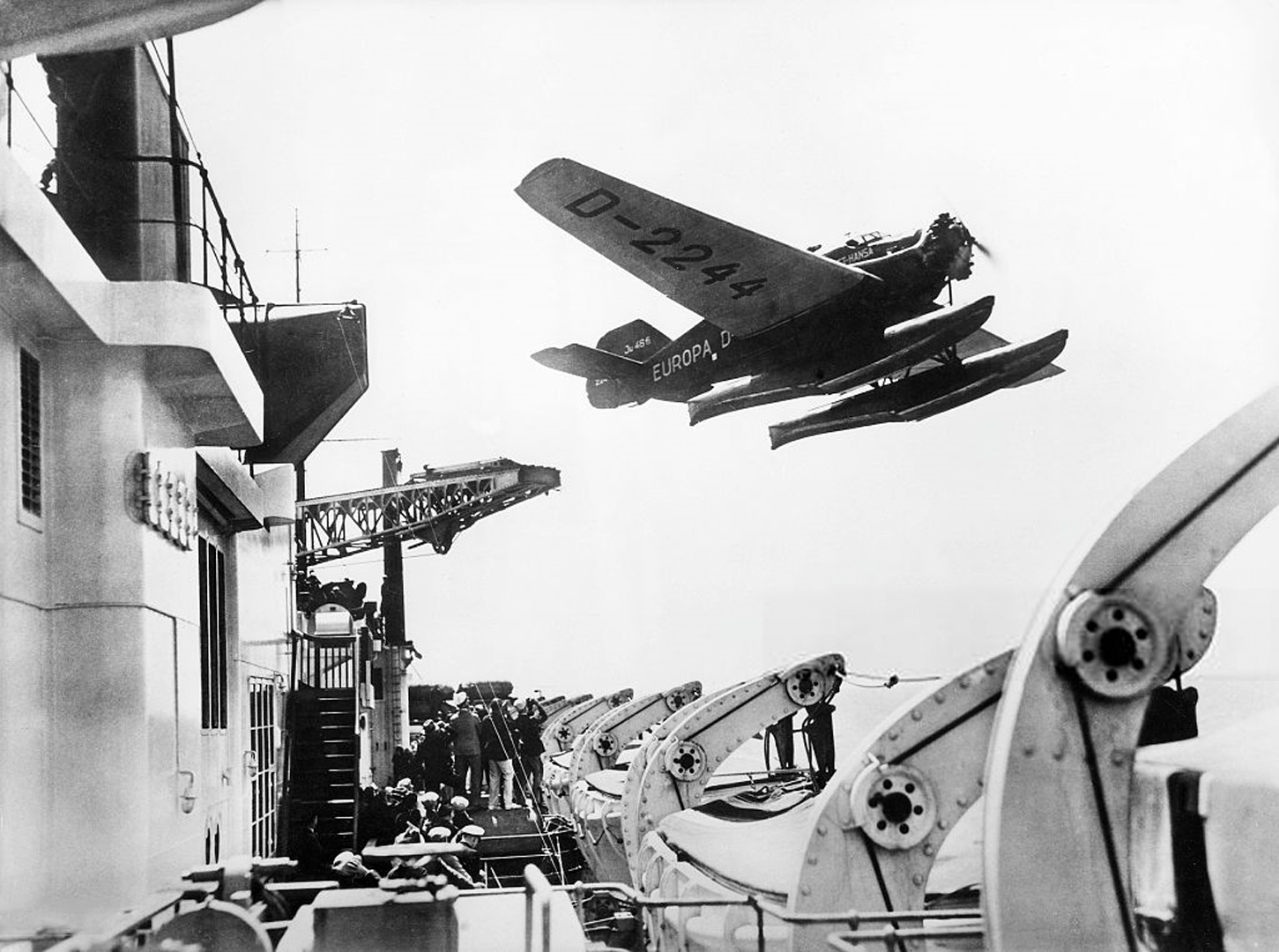
Junkers Ju 46
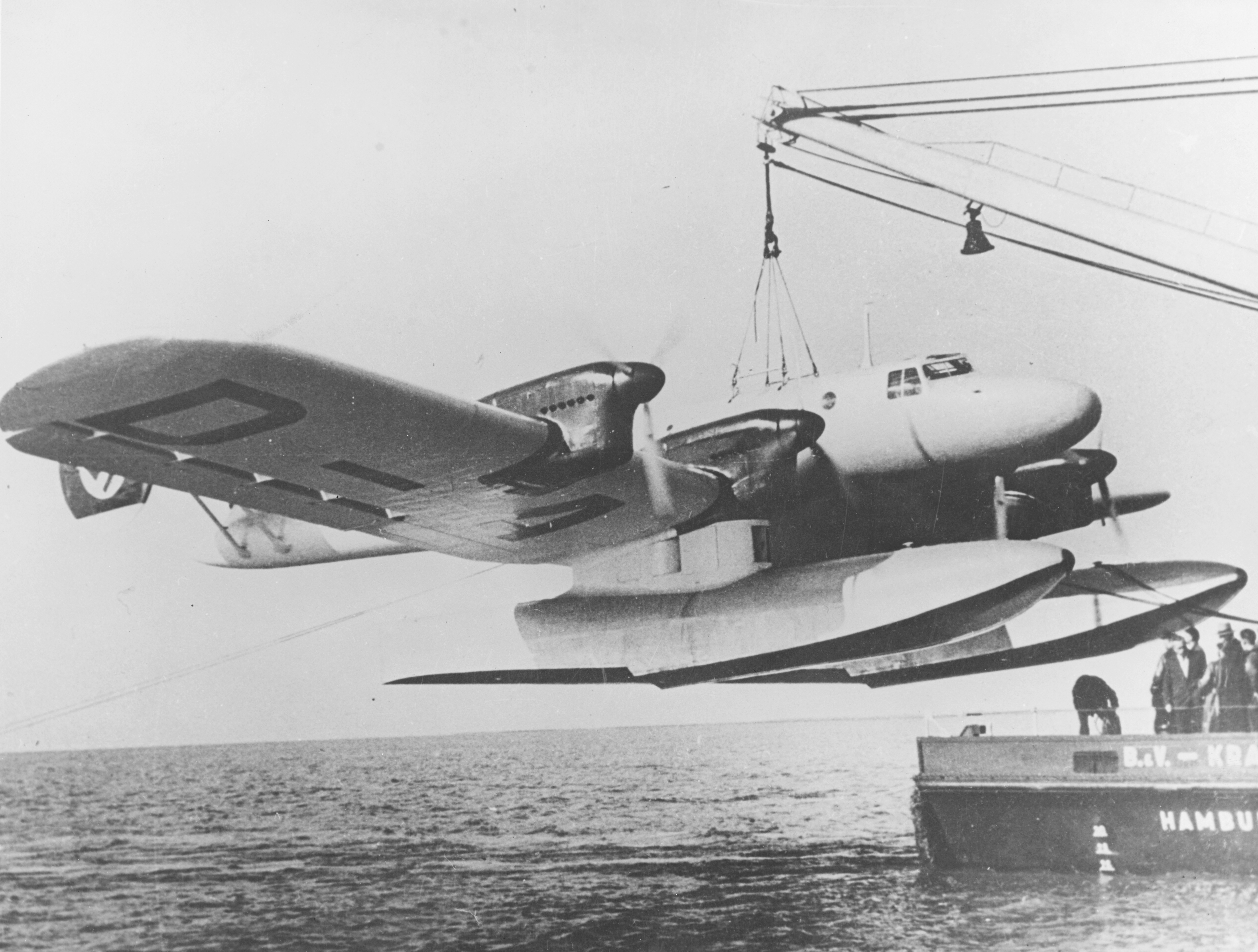
Blohm & Voss Ha 139

### Flugboote
Flugboote wurden von der Luftwaffe als Seefernaufklärer, für Seenot-Rettungsmissionen und Transportaufgaben eingesetzt.

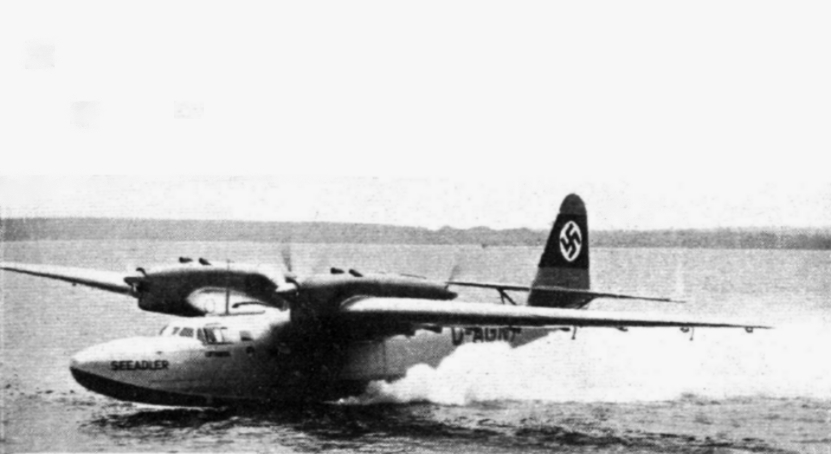
Dornier Do 16 (1933) – sog. „Militärwal“, ursprüngliche Bezeichnung Do J II
- Dornier Do 18 (1935)
- Dornier Do 24 (1937) – ursprünglich niederländische Bestellung, für Luftwaffe weitergebaut
- Blohm & Voss BV 138 (1937)
- Blohm & Voss BV 222 »Wiking« (1940)

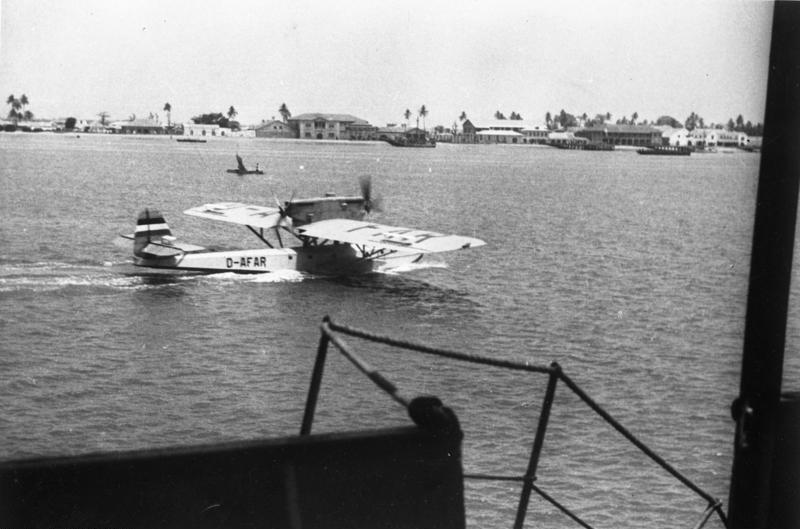
Dornier J II (Zivilflugzeug)
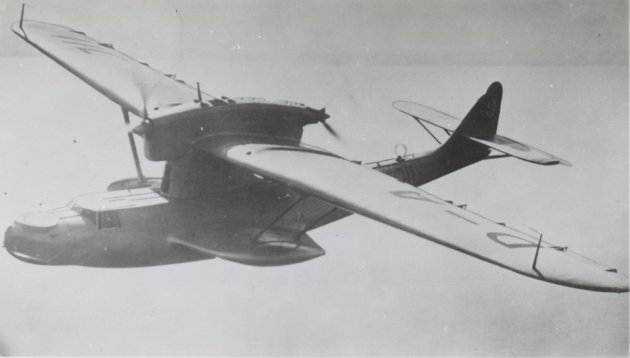
Dornier Do 18 (Zivilflugzeug)
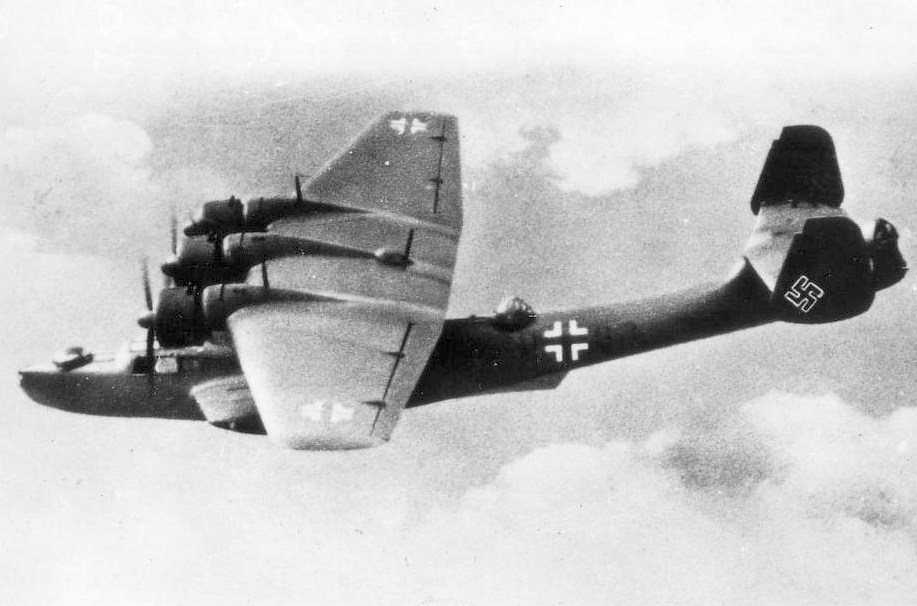
Dornier Do 24
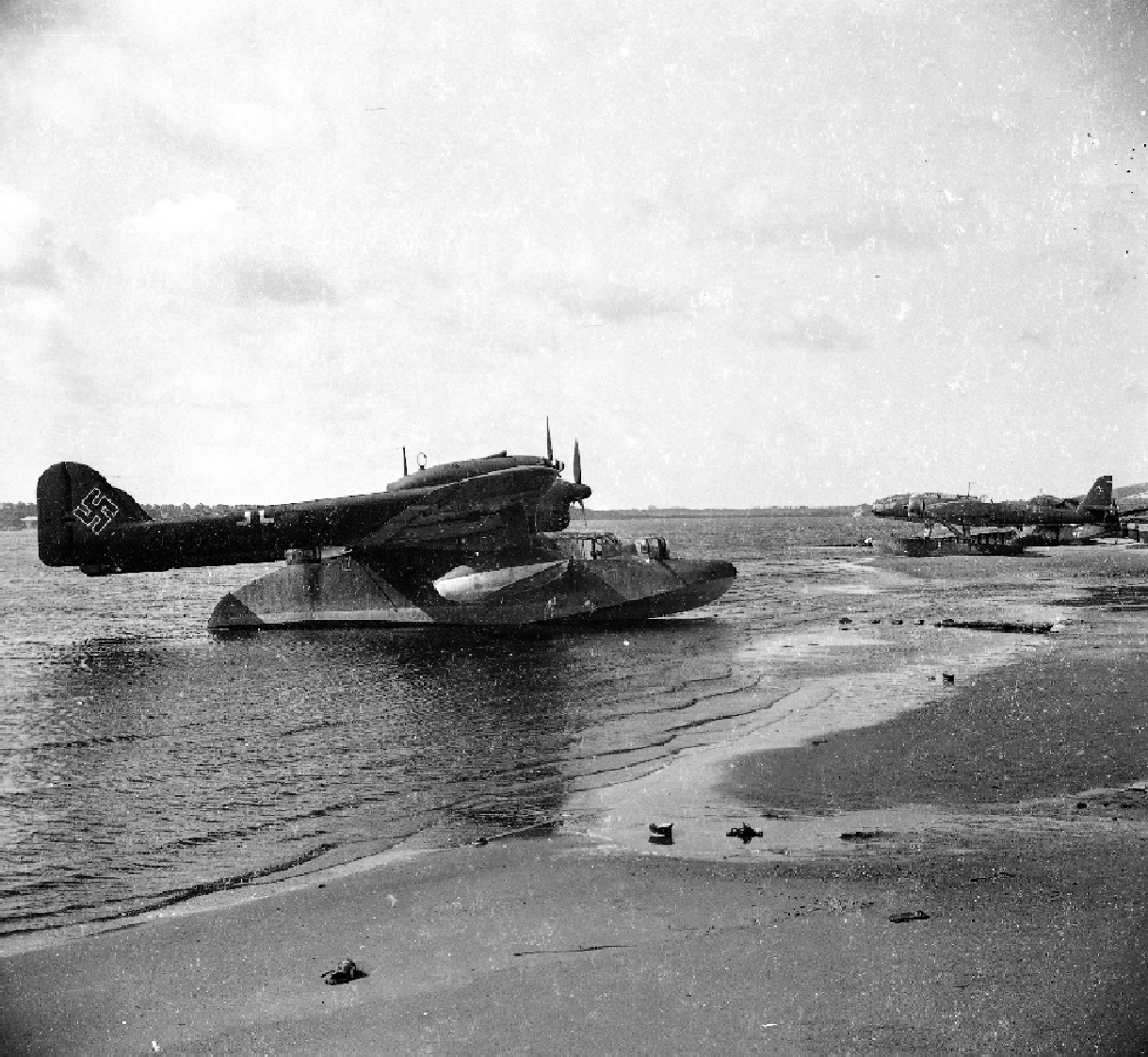
Blohm & Voss BV 138
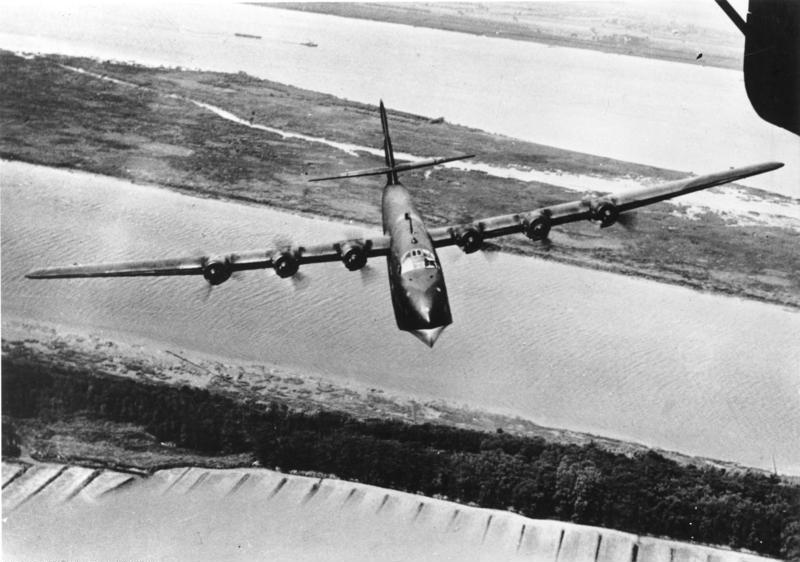
Blohm & Voss BV 222

Requirierte Lufthansa-Flugzeuge
- Dornier Do 26 (1938)

- Dornier Do 26

## Drehflügler

### Tragschrauber
- Focke-Wulf Fw 30 »Heuschrecke« (1933) – Lizenzbau der Cierva C.30
- Focke-Achgelis Fa 330 »Bachstelze« (1942) – Kleinsttragschrauber für den Einsatz auf U-Booten und Schiffen

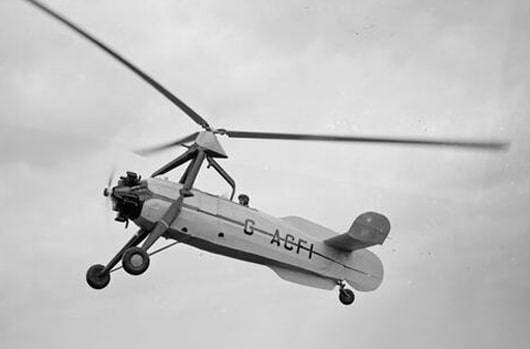
Cierva C.30
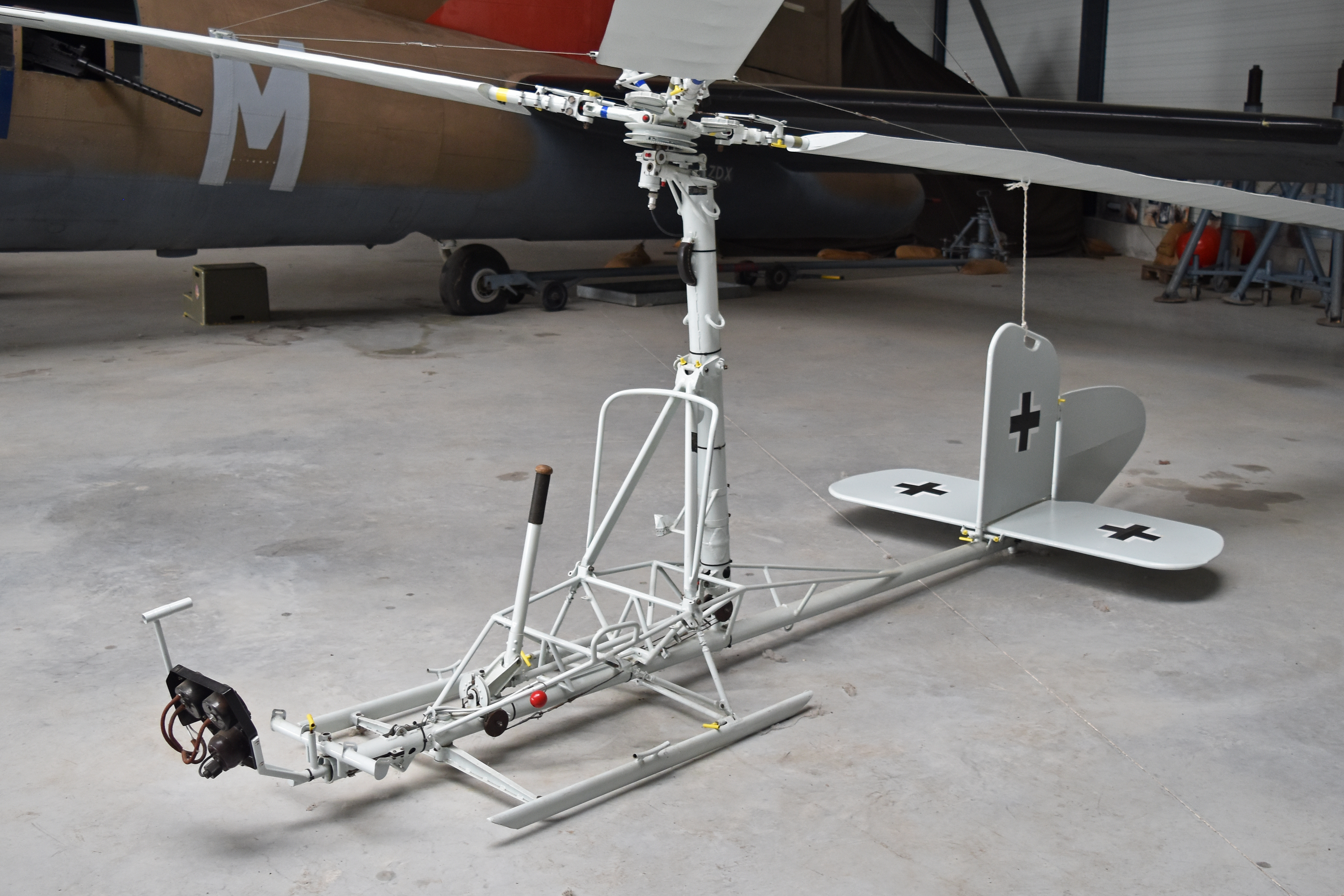
Focke-Achgelis Fa 330

### Hubschrauber
- Focke-Achgelis Fa 223 »Drachen« (1940)
- Flettner Fl 282 »Kolibri« (1941) – Aufklärer und Borderkunder mit Flettner-Doppelrotor

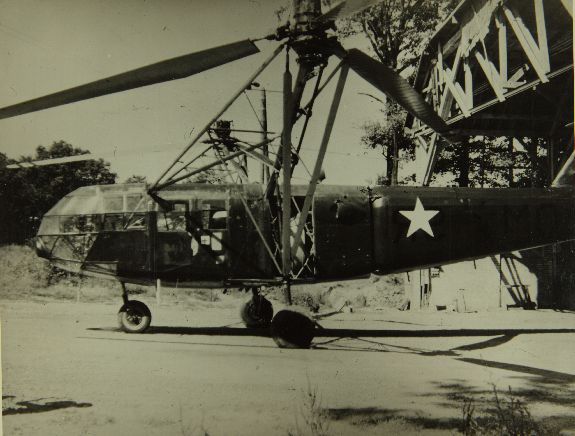
Focke-Achgelis Fa 223, Evaluation bei der US Army
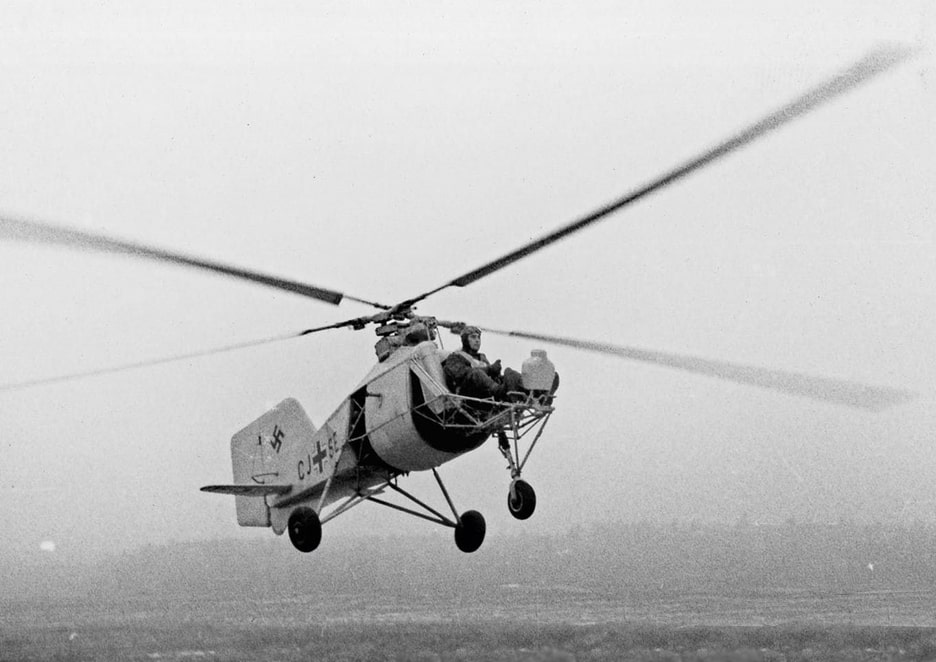
Flettner Fl 282

## Versuchsmuster und Prototypen

### Jagdflugzeuge
Einmotorige Jäger
- Heinkel He 49 (1932) – Einzelstück, zur He 51 weiterentwickelt
- Arado Ar 67 (1933) – Einzelstück, Versuchsträger für den Rolls-Royce Kestrel
- Arado Ar 80 (1935) – unterlegenes Konkurrenzmuster der Bf 109
- Focke-Wulf Fw 159 (1935) – unterlegenes Konkurrenzmuster der Bf 109
- Heinkel He 100 (1938) – zu Propagandazwecken auch als He 113 bezeichnet, Vorserie gebaut
- Fieseler-Škoda FiSk 199 (1942) – zum Tragen einer 500-kg-Bombe modifizierte Bf 109
- Messerschmitt Me 309 (1942)
- Messerschmitt Me 209 (1943) – Weiterentwicklung der Bf 109, Zweitverwendung der Bezeichnung
- Blohm & Voss BV 155 (1945) – Höhenjäger

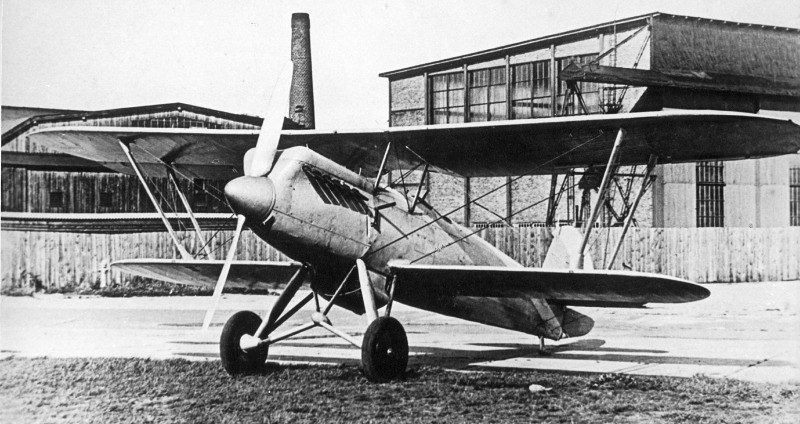
Heinkel He 49
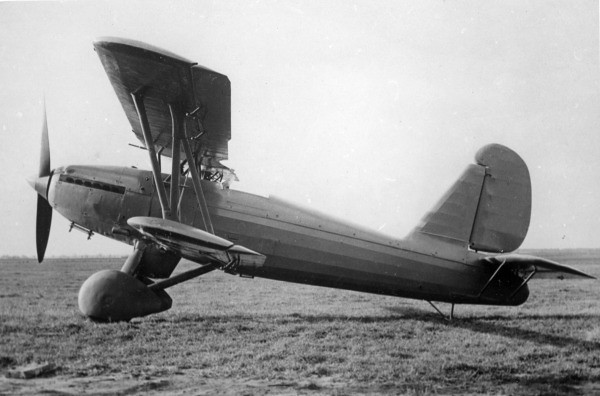
Arado Ar 67
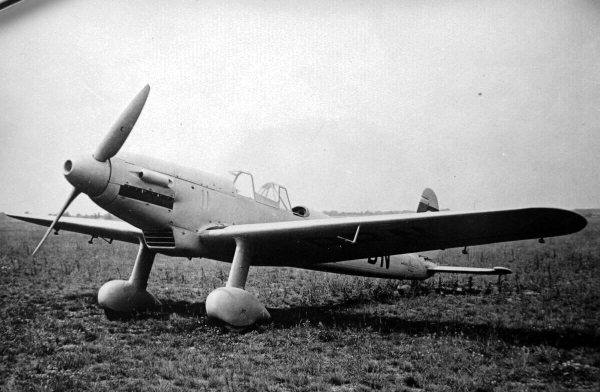
Arado Ar 80 V2
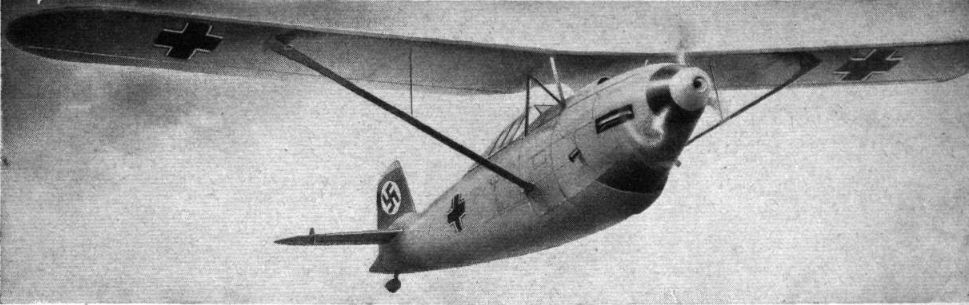
Focke-Wulf Fw 159
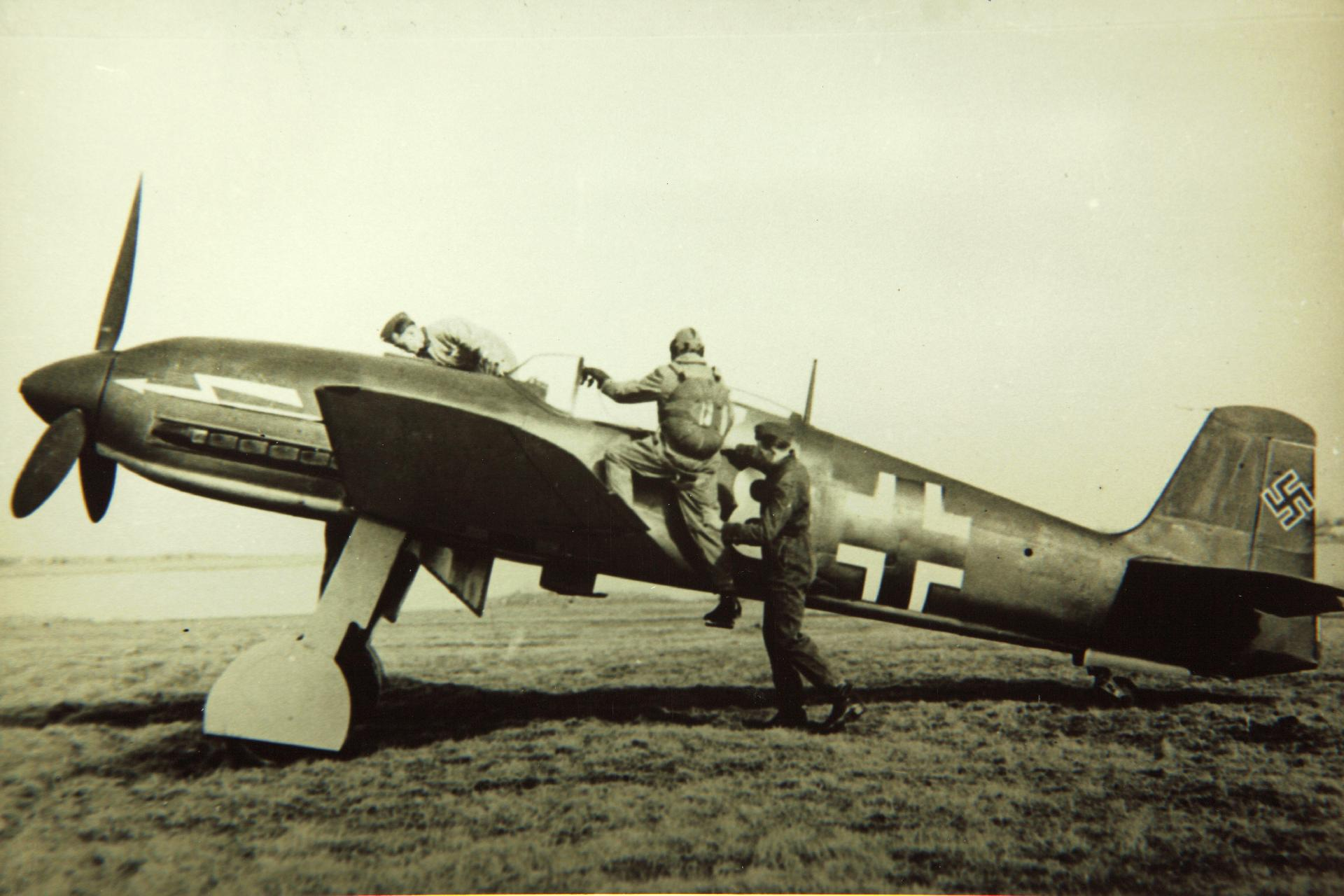
Heinkel He 100
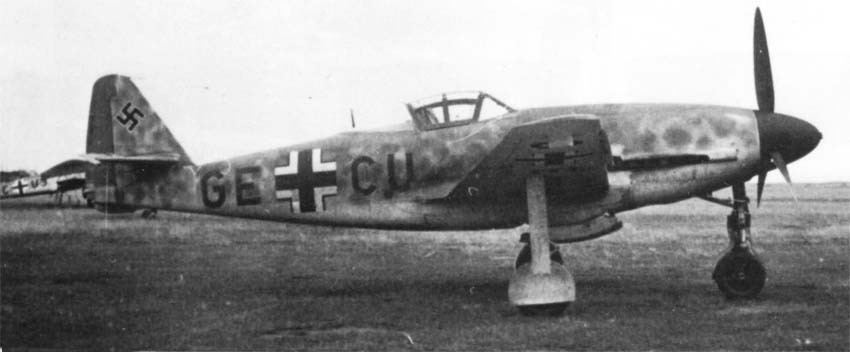
Messerschmitt Me 309
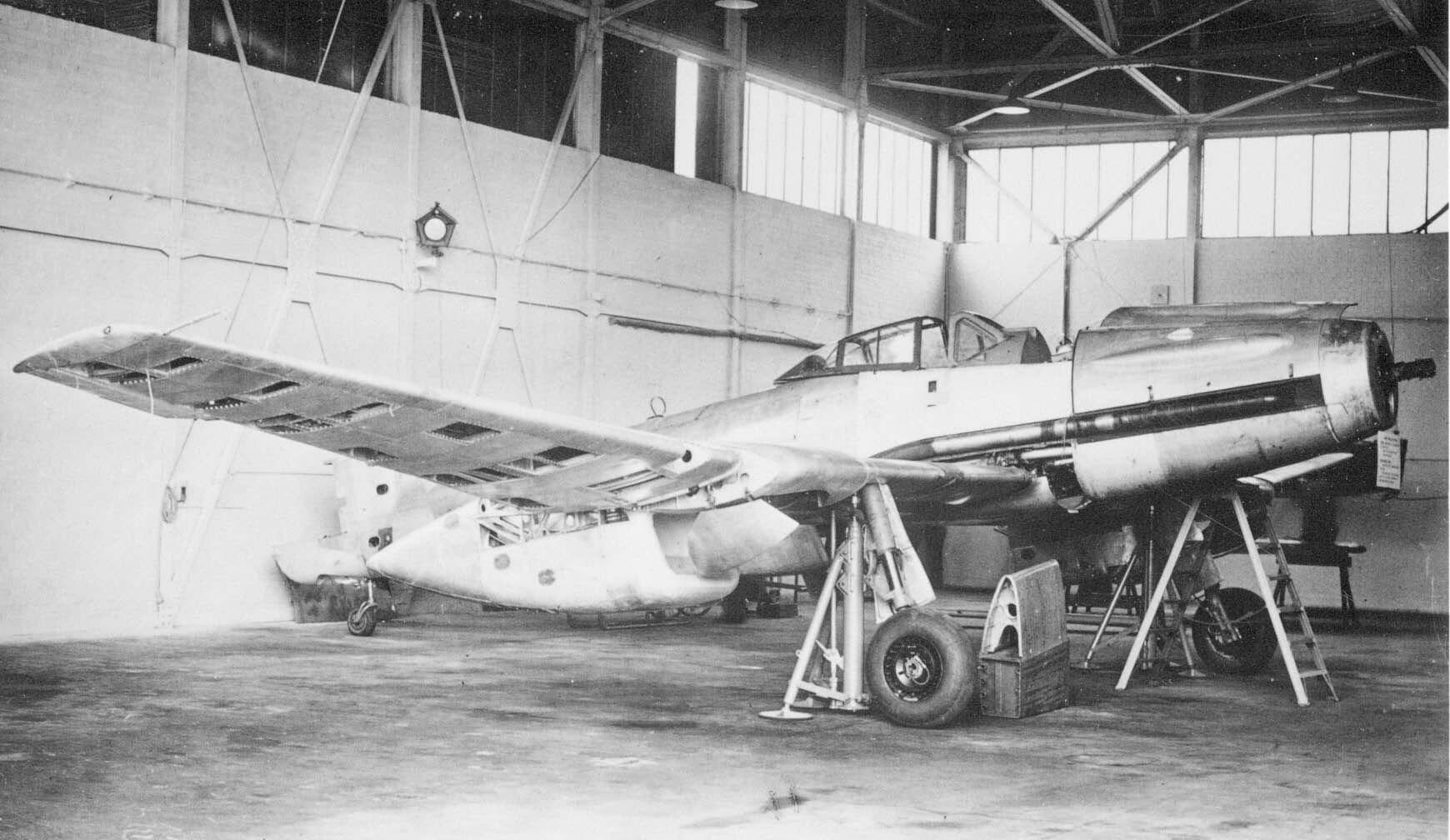
Blohm & Voss BV 155 V2

Mehrmotorige Jäger
- Focke-Wulf Fw 57 (1936) – unterlegenes Konkurrenzmuster der Bf 110
- Henschel Hs 124 (1936) – unterlegenes Konkurrenzmuster der Bf 110
- Focke-Wulf Fw 187 (1937) »Falke«
- Arado Ar 240 (1940)

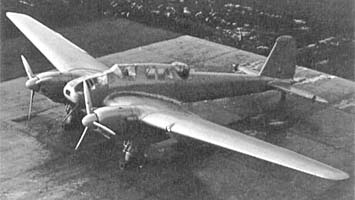
Focke-Wulf Fw 57
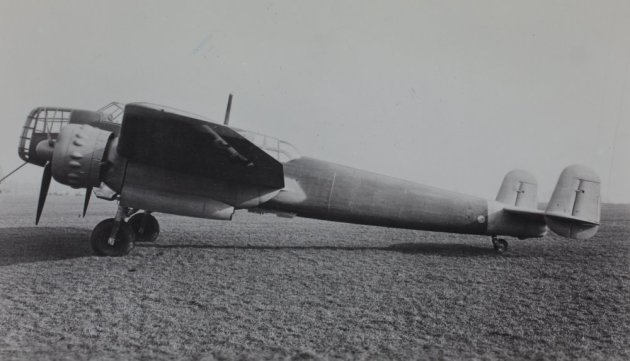
Henschel Hs 124 V2
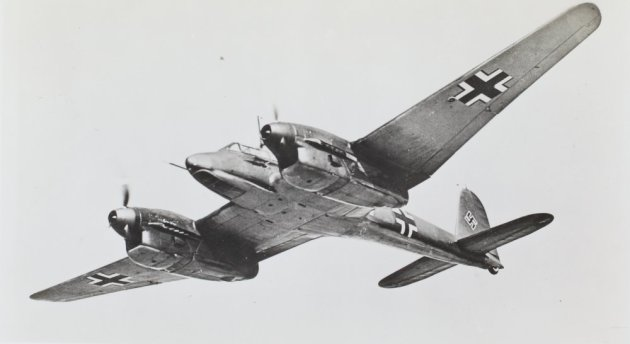
Focke Wulf Fw 187
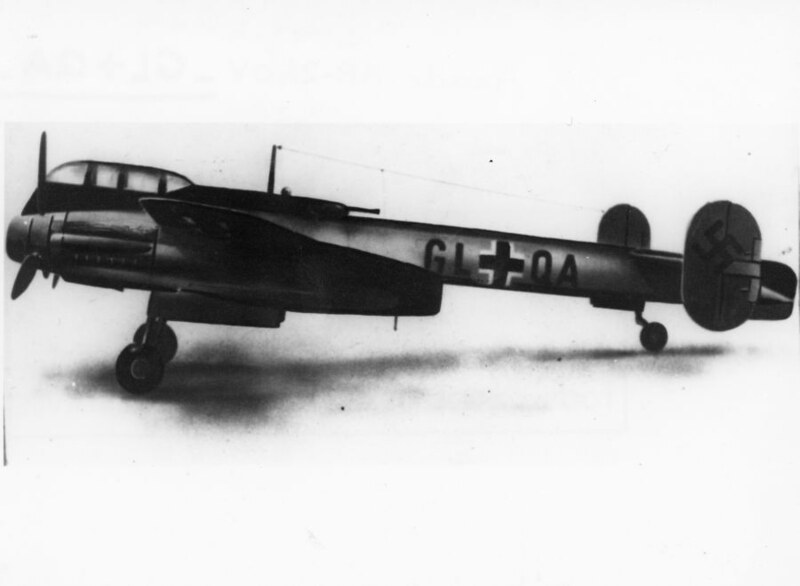
Arado Ar 240

Strahljäger
- Heinkel He 280 (1941) – Entwicklung zugunsten der Me 262 eingestellt
- Messerschmitt Me 328 (1942) – Antrieb durch zwei Pulsstrahlrohre
- Junkers Ju 248 (1944) – Raketen-Abfangjäger, Weiterentwicklung der Me 163
- Bachem Ba 349 »Natter« (1945) – senkrecht startender Raketen-Abfangjäger, Holzkonstruktion
- Horten Ho 229 (1945) – Nurflügler, Projektbezeichnung Horten Ho IX

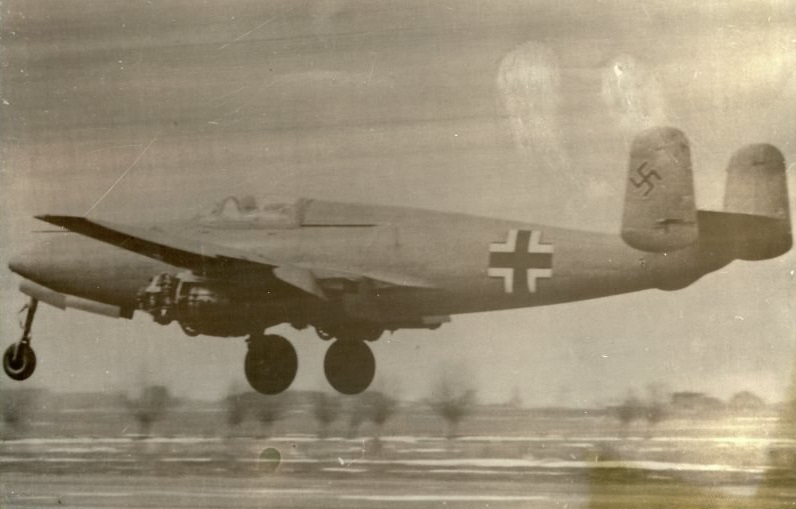
Heinkel He 280 V2 (ohne Motorverkleidung)
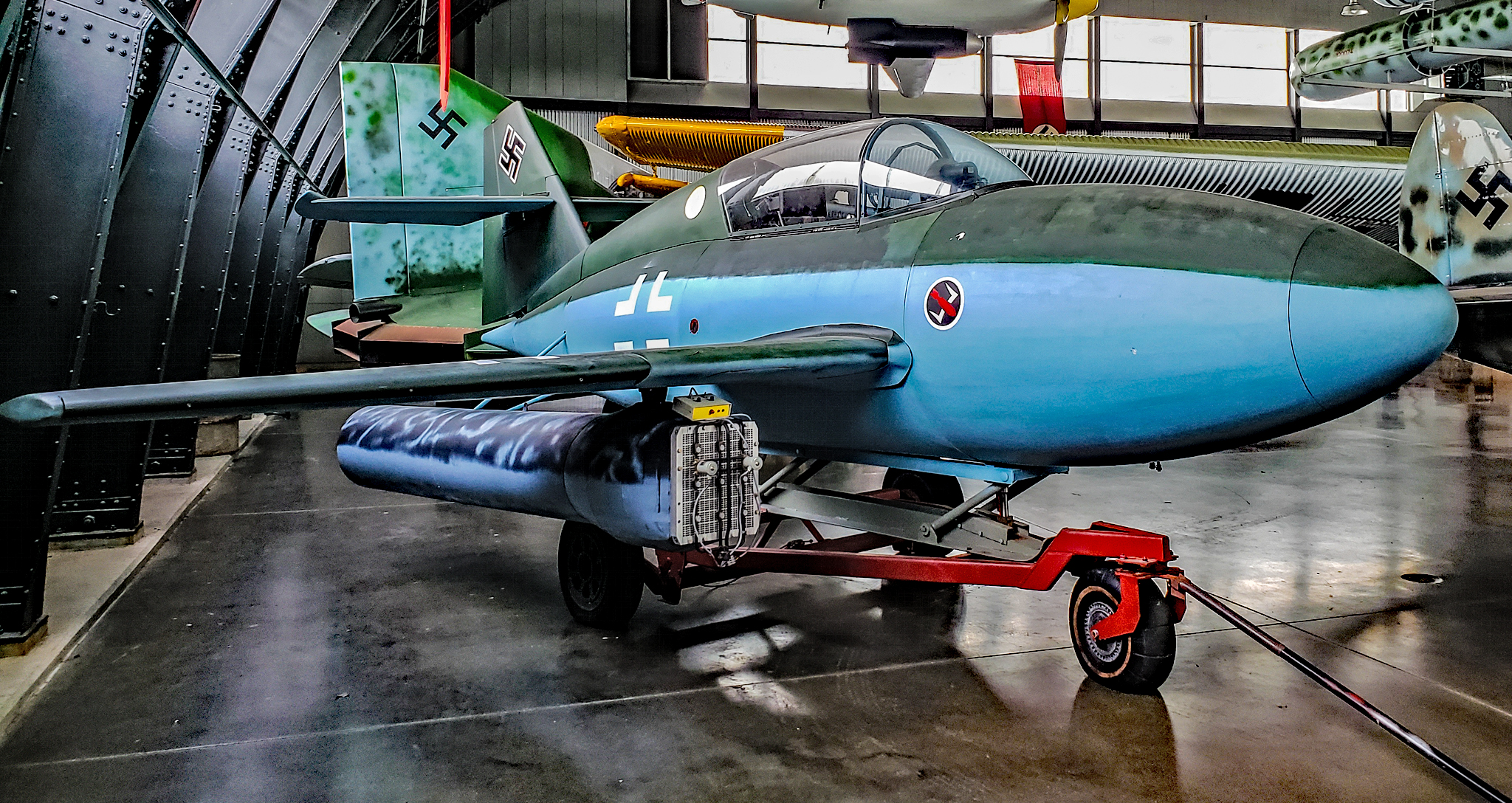
Messerschmitt Me 328 (Replica)
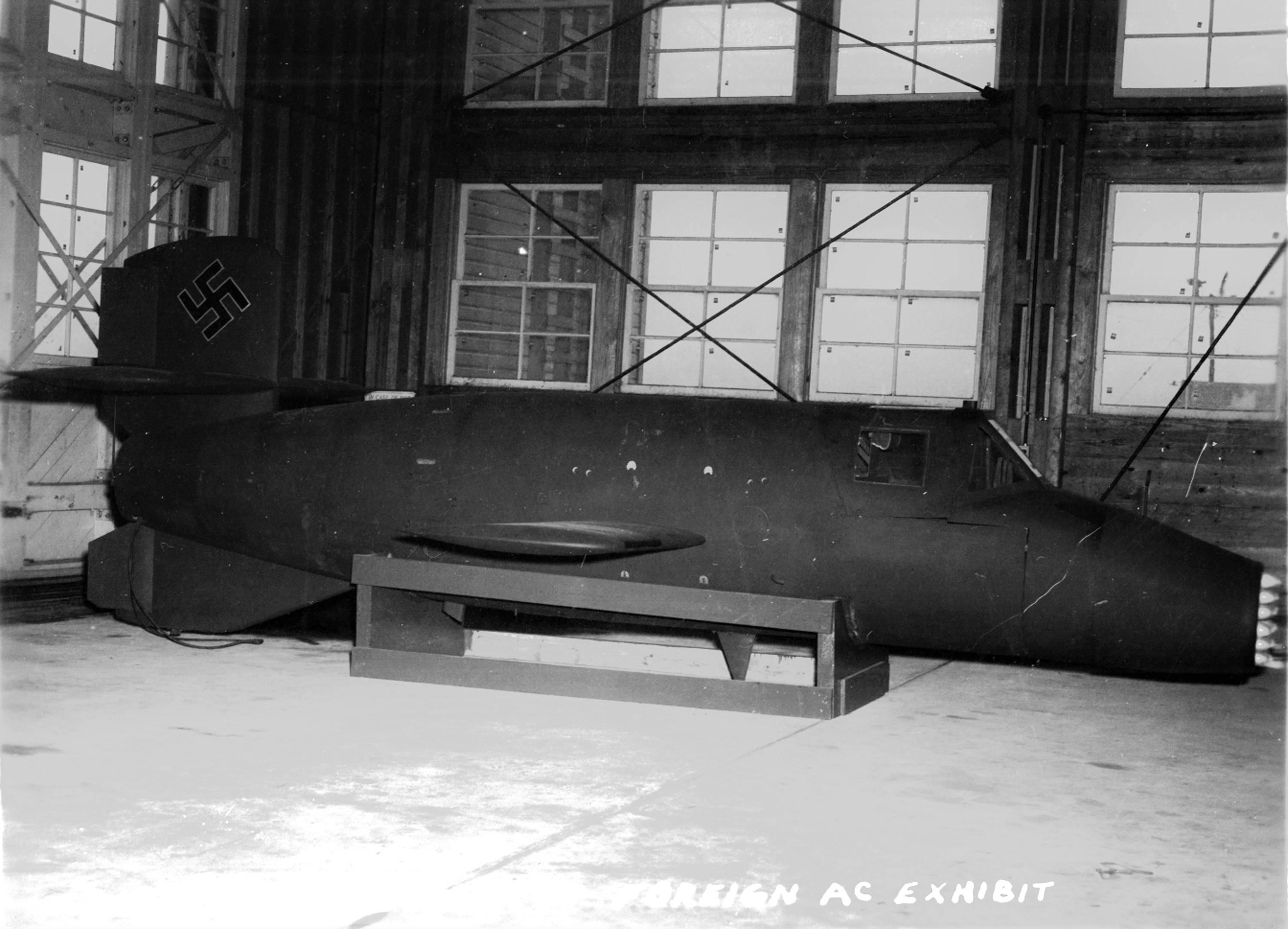
Bachem Ba 349
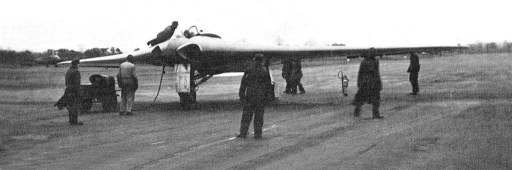
Horten Ho IX V2

Antriebslose Jagdgleiter
- Blohm & Voss BV 40 (1944)

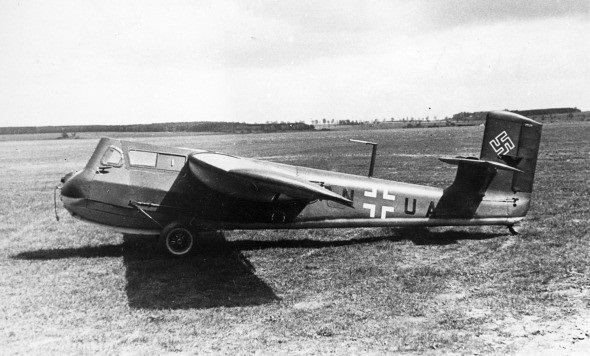
Blohm & Voss BV 40

### Bombenflugzeuge
Sturzkampfbomber und Erdkampfflugzeuge
- Blohm & Voss Ha 137 (1935) – unterlegenes Konkurrenzmuster der Hs 123
- Fieseler Fi 98 (1935) – unterlegenes Konkurrenzmuster der Hs 123
- Arado Ar 81 (1935) – unterlegenes Konkurrenzmuster der Ju 87
- Heinkel He 118 (1935) – unterlegenes Konkurrenzmuster der Ju 87

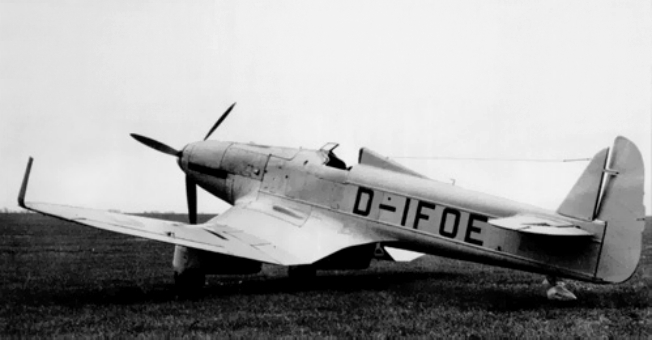
Blohm & Voss Ha 137
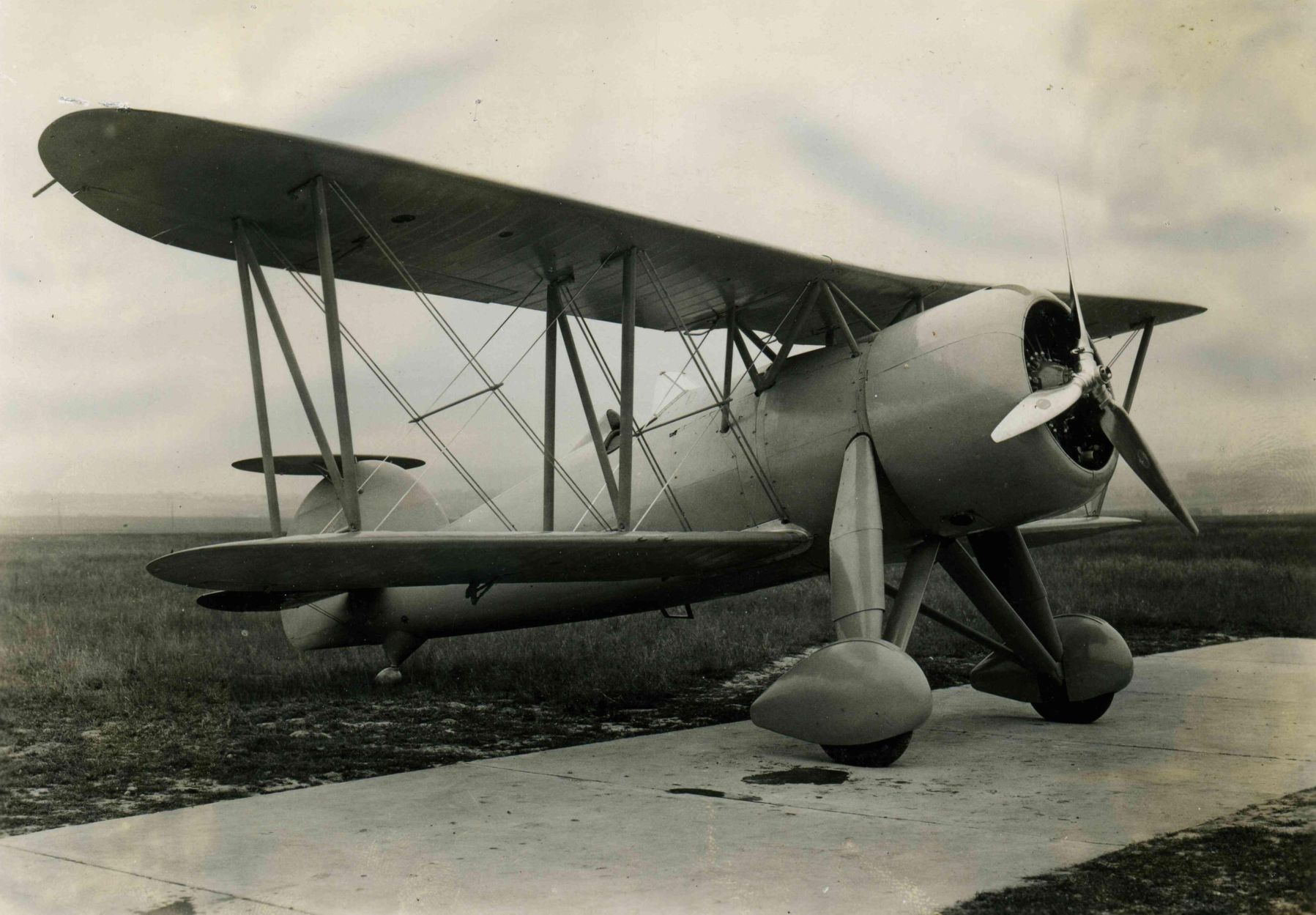
Fieseler Fi 98
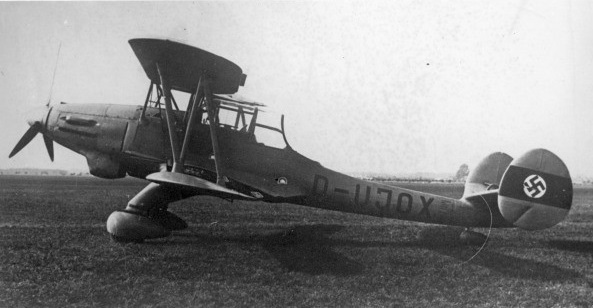
Arado Ar 81 V1
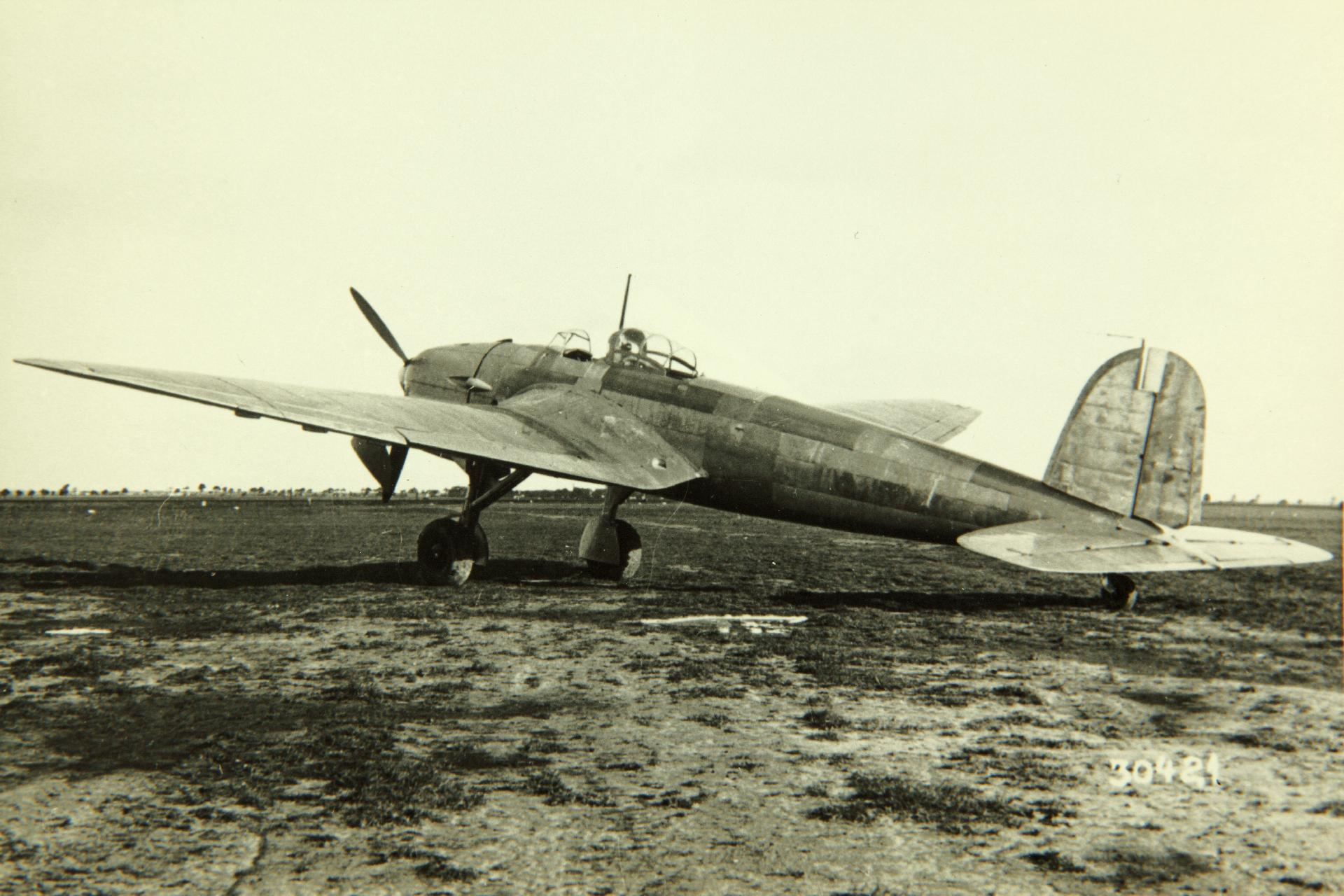
Heinkel He 118

Mittlere Bomber
- Messerschmitt Bf 162 »Jaguar« (1937) – unterlegenes Konkurrenzmuster der Ju 88
- Henschel Hs 127 (1937) – unterlegenes Konkurrenzmuster der Ju 88
- Junkers Ju 288 (1940) – Junkers-Entwurf für den „Bomber B“
- Focke-Wulf Fw 191 (1942) – Focke-Wulf-Entwurf für den „Bomber B“
- Dornier Do 317 (1943) – Dornier-Entwurf für den „Bomber B“

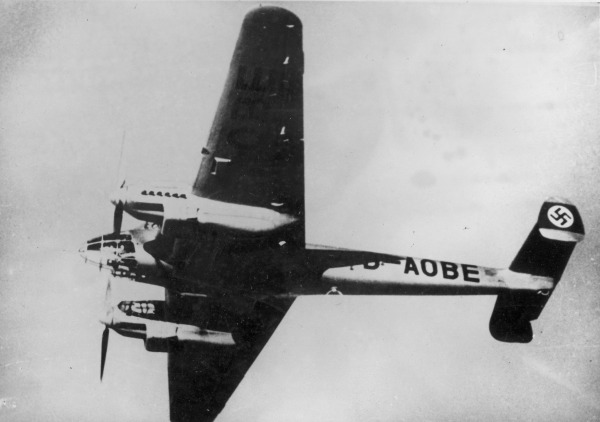
Messerschmitt Bf 162 V2
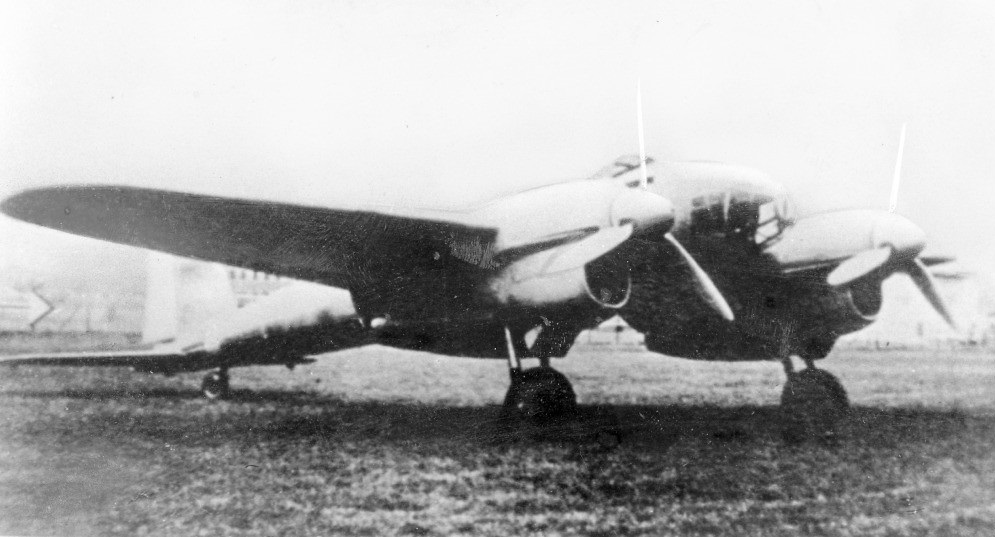
Henschel Hs 127 V1
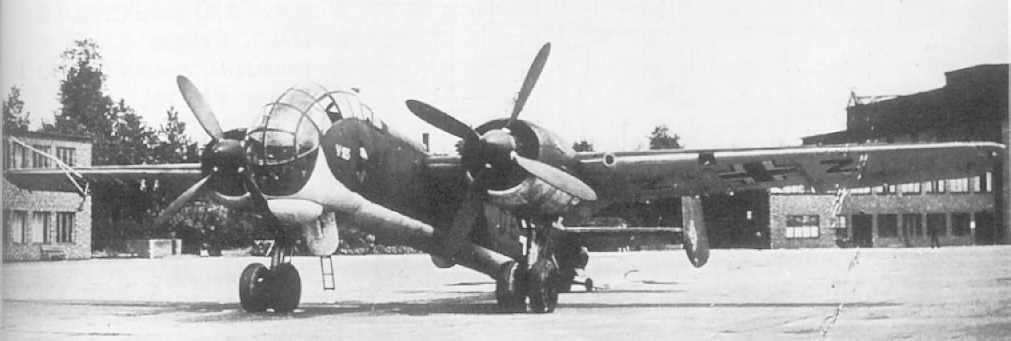
Junkers Ju 288
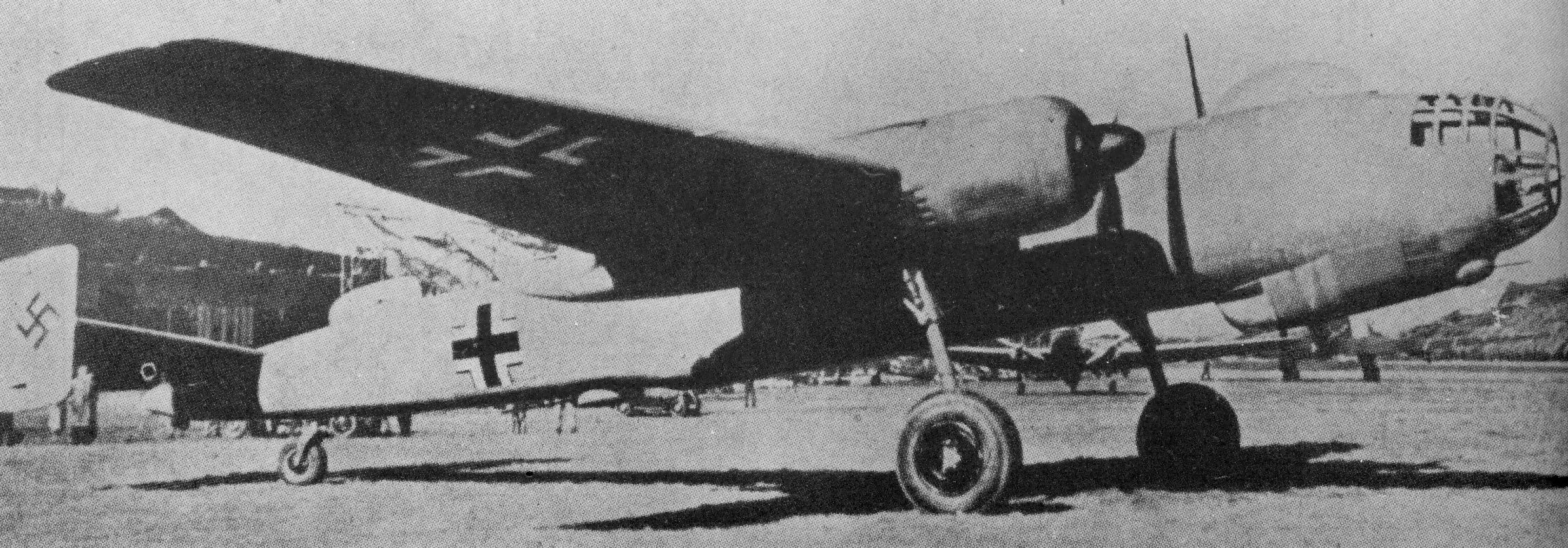
Focke-Wulf Fw 191
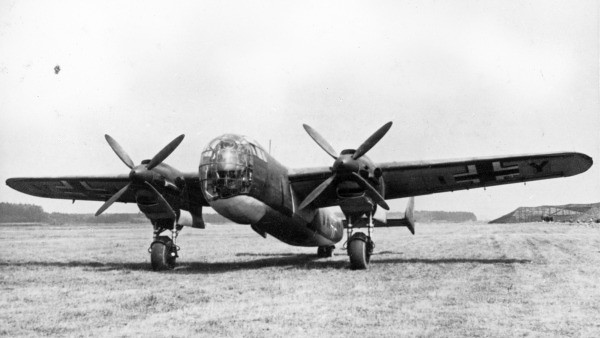
Dornier Do 317

Schwere Bomber
- Dornier Do 19 (1936) – Dornier-Entwurf für den sog. „Uralbomber“
- Junkers Ju 89 (1937) – Junkers-Entwurf für den sog. „Uralbomber“
- Heinkel He 177 (1939) – viermotorige Variante He 177 B (um 1944) aus Umbau
- Messerschmitt Me 264 (1942) – Messerschmitt-Entwurf für den sog. „Amerikabomber“
- Junkers Ju 390 (1943) – Junkers-Entwurf für den sog. „Amerikabomber“
- Junkers Ju 488 – Höhenbomber, Prototypen 1944 vor Erstflug zerstört
- Heinkel He 274 (1945) – Höhenbomber, Erstflug nach Kriegsende in Frankreich

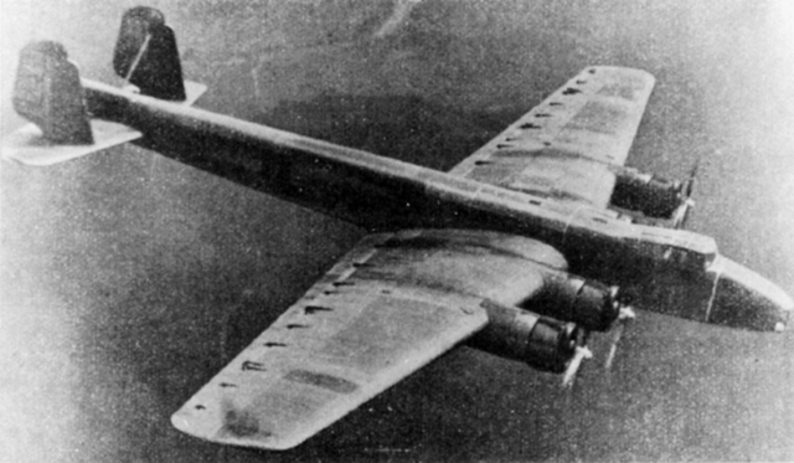
Dornier Do 19
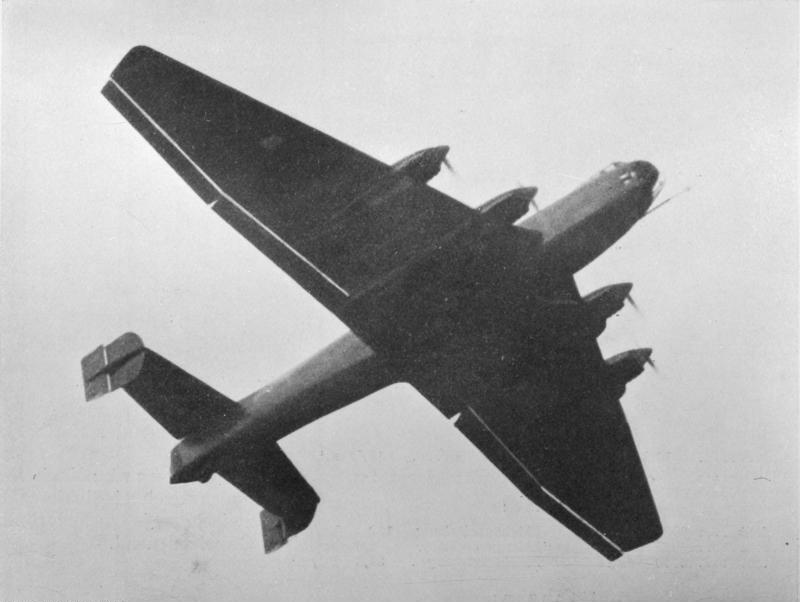
Junkers Ju 89
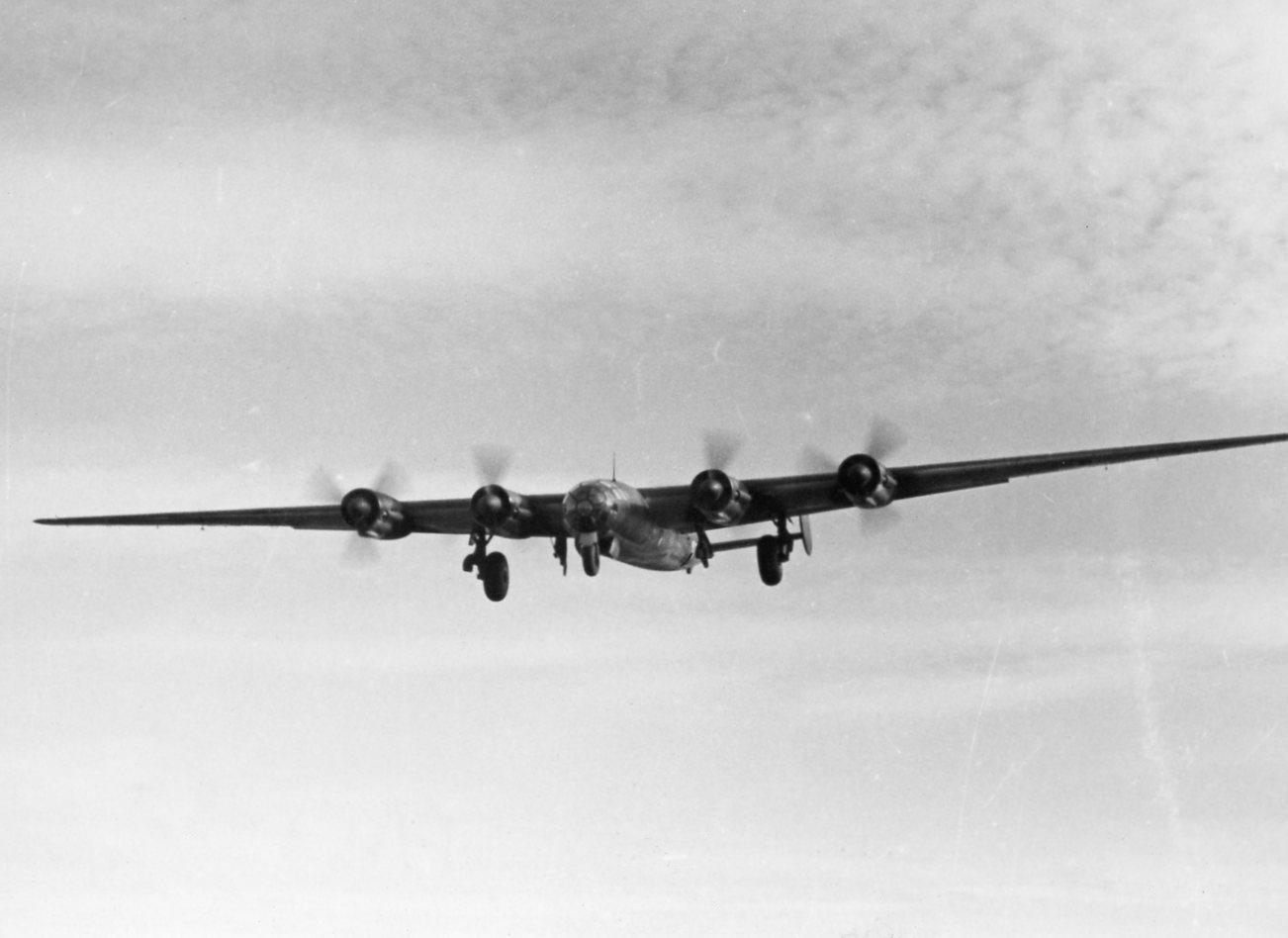
Messerschmitt Me 264 V1
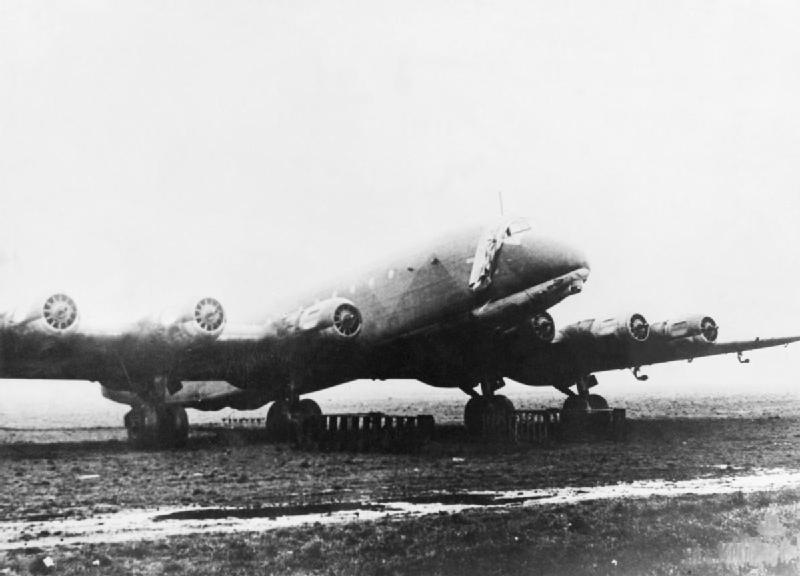
Junkers Ju 390

Strahlgetriebene Bomber
- Junkers Ju 287 (1944)
- Henschel Hs 132 – Sturzkampfbomber, Erstflug für Juni 1945 geplant

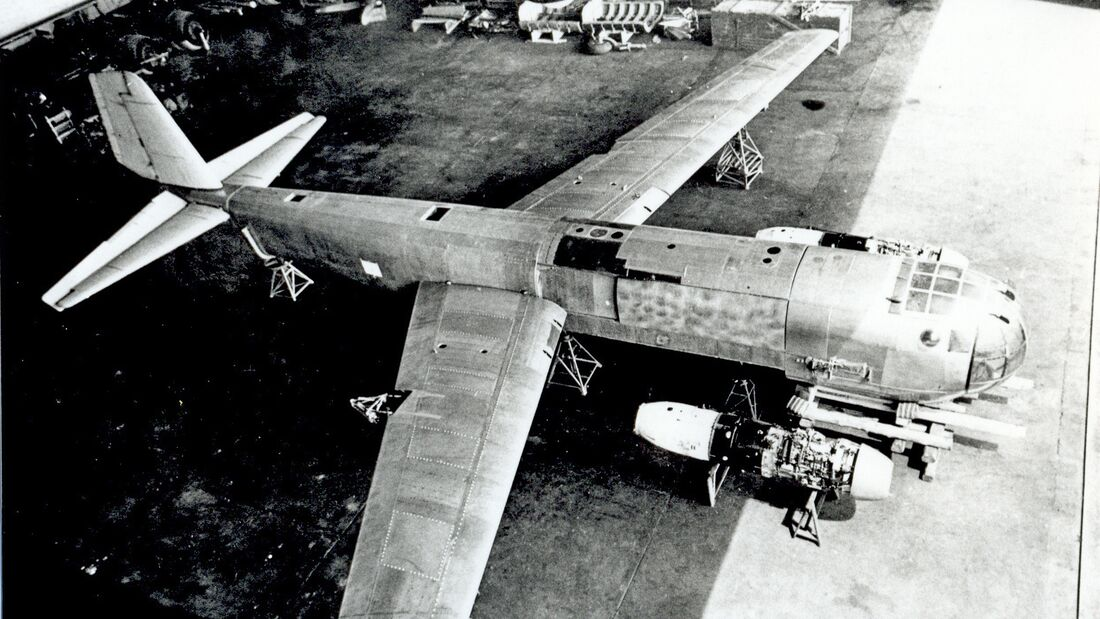
Junkers Ju 287 V1
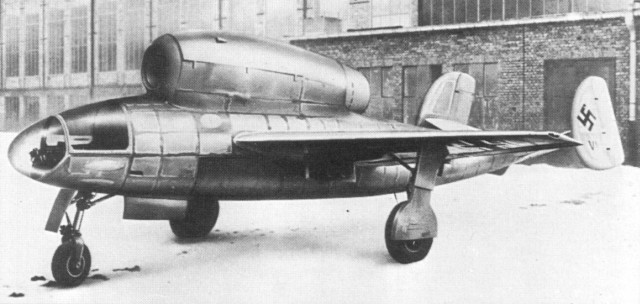
Henschel Hs 132

### Aufklärungsflugzeuge
Nahaufklärer
- Henschel Hs 122 (1934) – Vorserie gebaut, zur Hs 126 weiterentwickelt
- Arado Ar 198 (1938) – unterlegenes Konkurrenzmuster der Fw 189

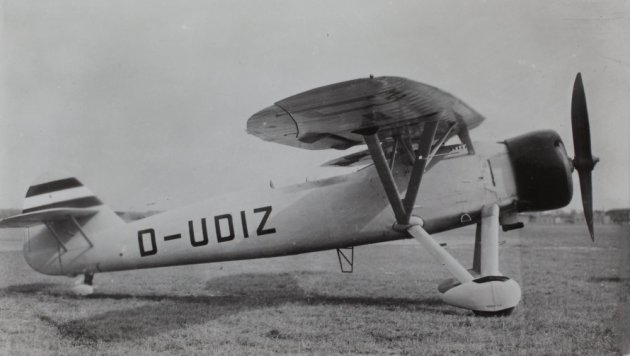
Henschel Hs 122 V3

Fernaufklärer
- Heinkel He 119 (1937)
- Heinkel He 270 (1938)
- Messerschmitt Bf 161 (1938)
- Henschel Hs 130 (1940) – Höhenaufklärer
- Messerschmitt Me 261 (1940) – ursprünglich für Rekordflug von Berlin nach Tokio entworfen

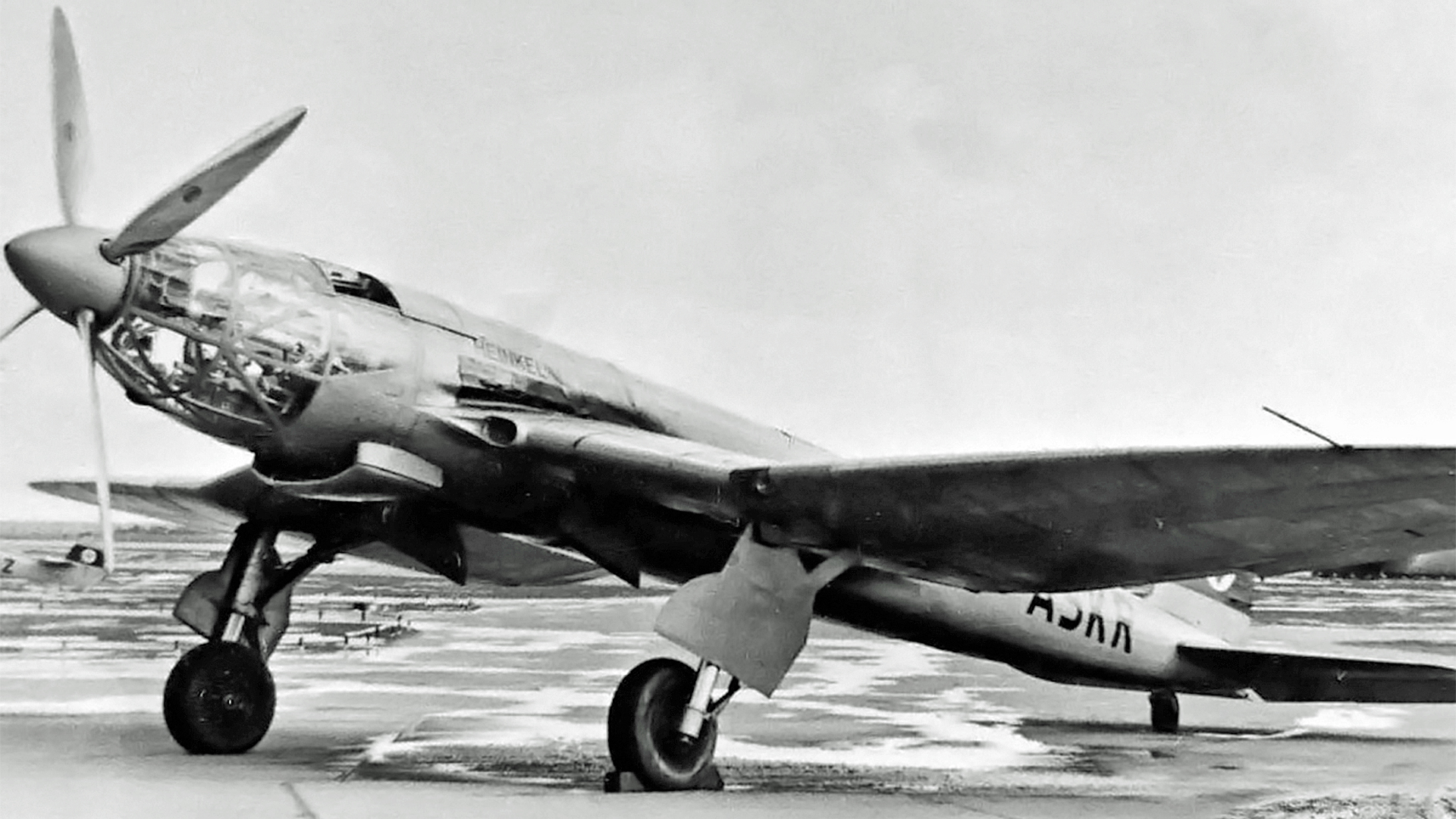
Heinkel He 119
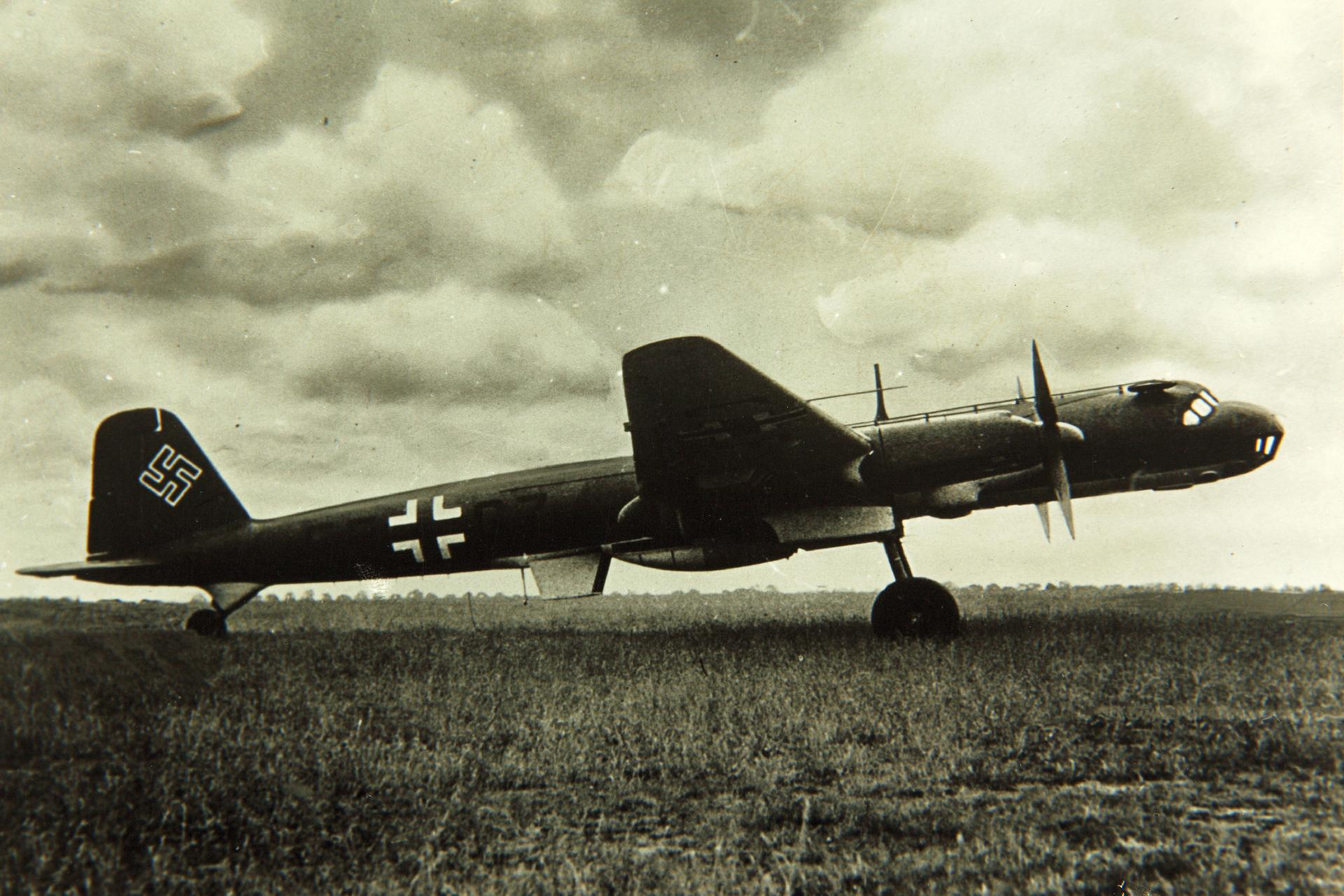
Henschel Hs 130
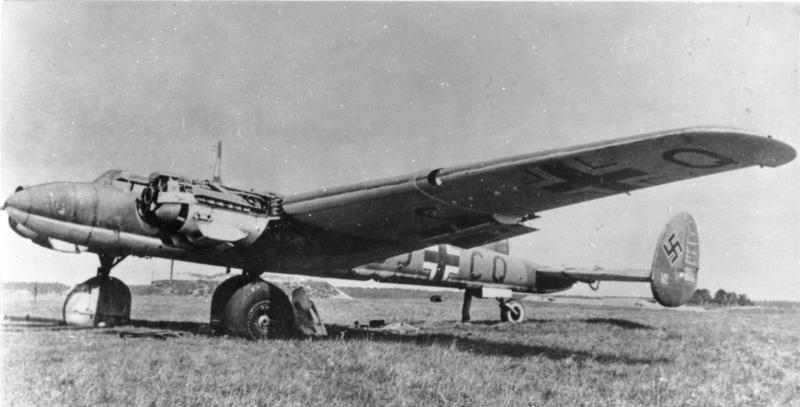
Messerschmitt Me 261 V2

### Transportflugzeuge und Lastensegler
Transportflugzeuge
- Blohm & Voss BV 144 (1944)

Reise- und Kurierflugzeuge
- Messerschmitt Me 208 (1943) – Weiterentwicklung der Me 108, an SNCAN transferiert; nach dem Krieg als Nord 1101/1102 in Serie gebaut

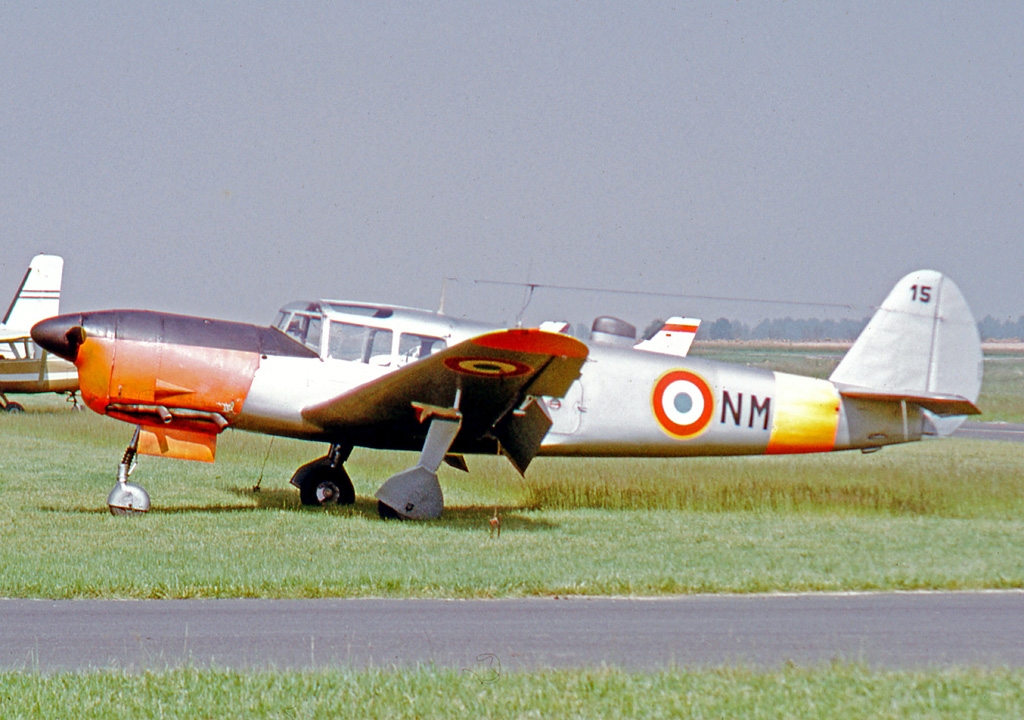
Nord 1101 in französischem Dienst

Lastensegler
- Junkers Ju 322 »Mammut« (1941) – unterlegenes Konkurrenzmuster der Me 321
- Kalkert Ka 430 (1944) – Weiterentwicklung der Go 242

### Schul- und Verbindungsflugzeuge
Anfänger-Schulflugzeuge
- Arado Ar 69 (1934) – unterlegenes Konkurrenzmuster der Fw 44 und He 72
- HFB Ha 135 (1934)
- Heinkel He 172 (1935) – Weiterentwicklung der He 72

Fortgeschrittenen-Schulflugzeuge
- Heinkel He 63 (1932) – ursprünglich HD 63, unterlegenes Konkurrenzmuster der Ar 66
- Arado Ar 396 (1944) – Umstellung der Ar 96 auf Holz-/Metallkonstruktion, zu SIPA transferiert; dort nach dem Krieg in Serie gebaut

Übungsflugzeuge
- Heinkel He 74 (1933) – Übungsjagdflugzeug, unterlegenes Konkurrenzmuster der Fw 56 und Ar 76
- Henschel Hs 121 (1934) – Übungsjagdflugzeug, unterlegenes Konkurrenzmuster der Fw 56 und Ar 76; Hochdecker
- Henschel Hs 125 (1934) – Übungsjagdflugzeug, unterlegenes Konkurrenzmuster der Fw 56 und Ar 76; Tiefdecker
- Flugzeugbau Kiel Fk 166 (1934)
- Blohm & Voss Ha 136 (1934)
- Bücker Bü 182 »Kornett« (1938)
- Gotha Go 149 (1936)
- Škoda-Kauba Sk 257 (1943)

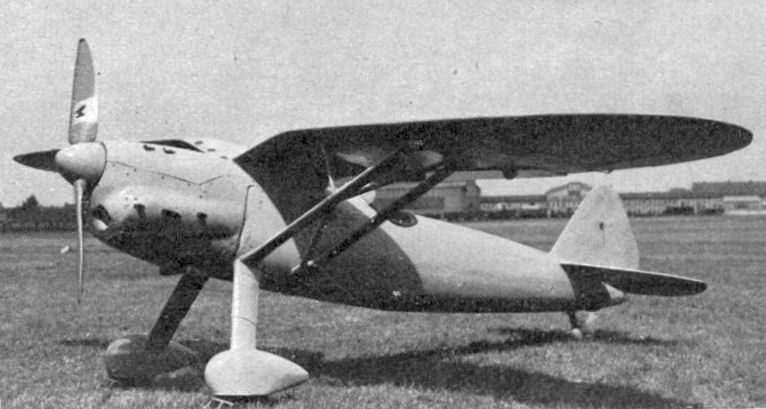
Henschel Hs 121
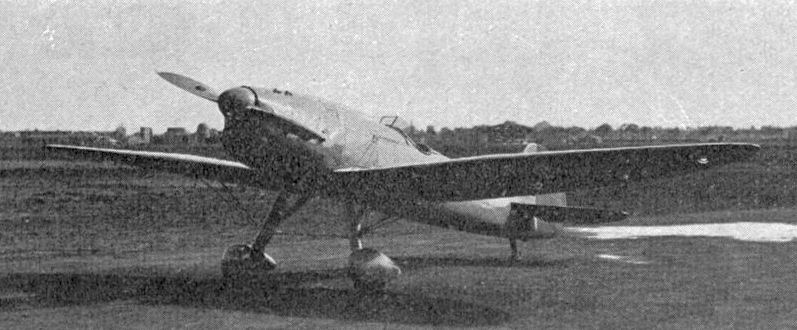
Henschel Hs 125
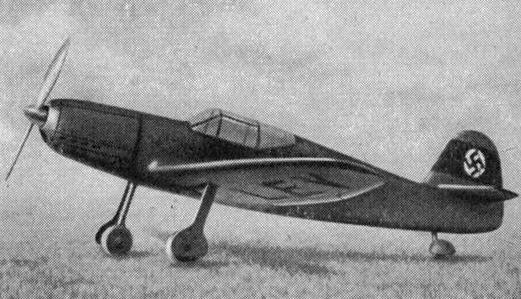
Gotha Go 149

Besatzungs-Schulflugzeuge
- Arado Ar 77 (1934) – unterlegenes Konkurrenzmuster der Fw 58

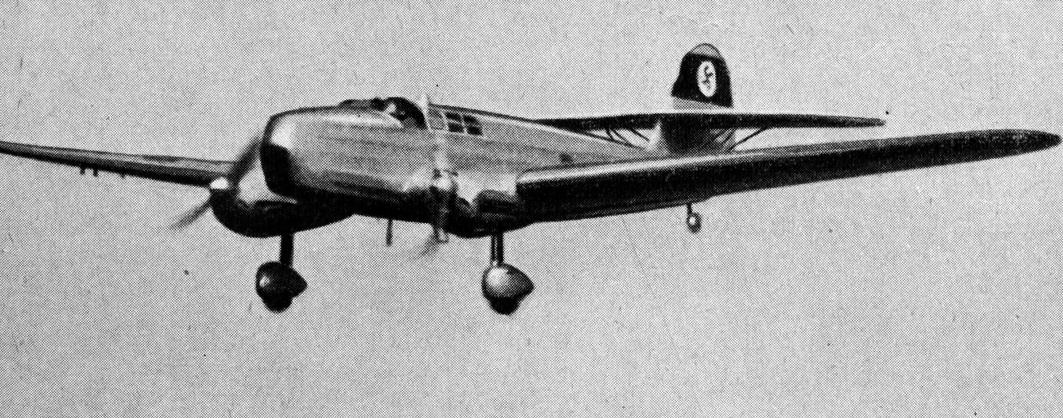
Arado Ar 77

Verbindungsflugzeuge
- Siebel Si 201 (1937) – unterlegenes Konkurrenzmuster der Fi 156
- Messerschmitt Bf 163 (1938) – unterlegenes Konkurrenzmuster der Fi 156
- Fieseler Fi 256 (1941) – Weiterentwicklung der Fi 156

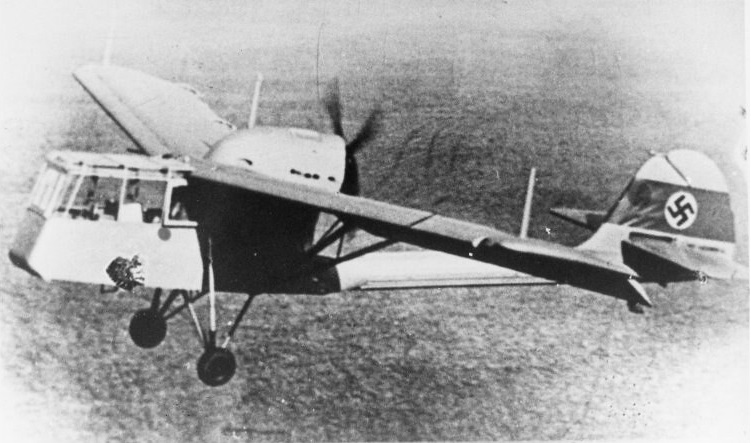
Siebel Si 201
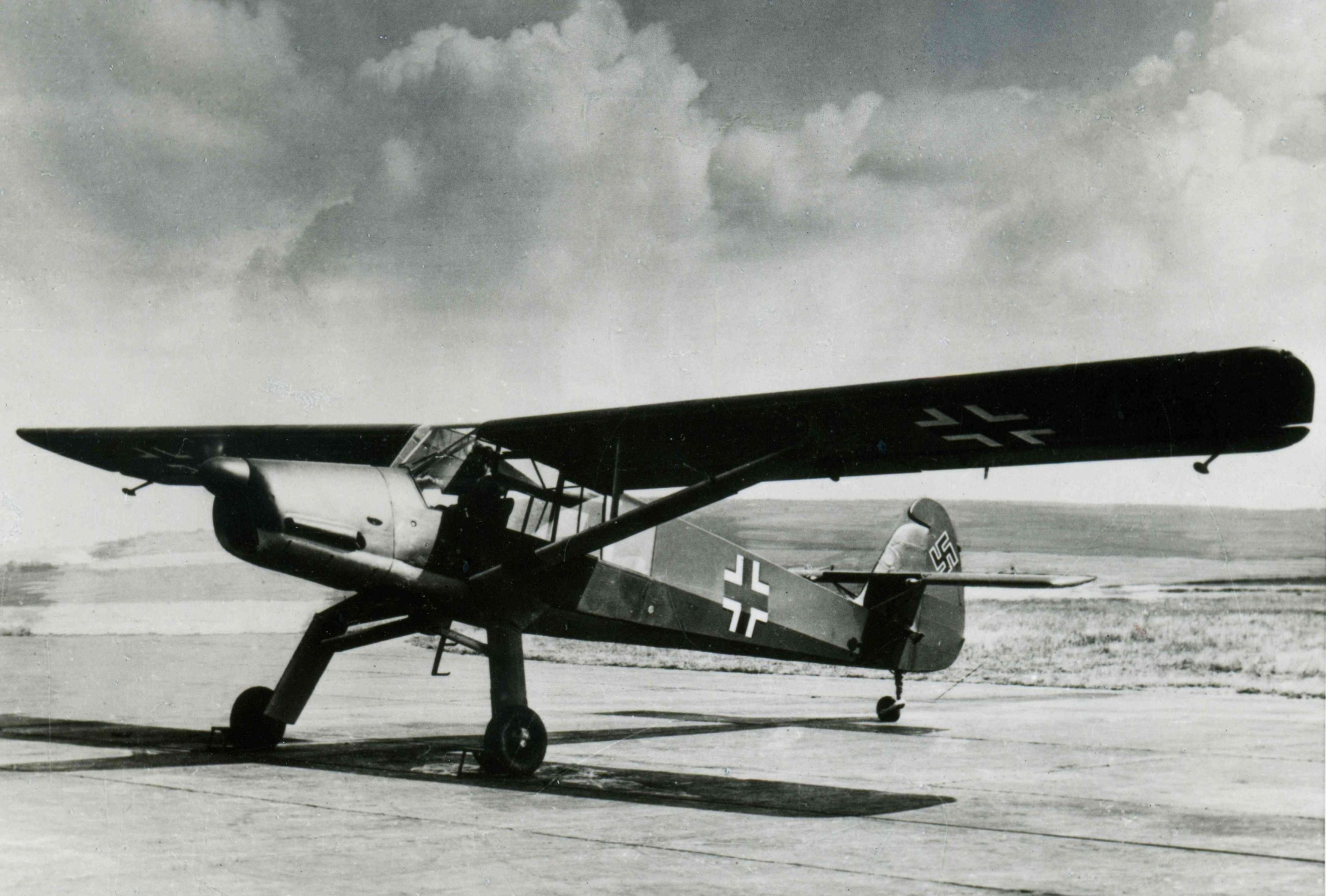
Fieseler Fi 256

### Trägerflugzeuge
Die Trägerflugzeuge der Luftwaffe waren für die beiden nicht fertiggestellten Flugzeugträger der Graf-Zeppelin-Klasse vorgesehen.
- Arado Ar 197 (1937) – Jagdflugzeug, Vorserie gebaut
- Fieseler Fi 167 (1937) – Mehrzweck-Kampfflugzeug, Vorserie gebaut
- Arado Ar 195 (1937) – Mehrzweck-Kampfflugzeug, unterlegenes Konkurrenzmuster der Fi 167

Nachdem sich die spezialisierten Trägerflugzeuge als nicht (mehr) leistungsfähig genug erwiesen, wurden Trägervarianten von bewährten Landflugzeugen entwickelt.
- Messerschmitt Bf 109 (1935) – Jagdflugzeug, Trägervariante T
- Junkers Ju 87 (1935) – Sturzkampfbomber, Trägervariante C
- Arado Ar 96 (1938) – Schulflugzeug, zu Trägerflugzeugen umgerüstete Ar 96 B-1

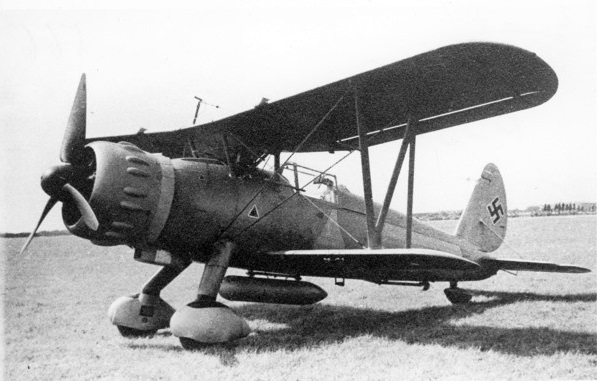
Arado Ar 197
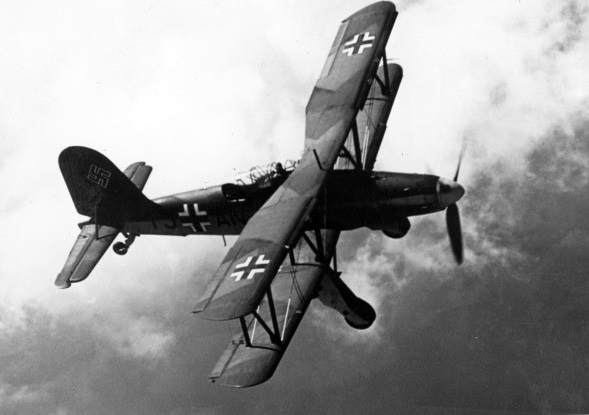
Fieseler Fi 167
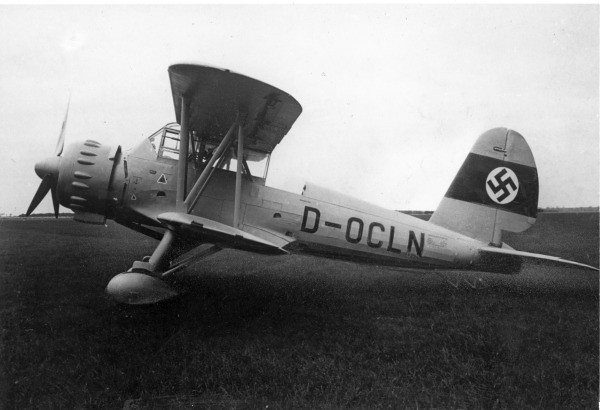
Arado Ar 195 V3
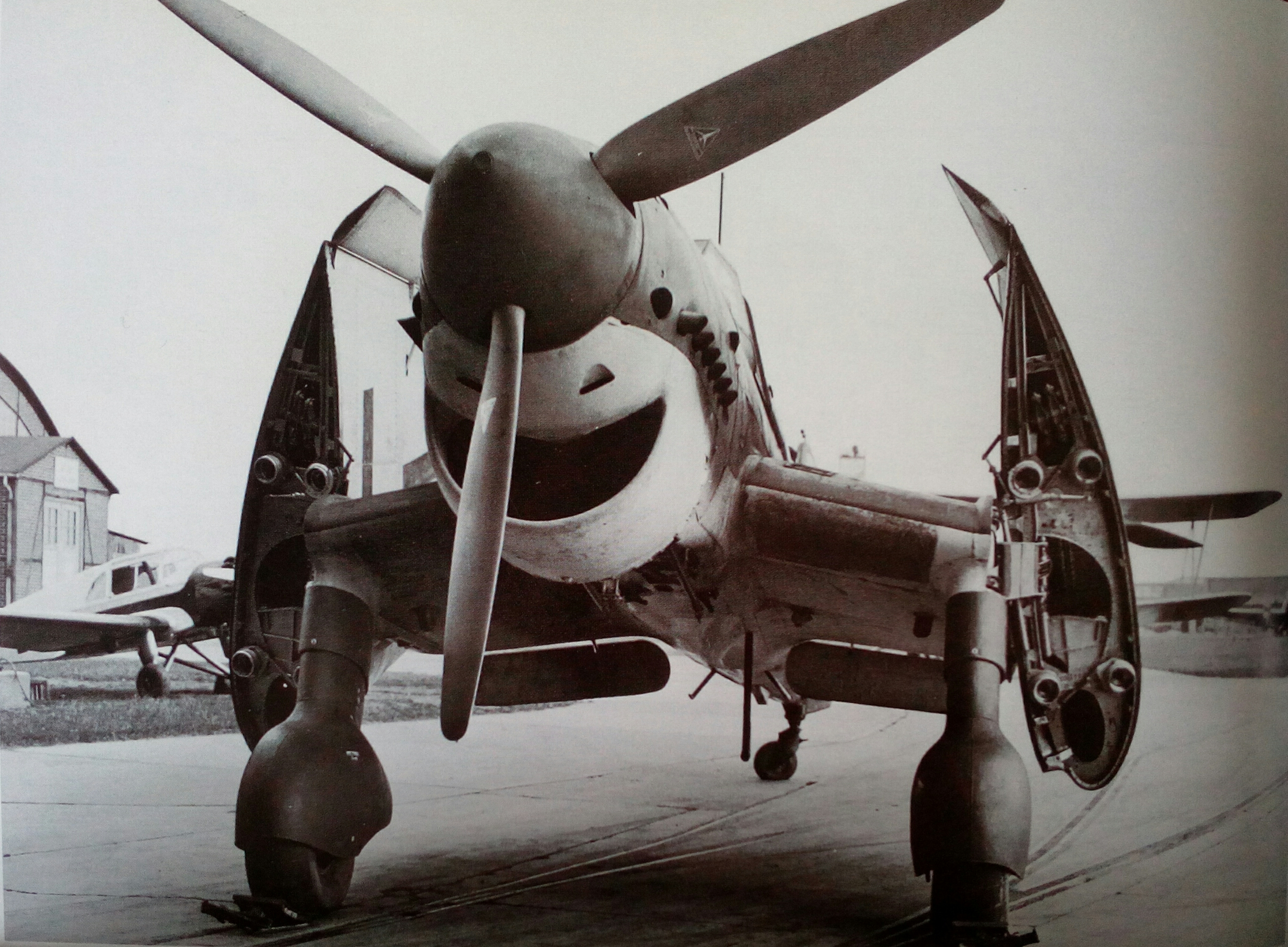
Junkers Ju 87 V11

### Seeflugzeuge
Schwimmerflugzeuge
- Blohm & Voss Ha 140 (1937) – unterlegenes Konkurrenzmuster der He 115
- Focke-Wulf Fw 62 (1937) – unterlegenes Konkurrenzmuster der Ar 196
- Arado Ar 231 (1941) – U-Boot-gestützter Borderkunder

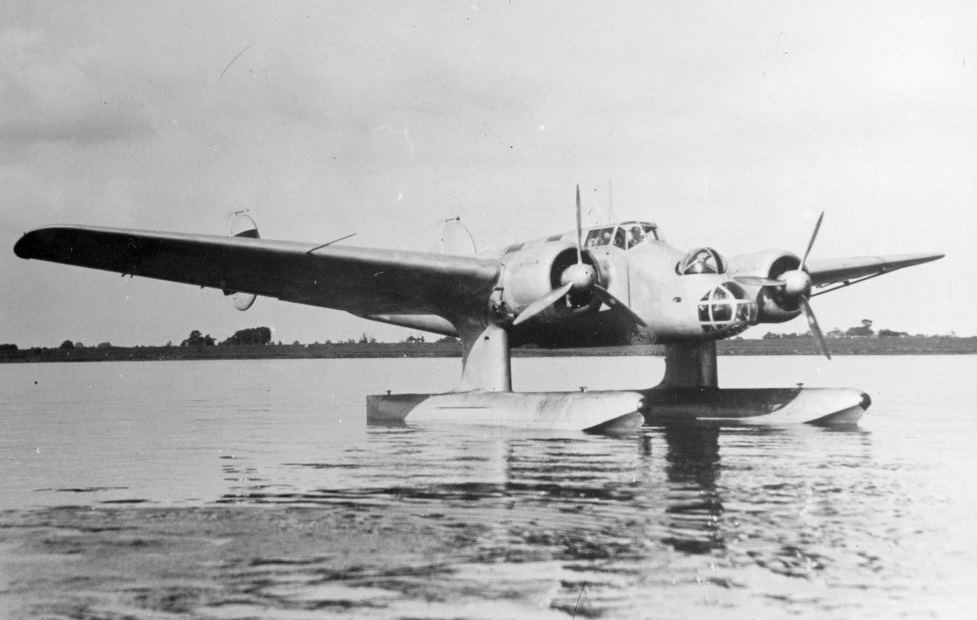
Blohm & Voss Ha 140
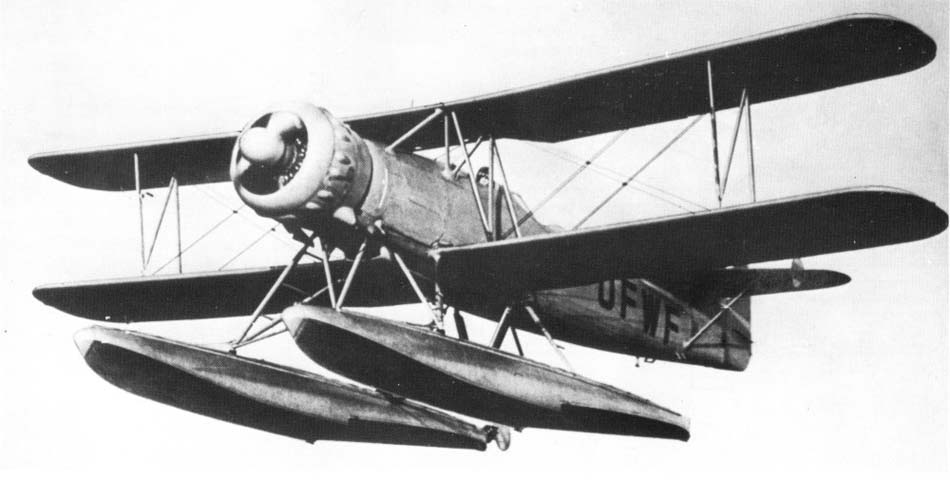
Focke-Wulf Fw 62 V1
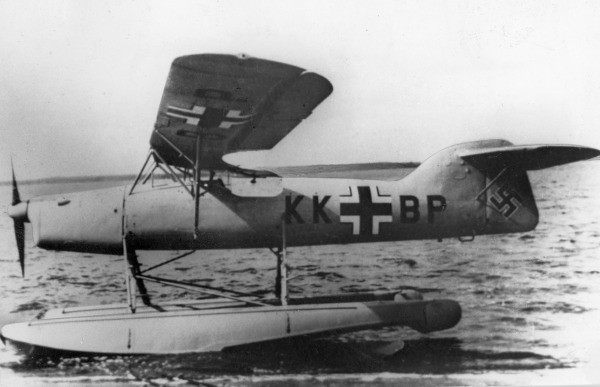
Arado Ar 231 V1

Flugboote
- Weserflug We 271 (1939) – Amphibienflugzeug
- Blohm & Voss BV 238 (1944) – schwerstes Flugzeug des Zweiten Weltkriegs

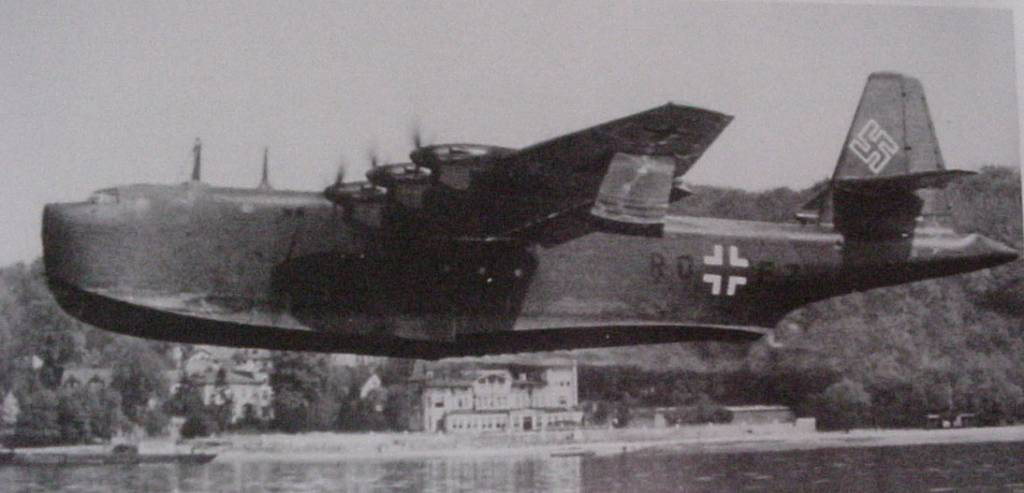
Blohm & Voss BV 238

### Experimentalflugzeuge
- Junkers Ju 49 (1931) – Höhenforschungsflugzeug
- Albatros Al 103 (1933) – Hochdecker zur Untersuchung unterschiedlicher Flügelpfeilungen
- DFS 38 (1935) – schwanzloser Motorsegler, wegen schlechter Steuerbarkeit mit Spitznamen „Quo Vadis“ bedacht
- DFS 39 »Delta IVc« (1935) – schwanzloses Versuchsflugzeug
- Gotha Go 147 (1936) – schwanzloses Versuchsflugzeug
- Fieseler Fi 158 (1938) – Versuchsflugzeug zur Erprobung von Fernsteuerung
- Messerschmitt Me 209 (1938) – Rekordflugzeug, Erstverwendung der Bezeichnung, zu Propagandazwecken in Me 109 R umbenannt
- DFS 40 »Delta V« (1939) – Schwanzloses Versuchsflugzeug
- Heinkel He 176 (1939) – erstes Flugzeug mit regelbaren Flüssigkeitsraketentriebwerk
- Heinkel He 178 (1939) – erstes Flugzeug mit Turbinen-Strahltriebwerk
- Henschel Hs 128 (1939) – Höhenforschungsflugzeug
- DFS 194 (1941) – schwanzloses Raketenflugzeug, direkter Vorläufer der Me 163
- Akaflieg Berlin B9 (1943) – Versuchsflugzeug für liegende Pilotenposition
- FFG Prag FG 227 (1944) – maßstäblich verkleinertes Großflugboot BV 238

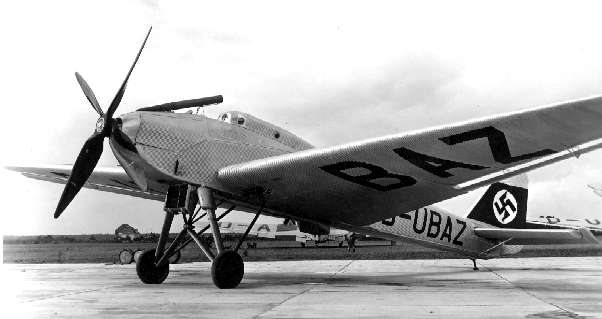
Junkers Ju 49
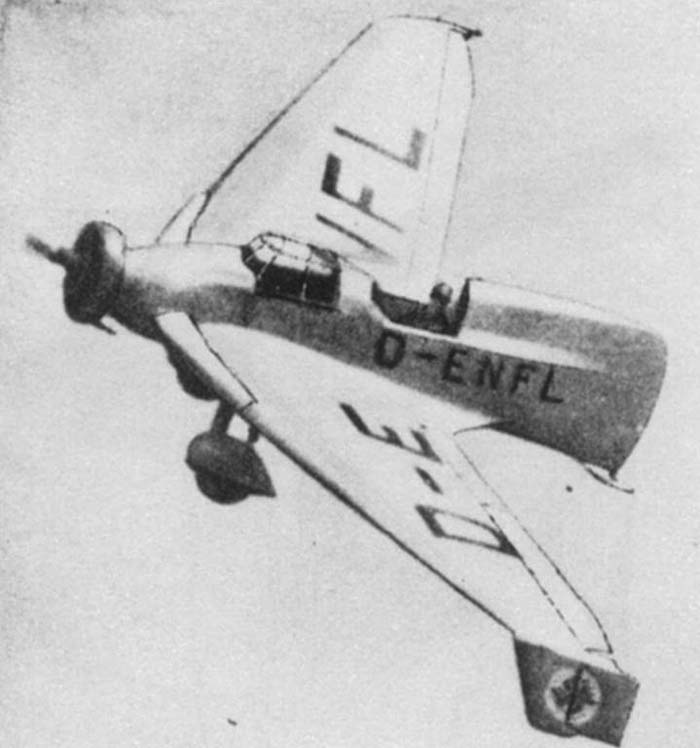
DFS 39
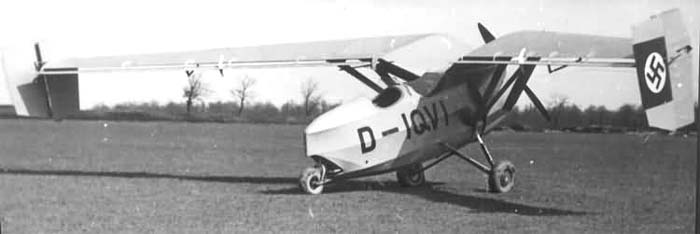
Gotha Go 147
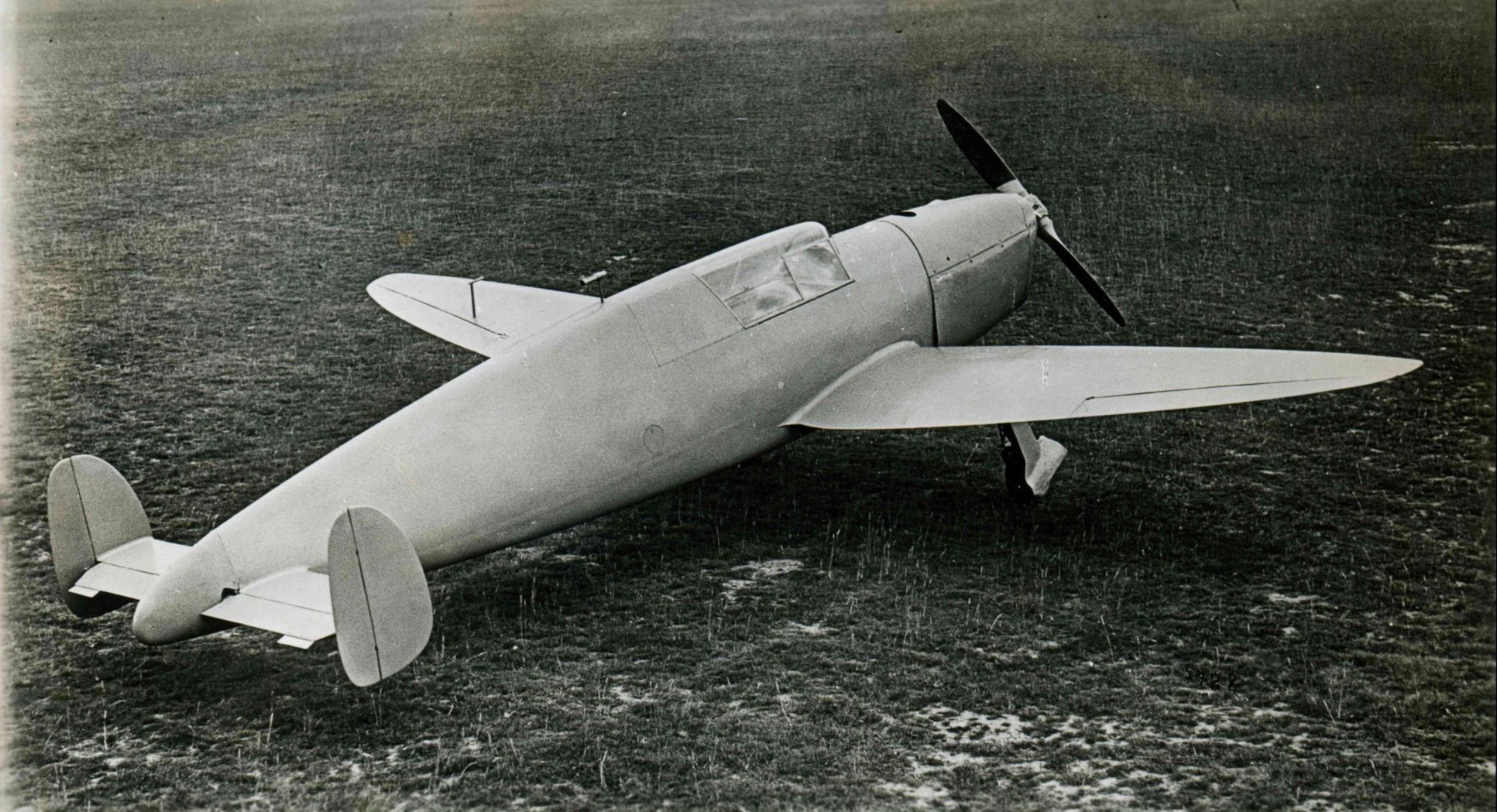
Fieseler Fi 158
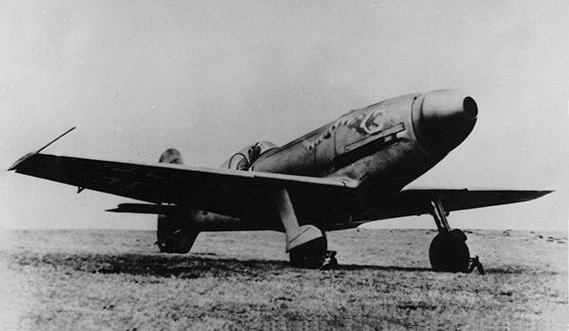
Messerschmitt Me 209 V4
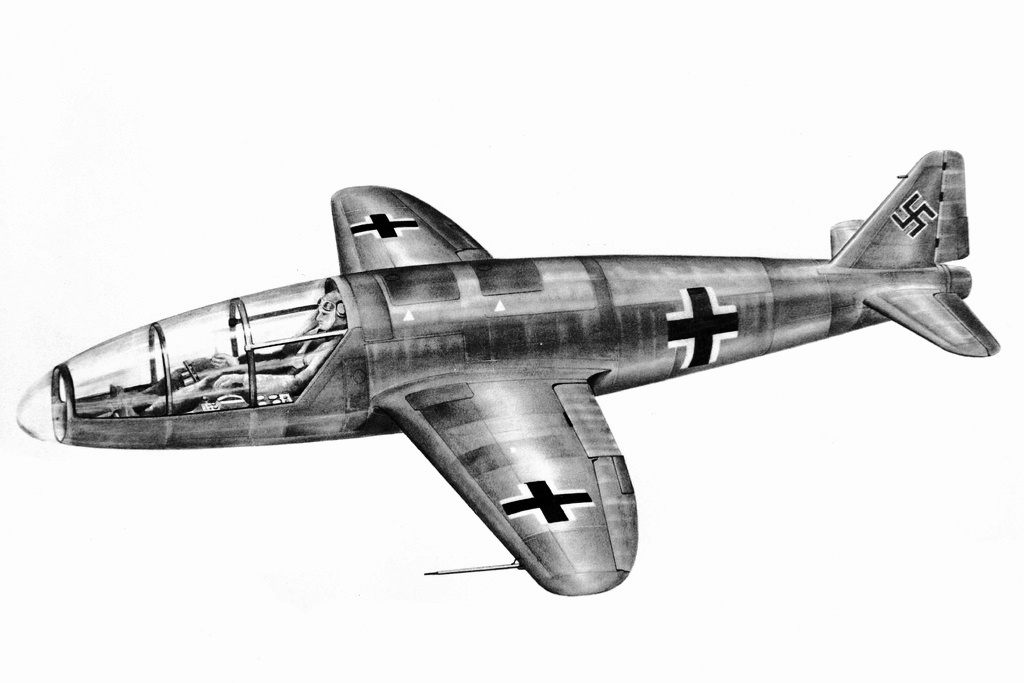
Heinkel He 176
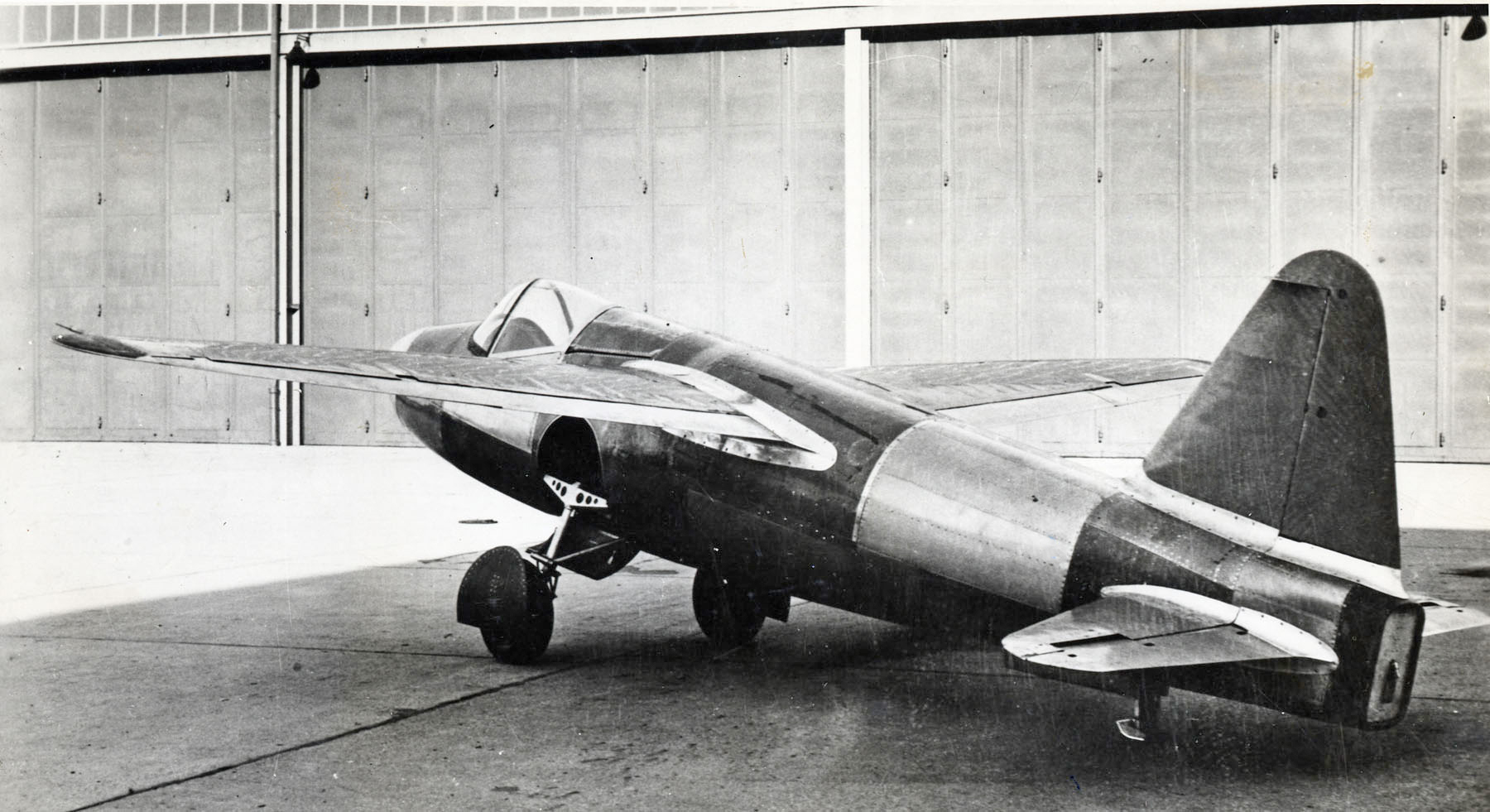
Heinkel He 178
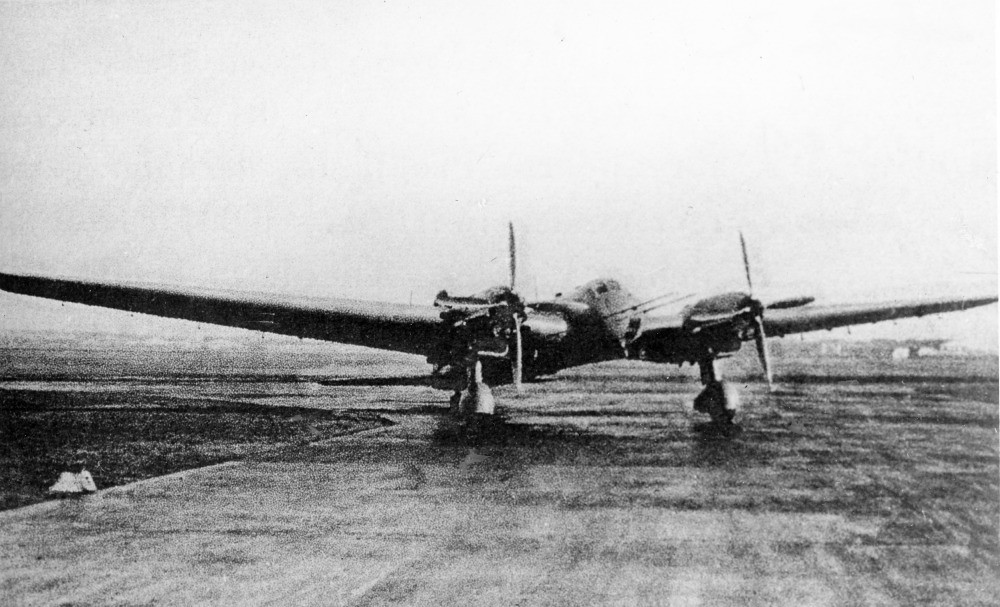
Henschel Hs 128

### Drehflügler
Tragschrauber
- Flettner Fl 184 (1936)
- Focke-Wulf Fw 186 (1938) – Tragschrauber auf Basis des Rumpfes der Fw 56
- Focke-Achgelis Fa 225 (1941) – Schlepp-Tragschrauber auf Basis des Rumpfes der DFS 230 und des Rotors der Fa 223

Hubschrauber
- Focke-Wulf Fw 61 (1936) – erster gebrauchstüchtiger Hubschrauber weltweit, später auch als Focke-Achgelis Fa 61 bezeichnet
- Flettner Fl 185 (1937)
- Flettner Fl 265 (1939) – erster Hubschrauber mit Flettner-Doppelrotor
- Nagler-Rolz NR 55 (1940) – Kleinsthubschrauber
- Nagler-Rolz NR 54 (1941) – tragbarer „Rucksackhubschrauber“
- Doblhoff WNF 342 (1943) – Hubschrauber mit Blattspitzenantrieb

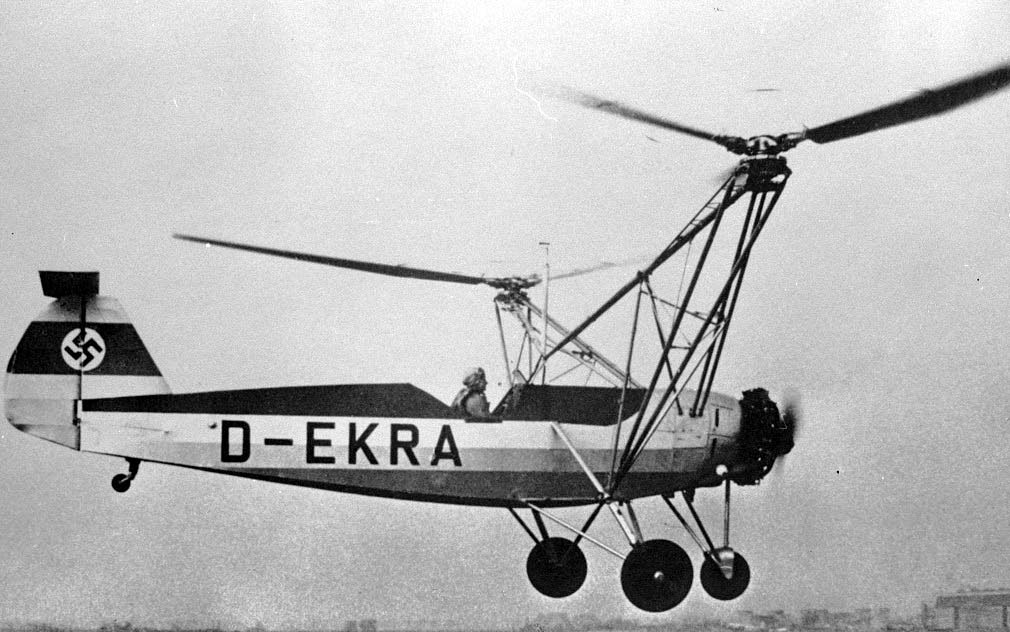
Focke-Wulf Fw 61
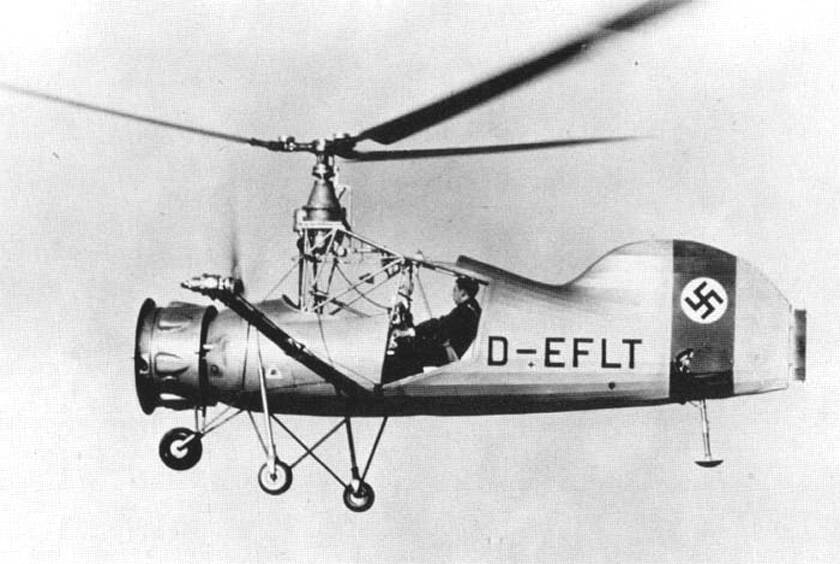
Flettner Fl 185